# Biserica de lemn din Hoteni

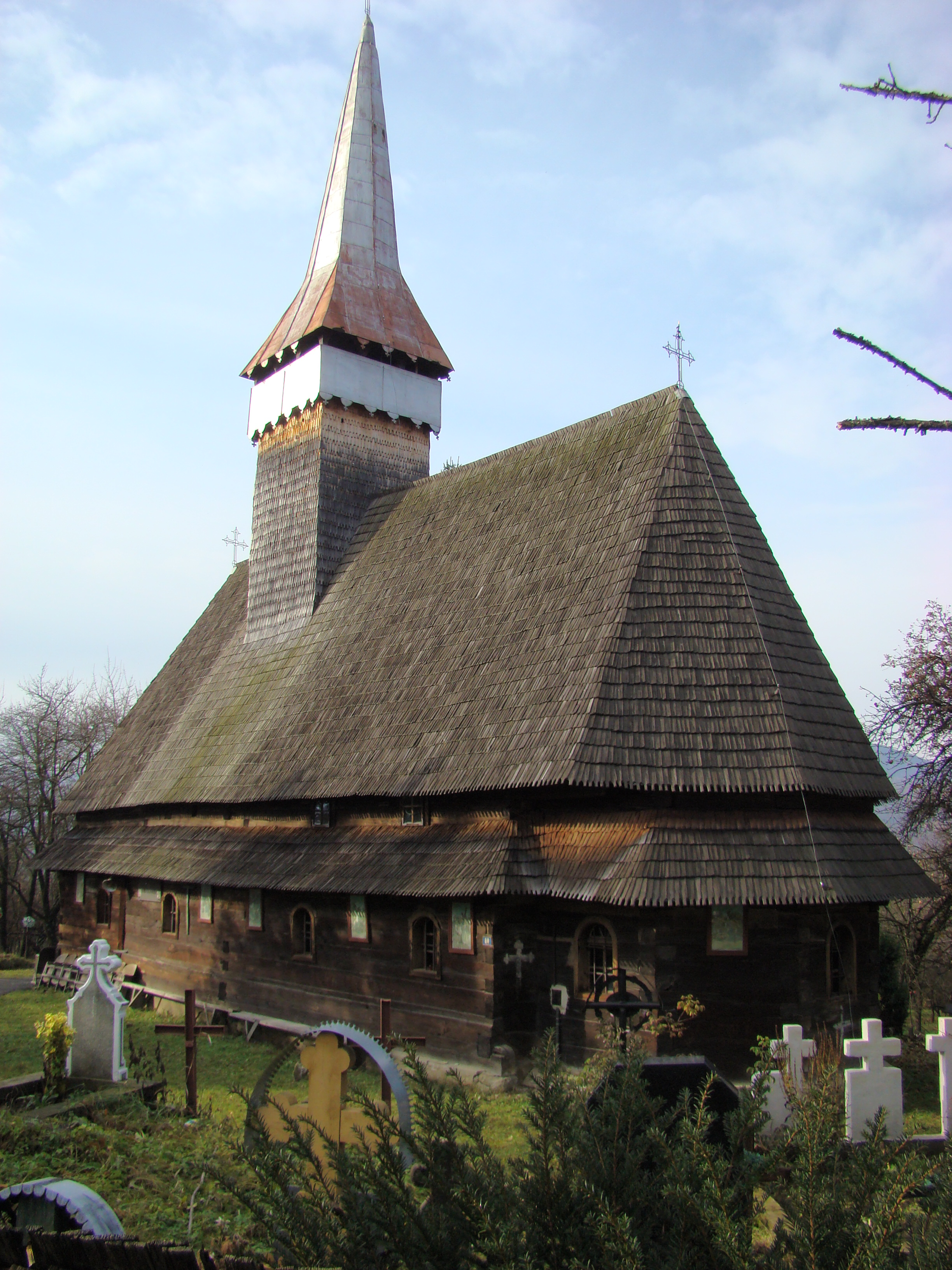
Biserica de lemn „Sfinţii Arhangheli” din satul Hoteni, comuna Ocna Şugatag, județul Maramureș, foto: noiembrie 2009.

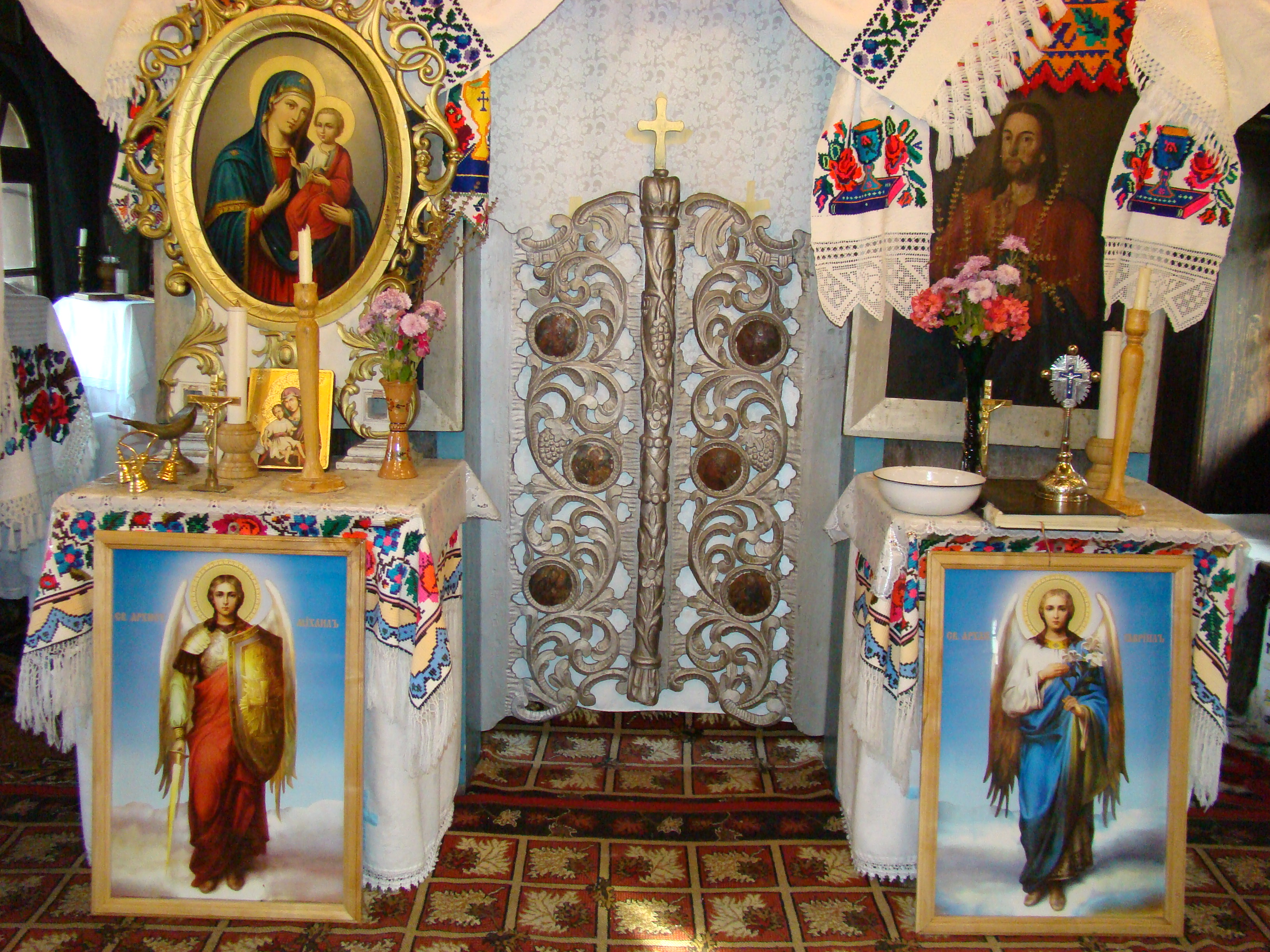
Ușile împărătești

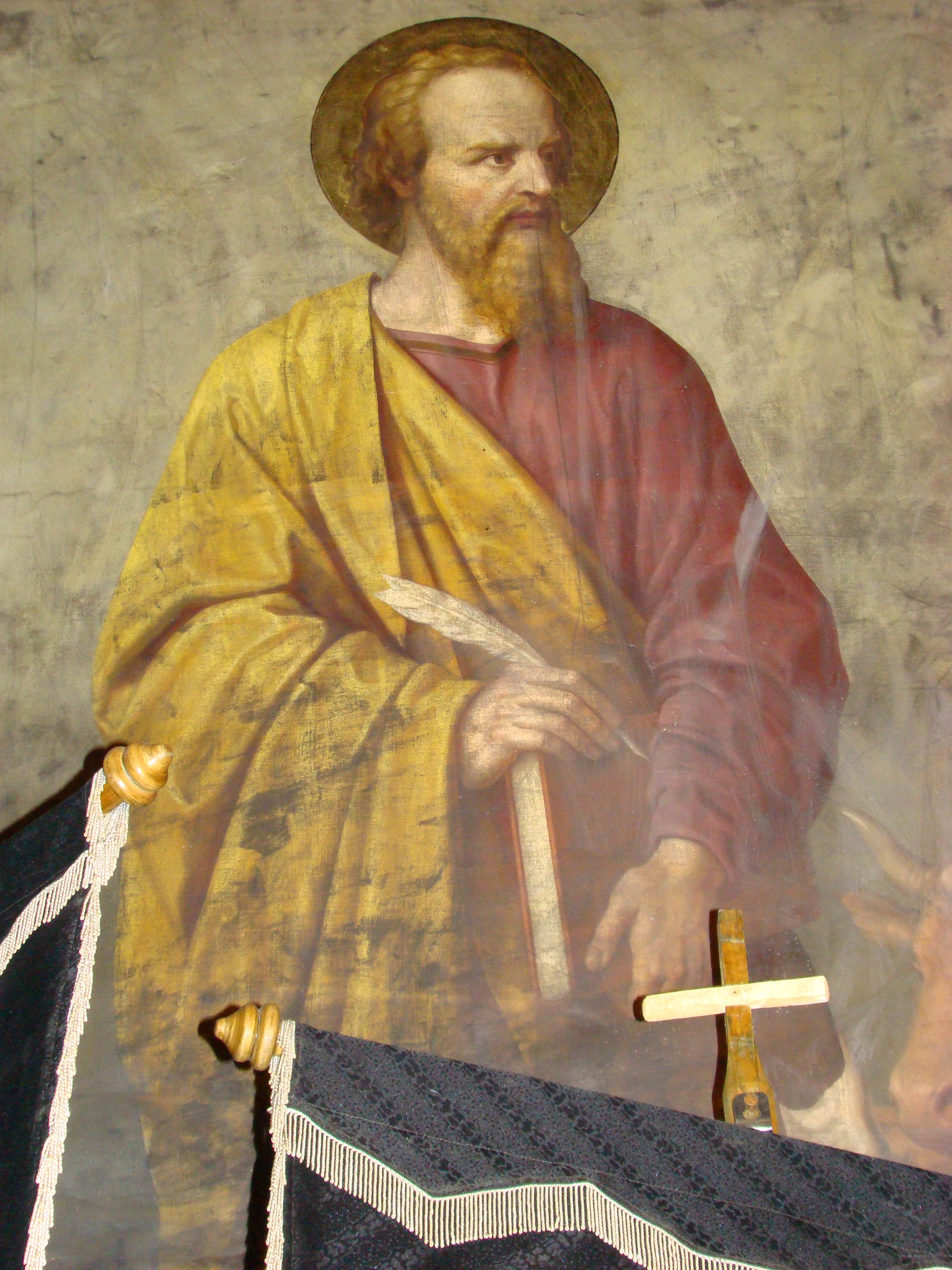

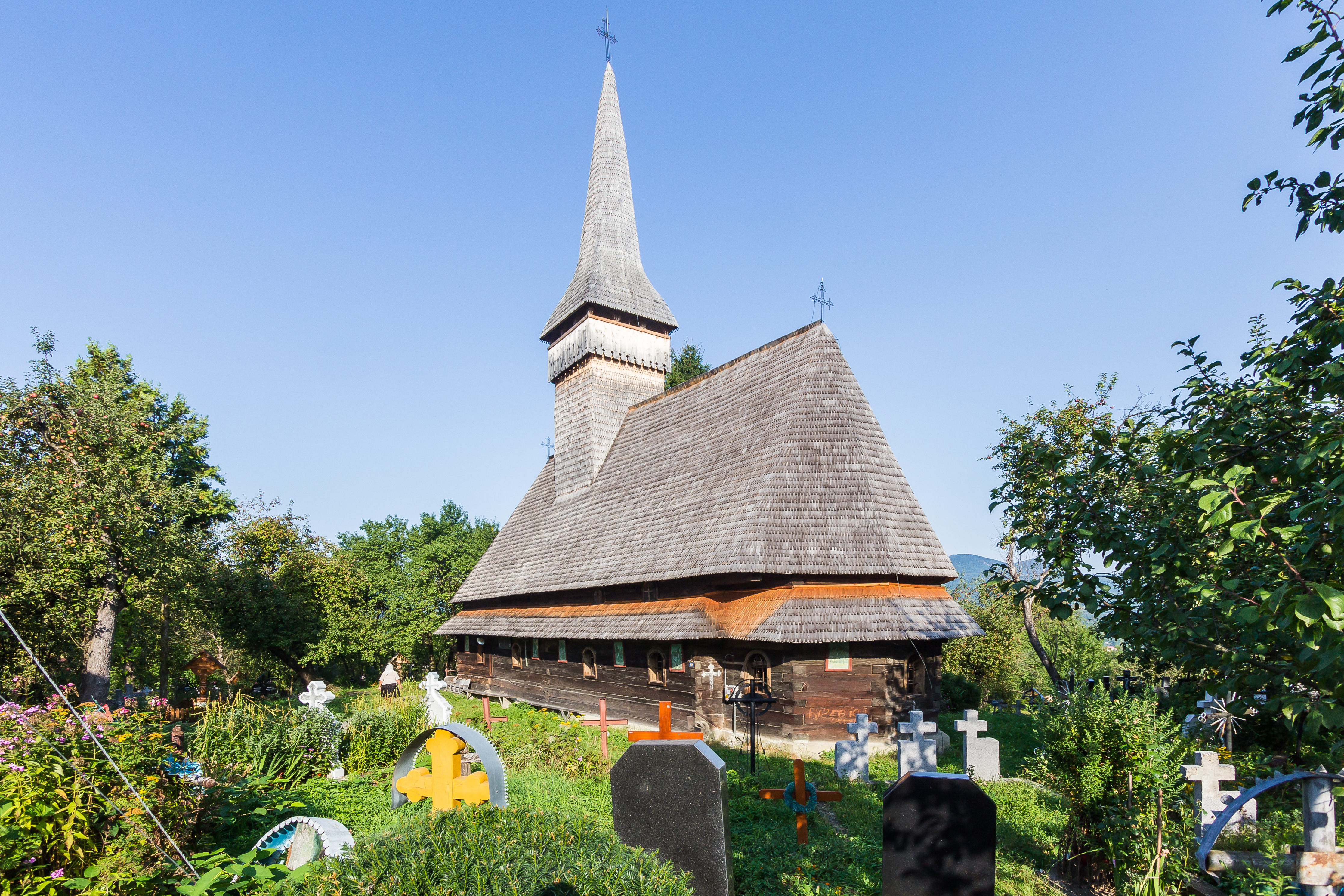
Biserica de lemn „Sfinții Arhangheli” din satul Hoteni, comuna Ocna Șugatag, județul Maramureș, foto: 2017.

Biserica de lemn din satul Hoteni, comuna Ocna Șugatag, județul Maramureș are hramul „Sfinții Arhangheli Mihail și Gavril” (8 noiembrie). Biserica a fost construită în anul 1790, în satul Slatina din Ucraina de azi, de unde a fost adusă după 1895. Lăcașul figurează pe lista monumentelor istorice, cod LMI MM-II-m-A-04585.

## Istoric și trăsături
În Hoteni au fost documentate trei biserici de lemn succesive în ultimele trei secole. Aducerea ultimelor două biserici din alte sate este explicată de starea economică limitată a acestei comunități în veacurile trecute, care dispunea de un hotar redus, fără pădure. Locuitorii din Hoteni au avut statutul social de iobagi până la mijlocul secolului 19. Aducerea unei biserici de lemn dintr-un sat nobil aducea cu sine avantajul de a ridica la un preț mic o biserică de lemn mai încăpătoare și la același nivel calitativ cu a celorlalte, din satele vecine.

### Prima biserică
Cea mai veche biserică cunoscută a fost descrisă minimal în anul 1751, cu ocazia vizitei canonice a episcopului de Muncaci, Manuel Mihail Olsavszky. Biserica era de lemn, acoperită cu draniță, avea turn cu un clopot și era prevăzută cu icoane și toate cele necesare cultului. Din notele vizitației aflăm că ar fi fost binecuvântată de episcopul Maramureșului Dositei Teodorovici (1718-1733) iar antimisul era sfințit de episcopul de Muncaci Ghenadie Bizanczy (1716-1733). Vechimea reală a acestei biserici se pierde în negurile timpului.

### A doua biserică
A doua biserică de lemn a fost primită de hotenari din satul Budești, de unde a fost adusă pe sănii trase de cai. În Budești biserica provenea din Susani, parte de sat numită odinioară Vințești. Aceasta era descrisă în anul 1751 drept antică și aproape de ruinare. După 1751 dar înainte de 1760, vechea biserică de lemn din Vințești a fost înlocuită de o nouă biserică de lemn, care se păstrează până astăzi și este cunoscută sub numele de biserica de lemn din Budești Susani. Vechimea vechii biserici poate fi sugerată de ușile împărătești păstrate în actuala biserică de lemn din Budești Susani, datate din anul 1628. Transferul bisericii în Hoteni a avut loc după terminarea construcției celei noi din Budești Susani. 
Biserica de lemn a fost refăcută în Hoteni unde a servit drept lăcaș de rugăciune până aproximativ în anul 1895. Din inventarul bisericii din anul 1858 aflăm câteva dintre trăsăturile caracteristice ale acestei vechi biserici. „Cuprinde in lungime 8, în latiime 3 stânjeni. Intre sanctuariu si naiea besericei sta unu iconostasu de lemnu cu trei usi si cu icóne, nu frumóse. Are unu turnu de lemnu. Sanctuarulu cu 3, baserica cu 2 feresti. Baserica tóta e fórte micutia, mai alesu inpartiamêntulu barbatiiloru - mai multi de 80 ómeni nu primește. Tectulu - precumu a bisericiei asia si a turnului in ani 2 mai aprópe urmatori neamânata reparatiune pofte. Beserica e podita cu scânduri, éra a femeiloru cu pétrii, deasupra cu nemicu. Altariulu e de lemnu, cu unu tabernaculu bunu in dênsu cu unu ciboriu fórte slabu. In sanctuariu se afla o cista pentru inbracamênte, unu podisoru, pre carele si proscomidia se serbeste, in antea lantoreloru dóe scaune cu radima vêrtitóra. In turnulu sunt 2 clopote, de 89 si de 28 pundi.” În anul 1862 biserica a fost mărită și renovată.

### A treia biserică
Biserica de lemn de azi din Hoteni este cea de a treia cunoscută în sat. Ea a fost cumpărată și adusă din satul Slatina, așezat peste apa Tisei, în Ucraina, din îndemnarea părintelui Gavriil Timiș. Conform unei însemnări de carte „în anul 1790 s'au zidit beserica Slatinei” în locul celei „ce mai nainte au ars, 1784”. Datarea bisericii a fost verificată dendrocronologic, lemnul pentru ridicarea bisericii fiind tăiat în iarna dintre anii 1788-1789. E posibil ca structura construcției să fi fost gata încă din vara anului 1789 dar încheierea lucrărilor interioare și consacrarea ei să fi avut loc în anul următor, așa cum a fost consemnat pe marginea de carte. De remarcat că matricola parohiei Slatina începe din anul 1789. 
Cu ocazia remontării bisericii în Hoteni pronaosul a fost mult lărgit spre apus, pentru a face loc pentru mai multe femei în biserică. Peretele de apus inițial, unde se află intrarea, a fost mutat și cuprins în partea nouă a pronaosului.

## Imagini din interior

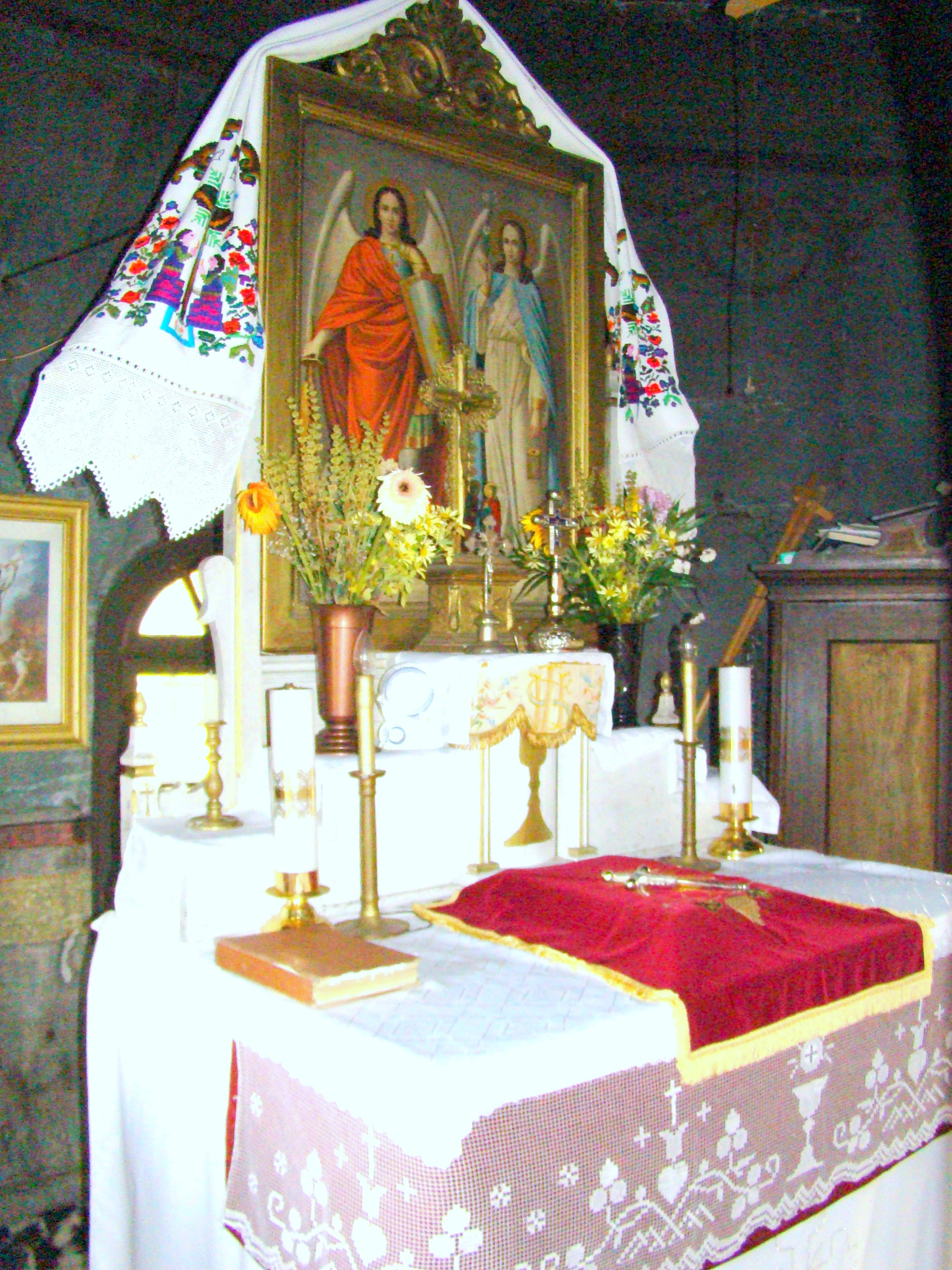
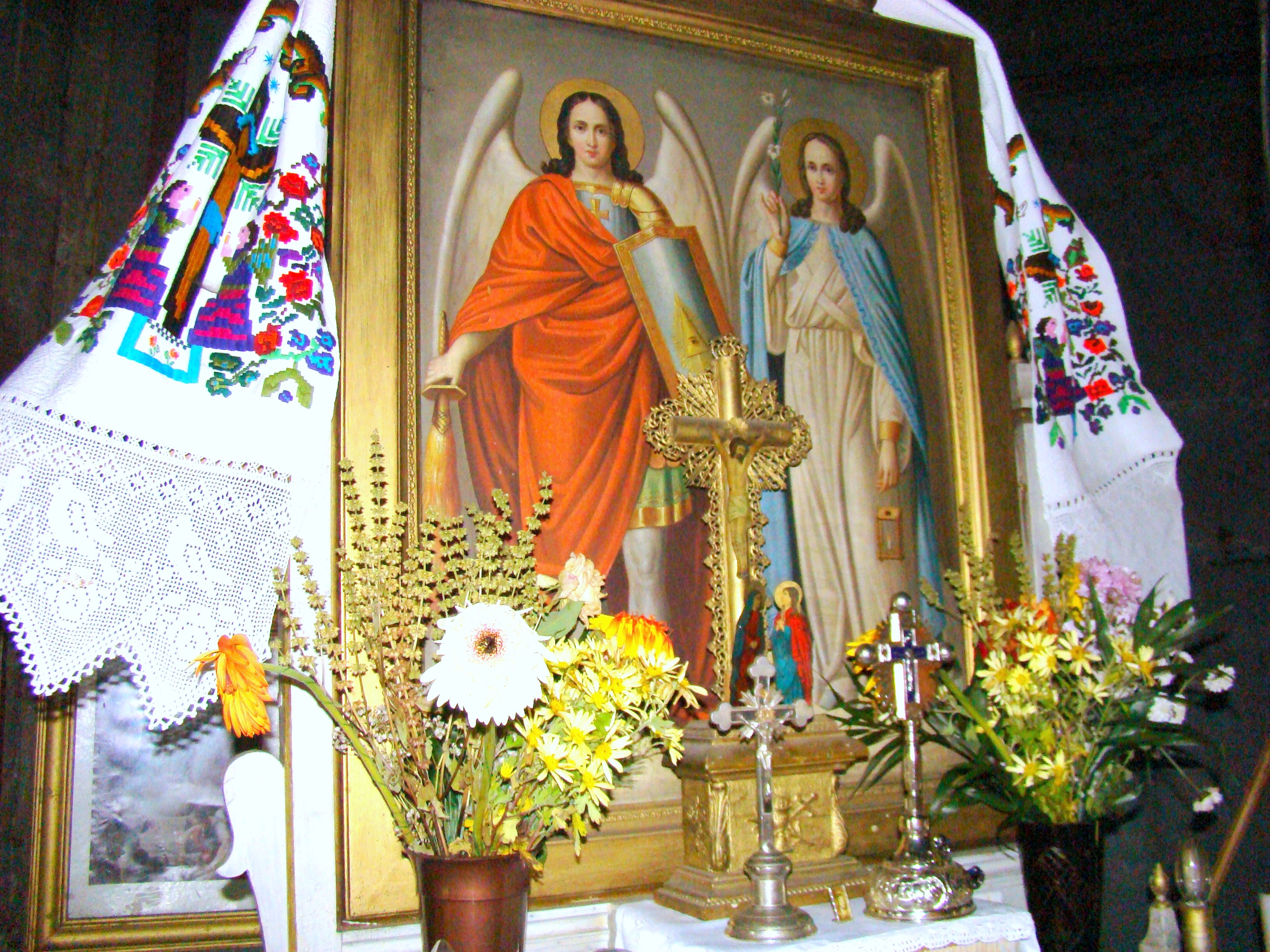
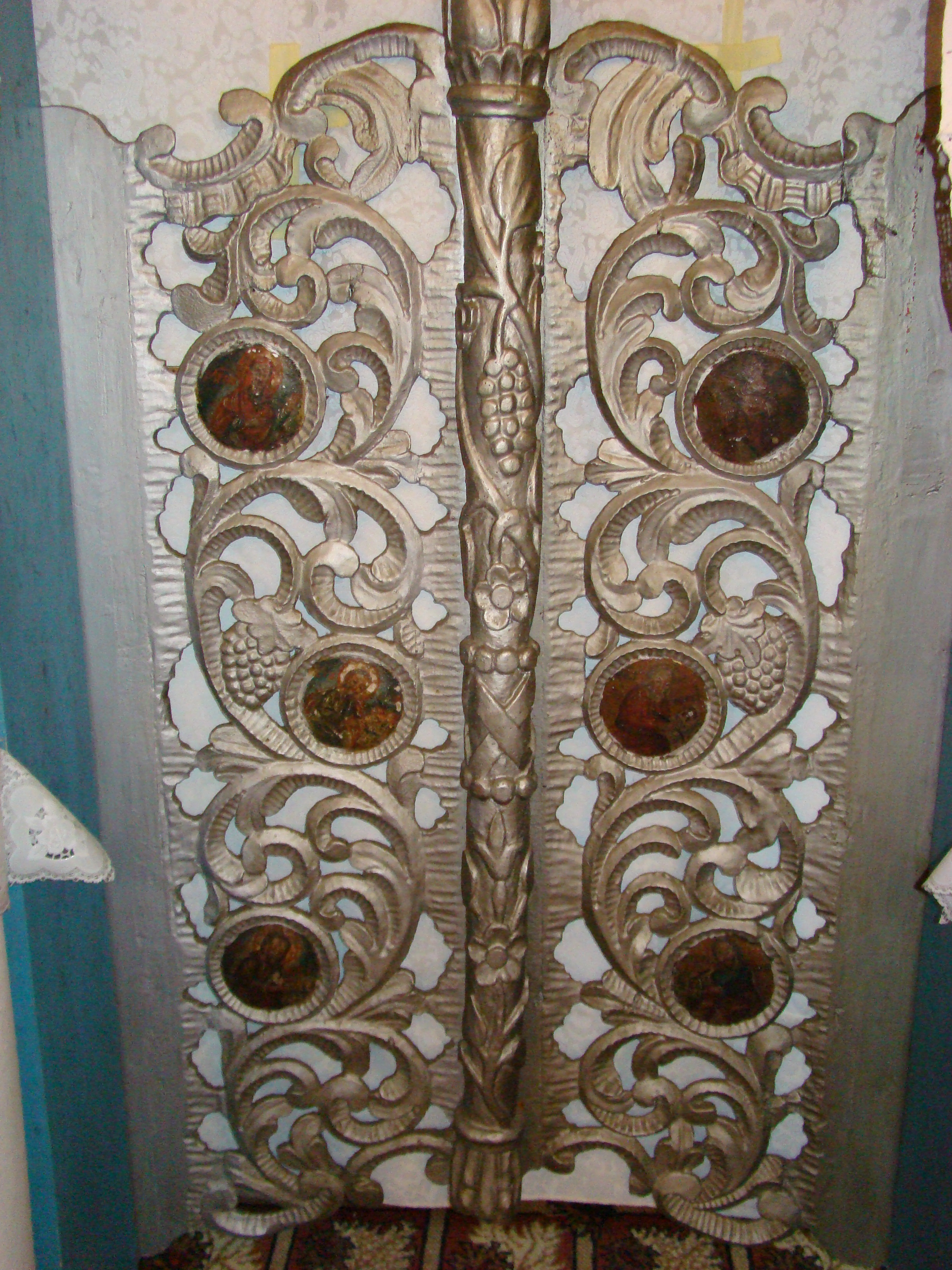
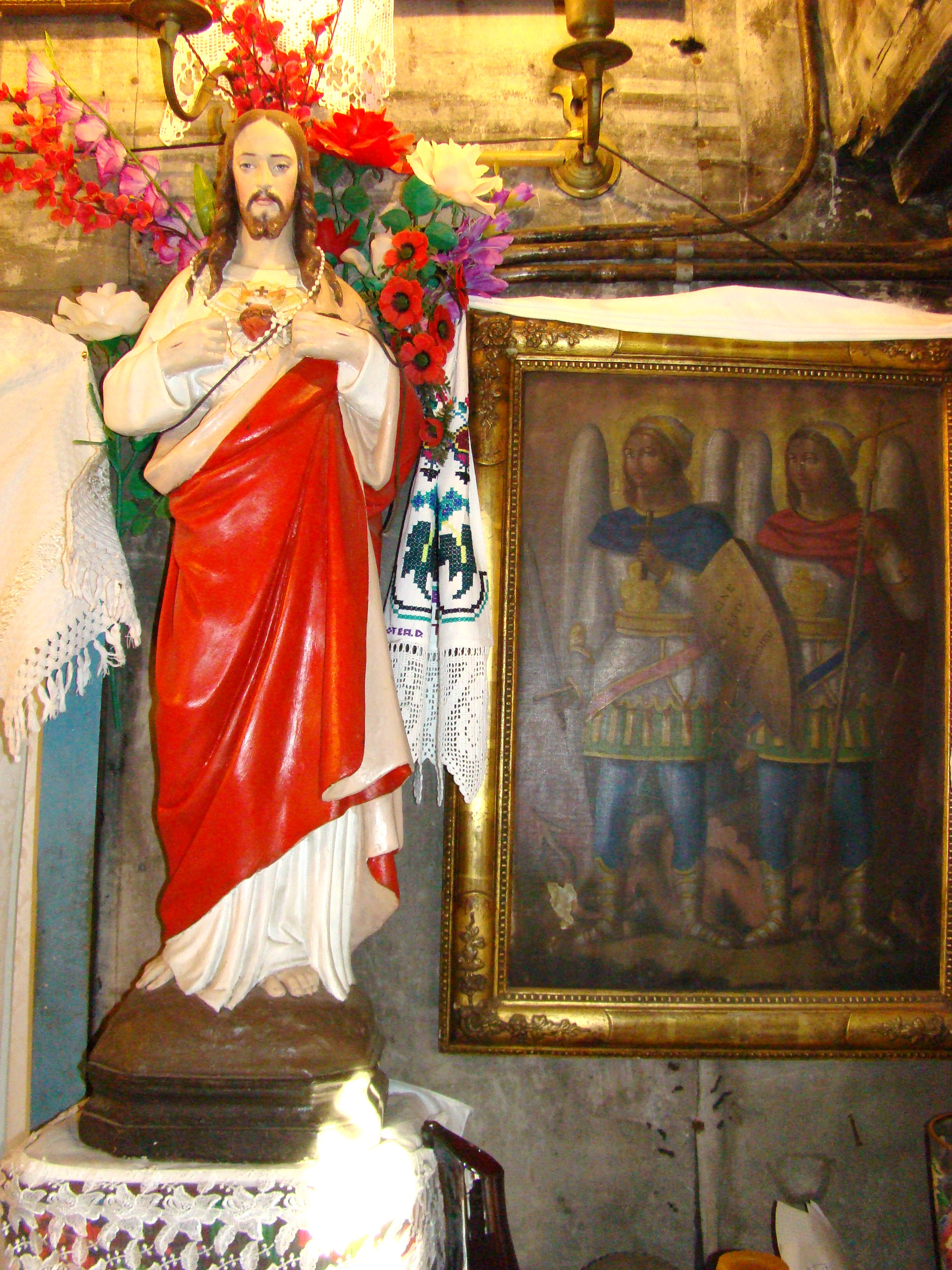
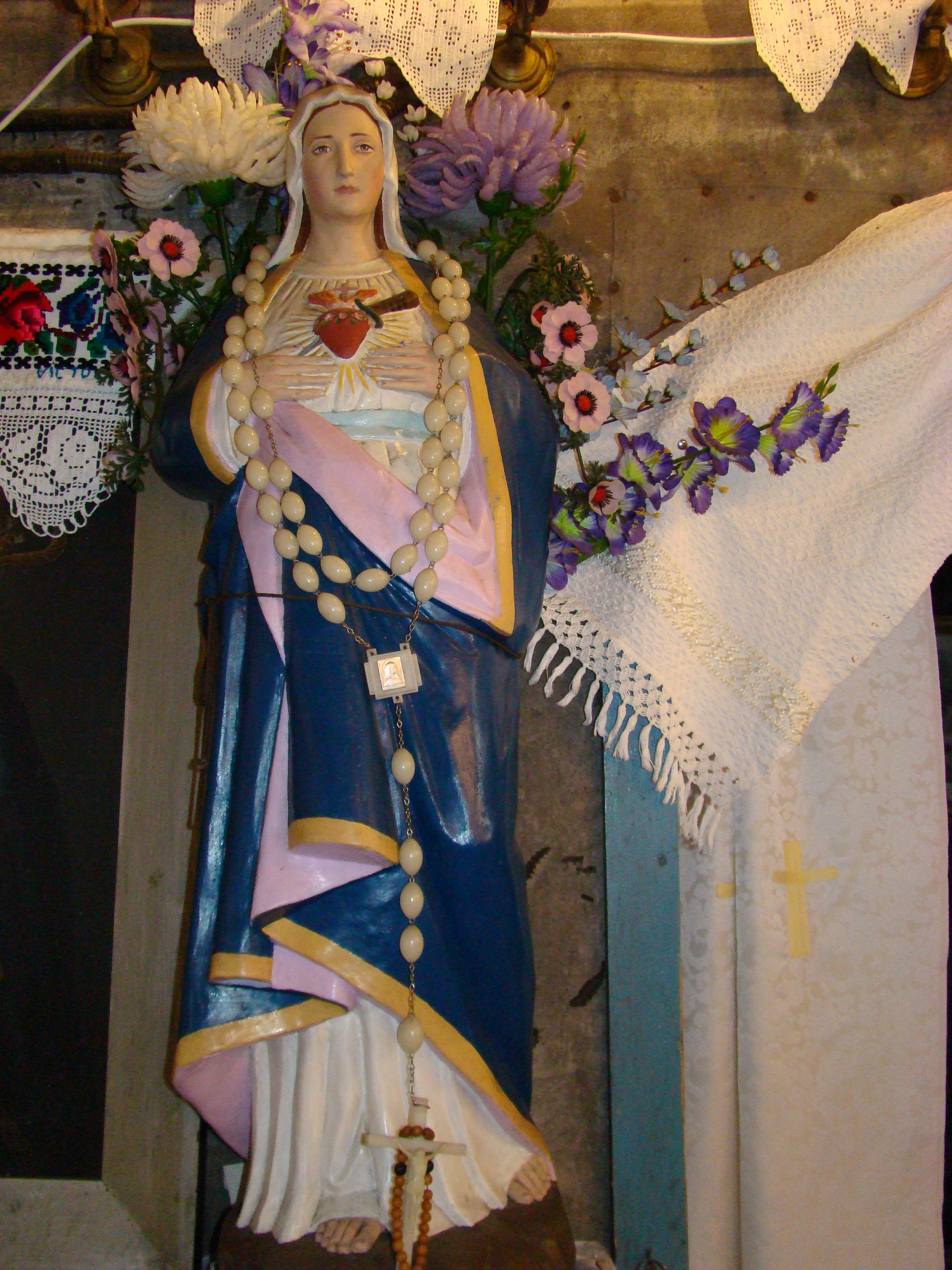
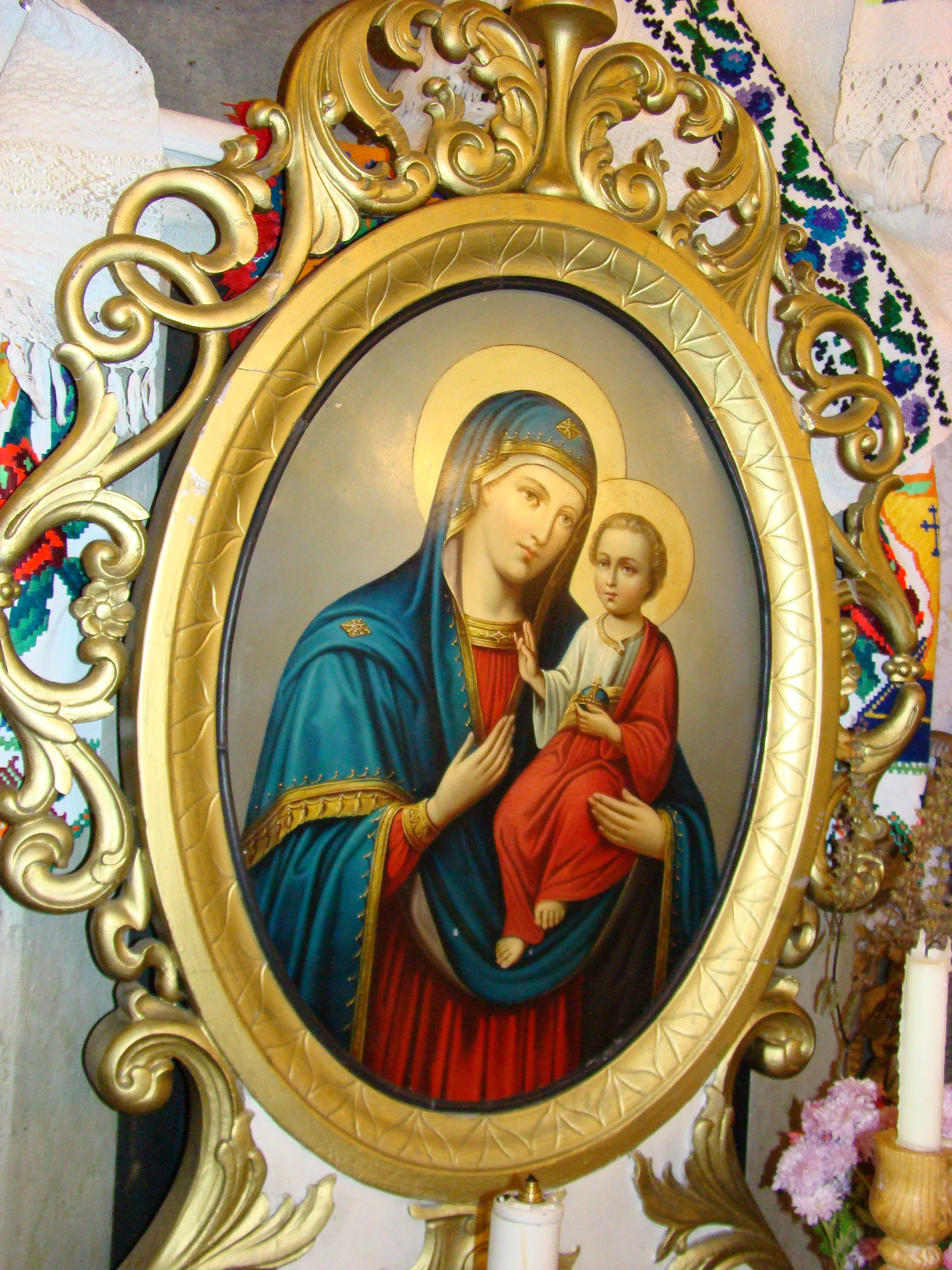
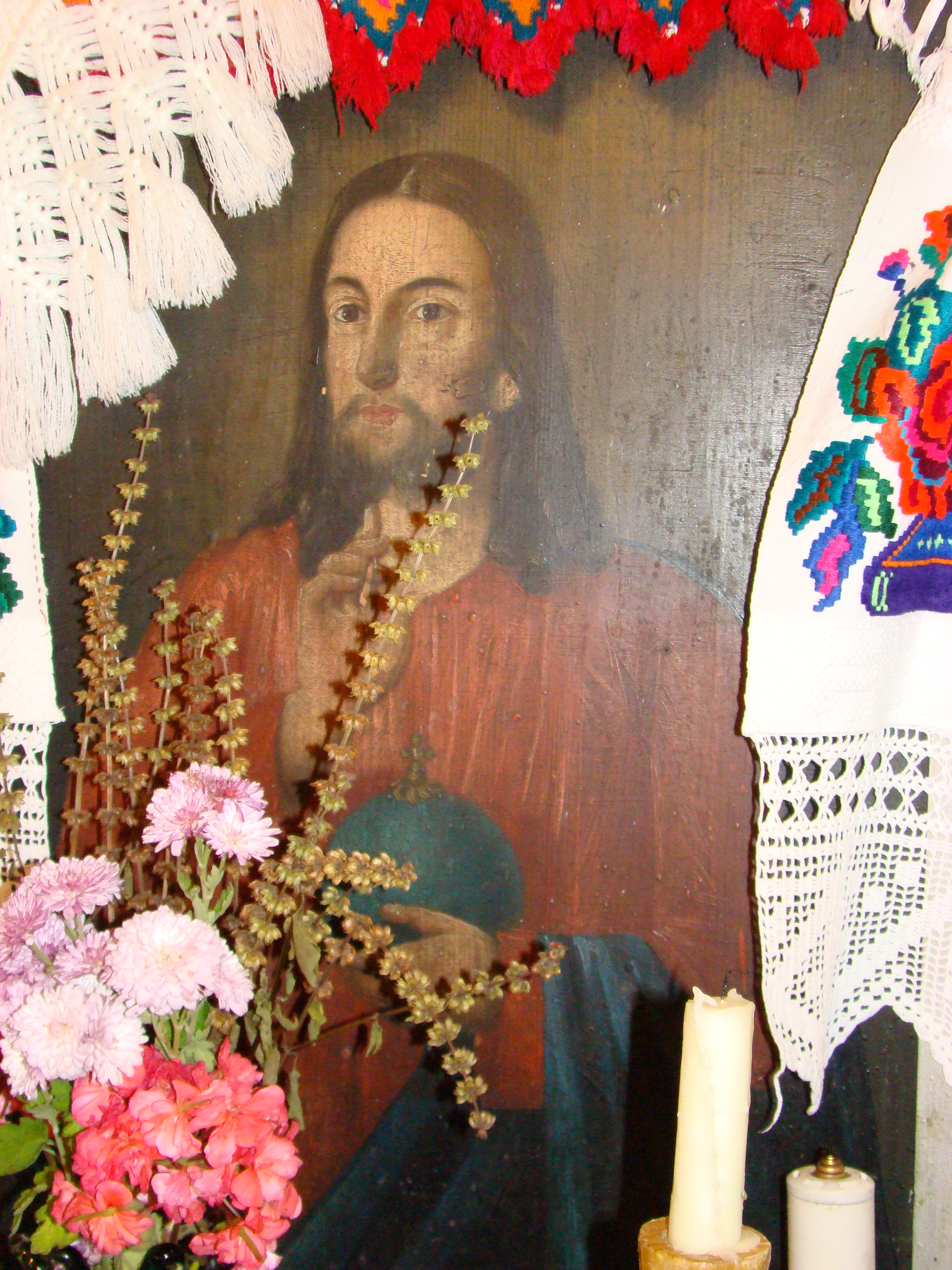
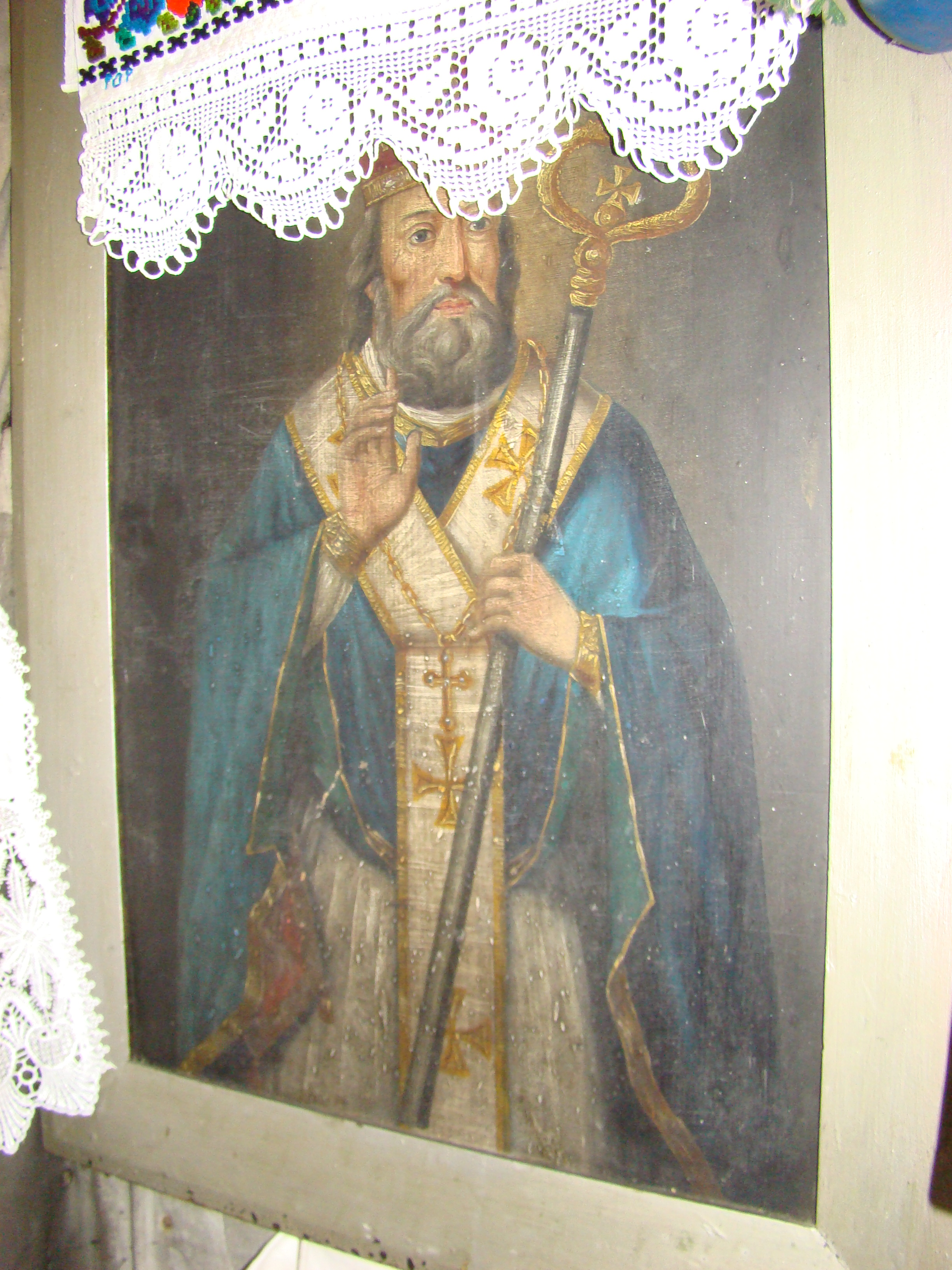
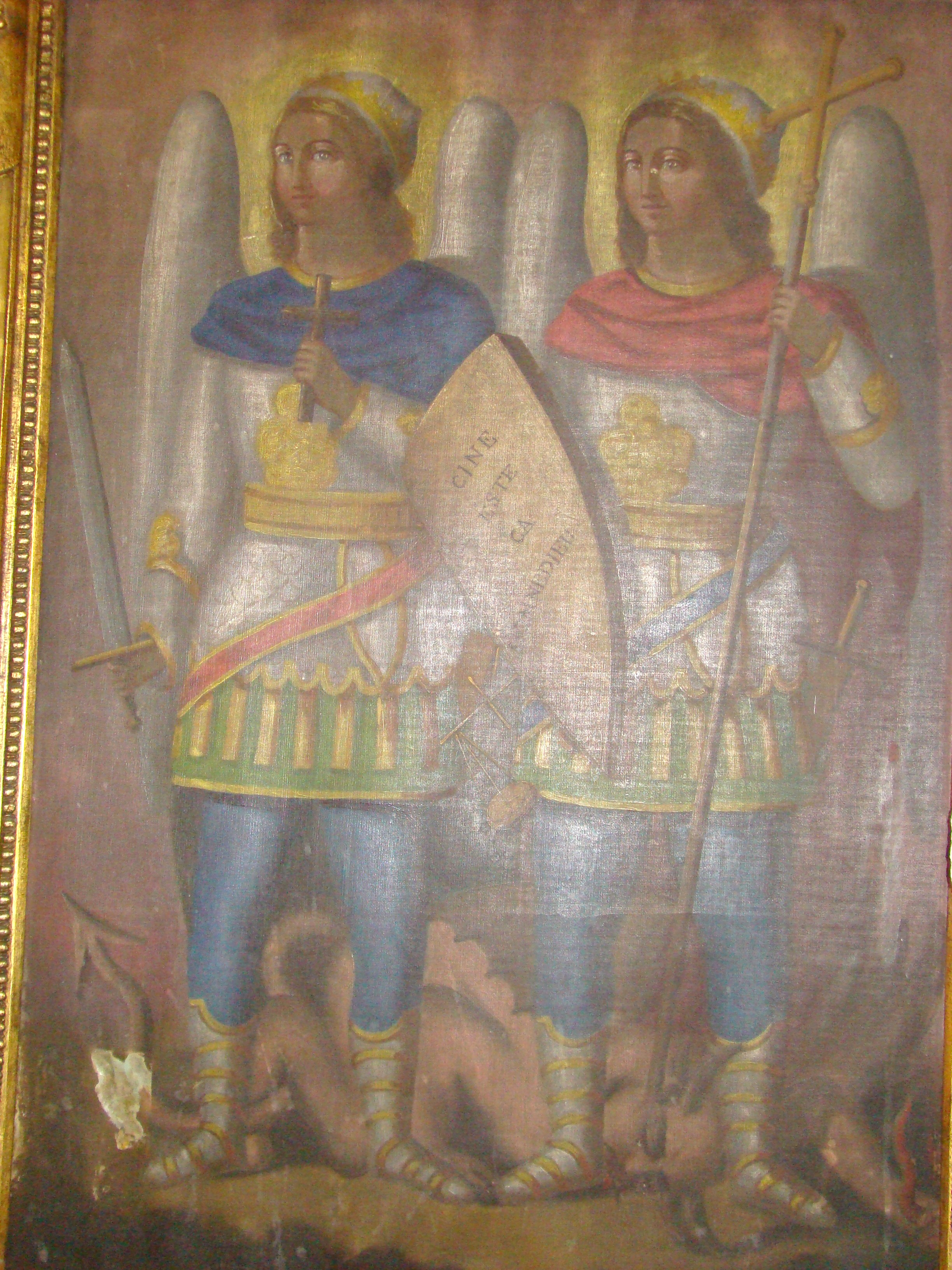
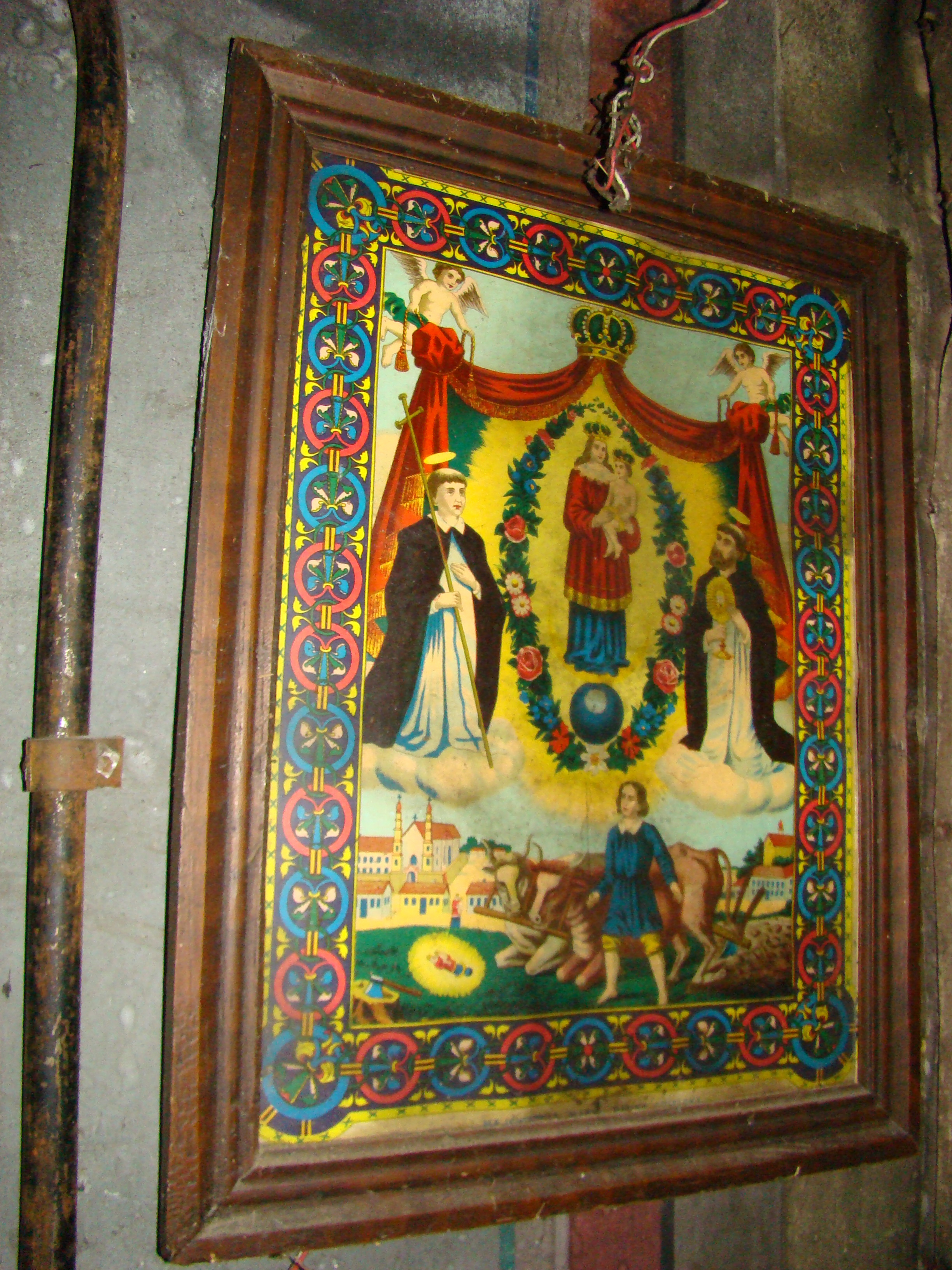
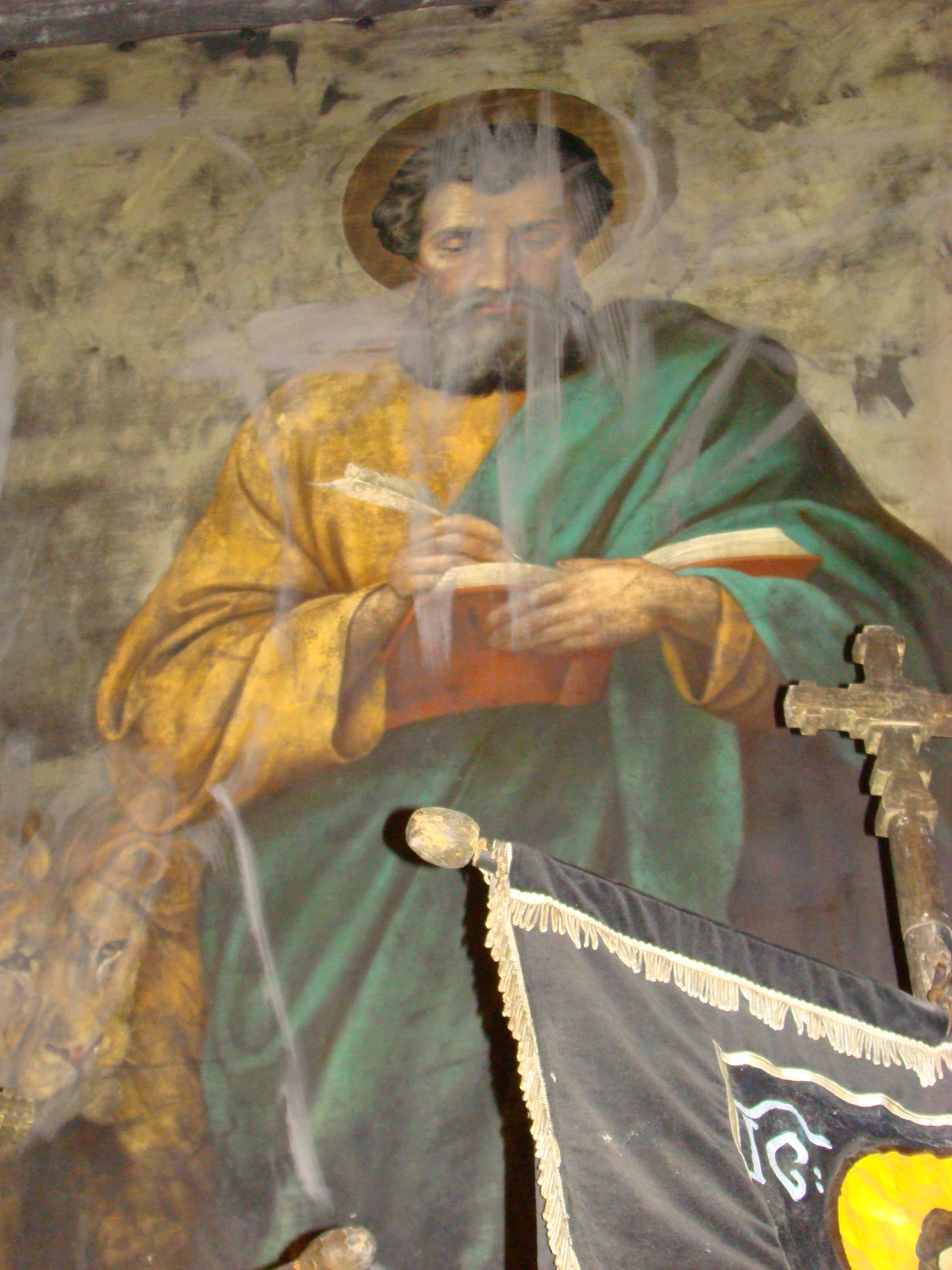
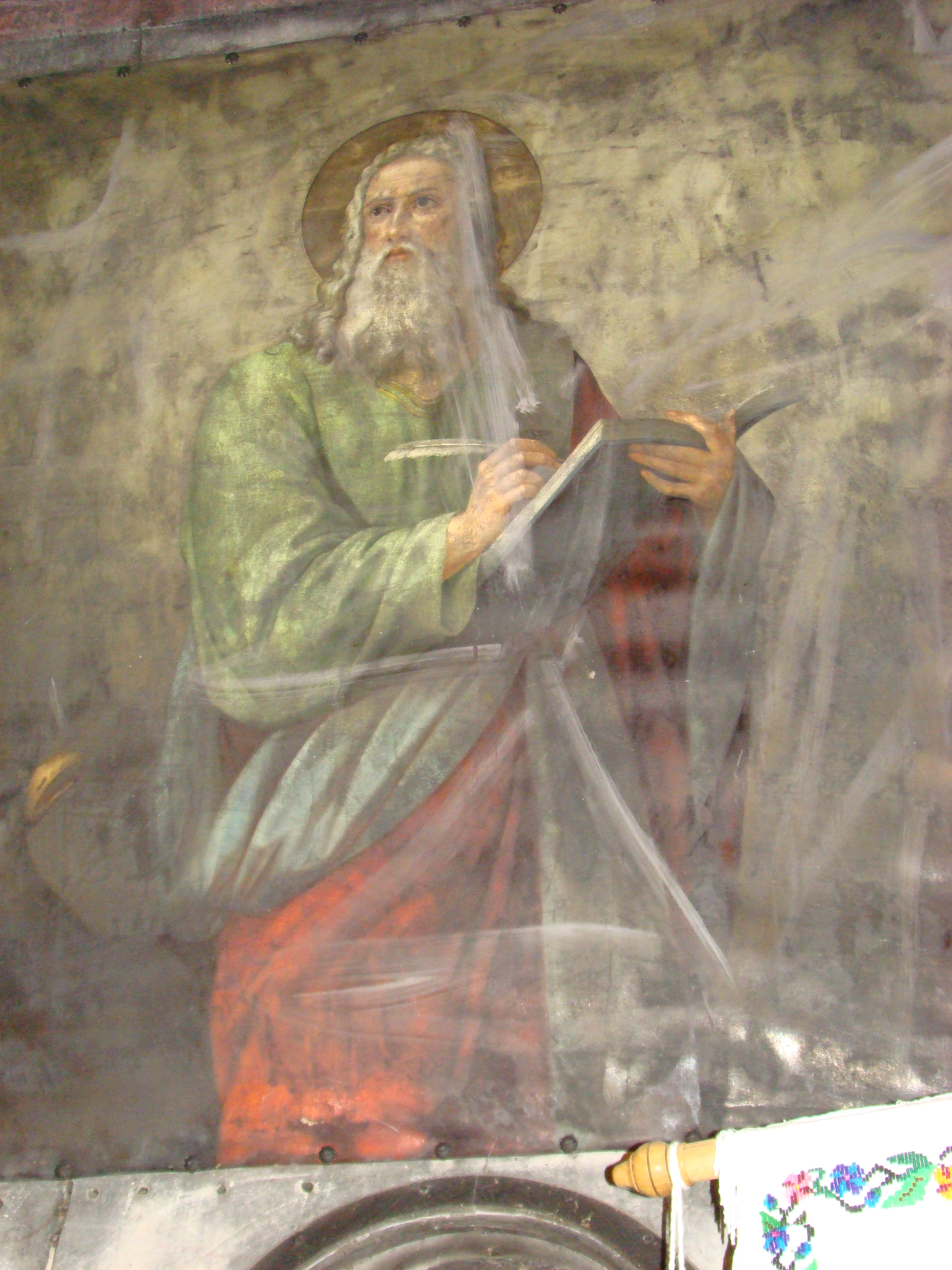
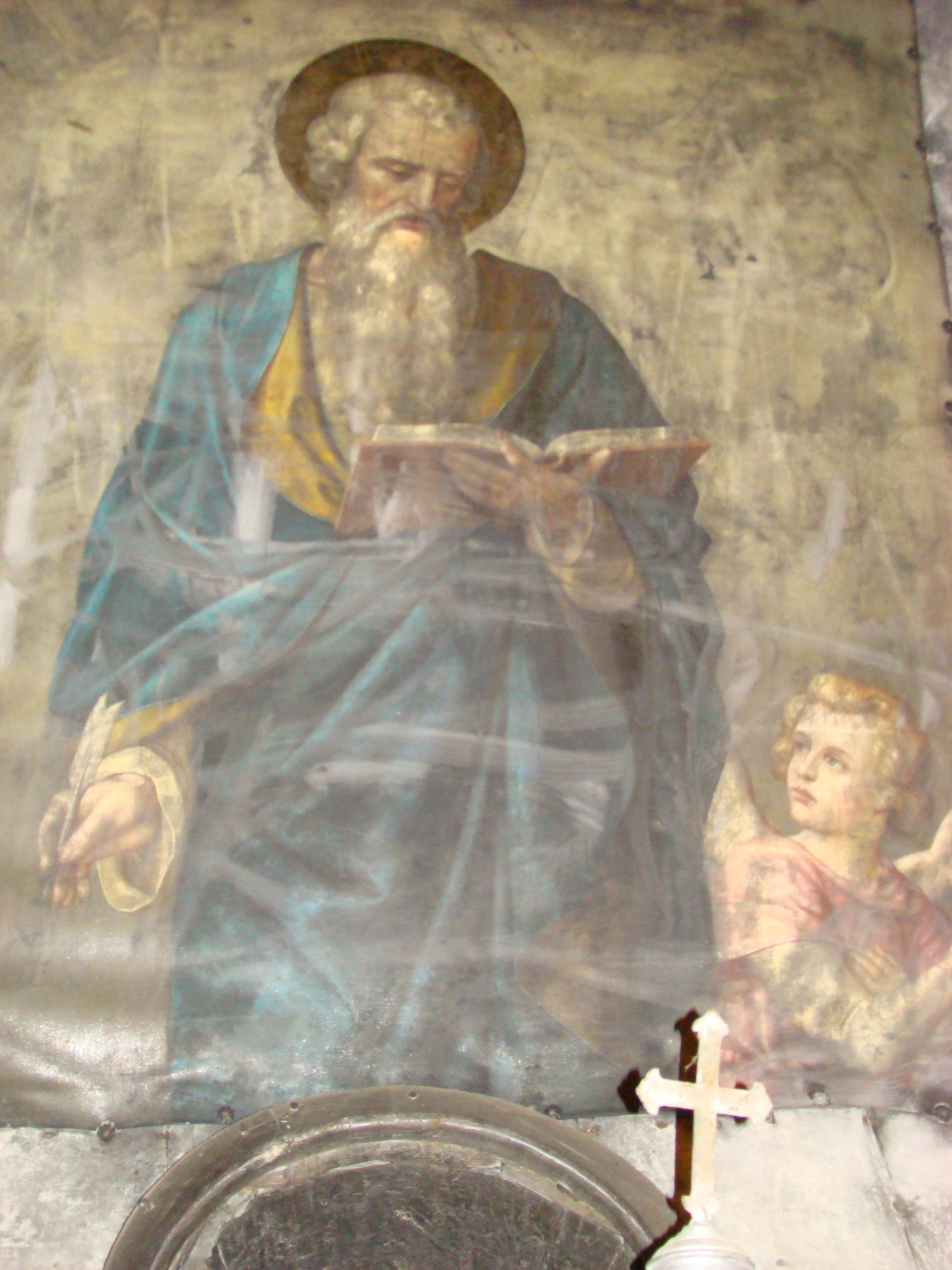
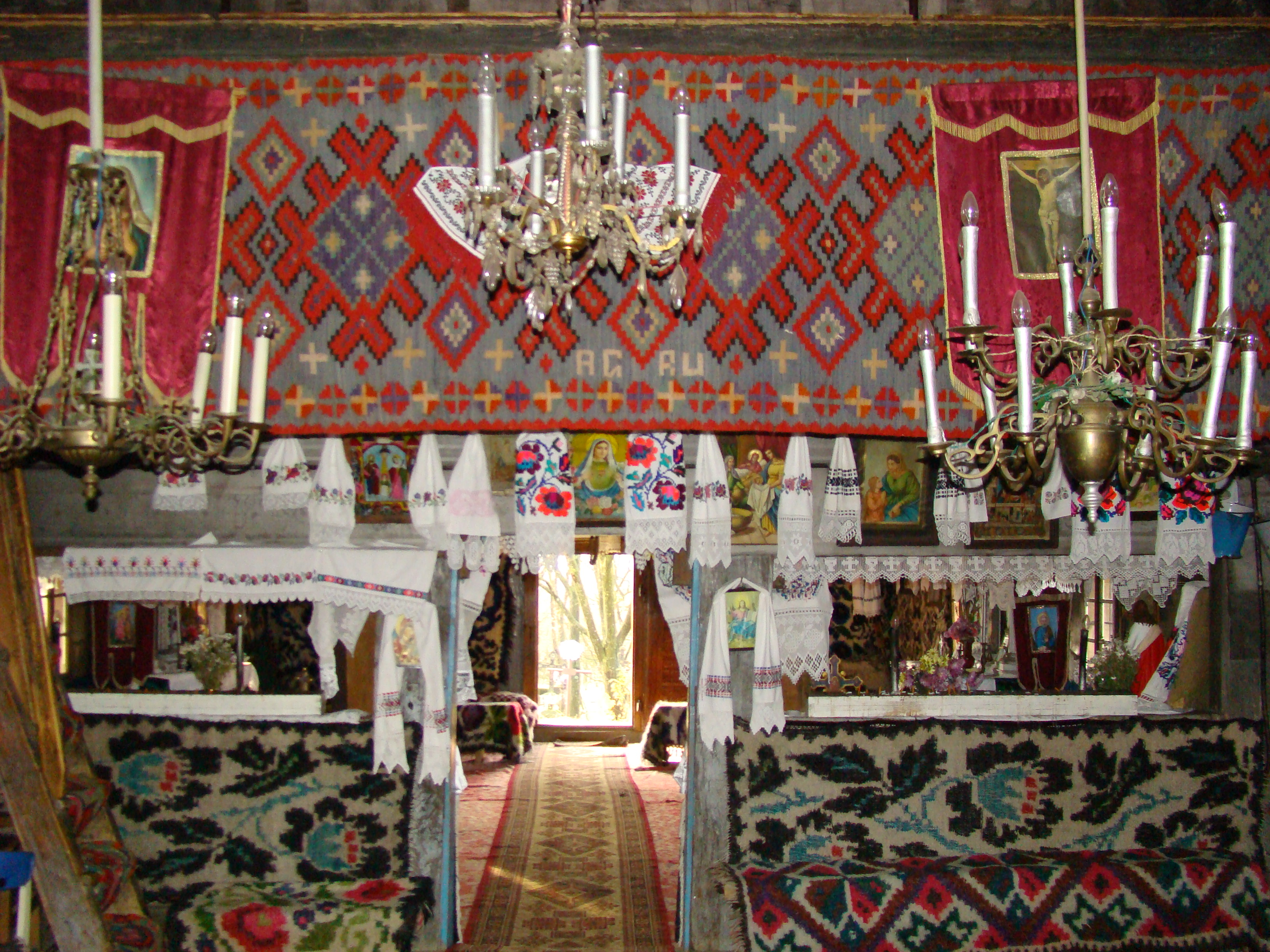
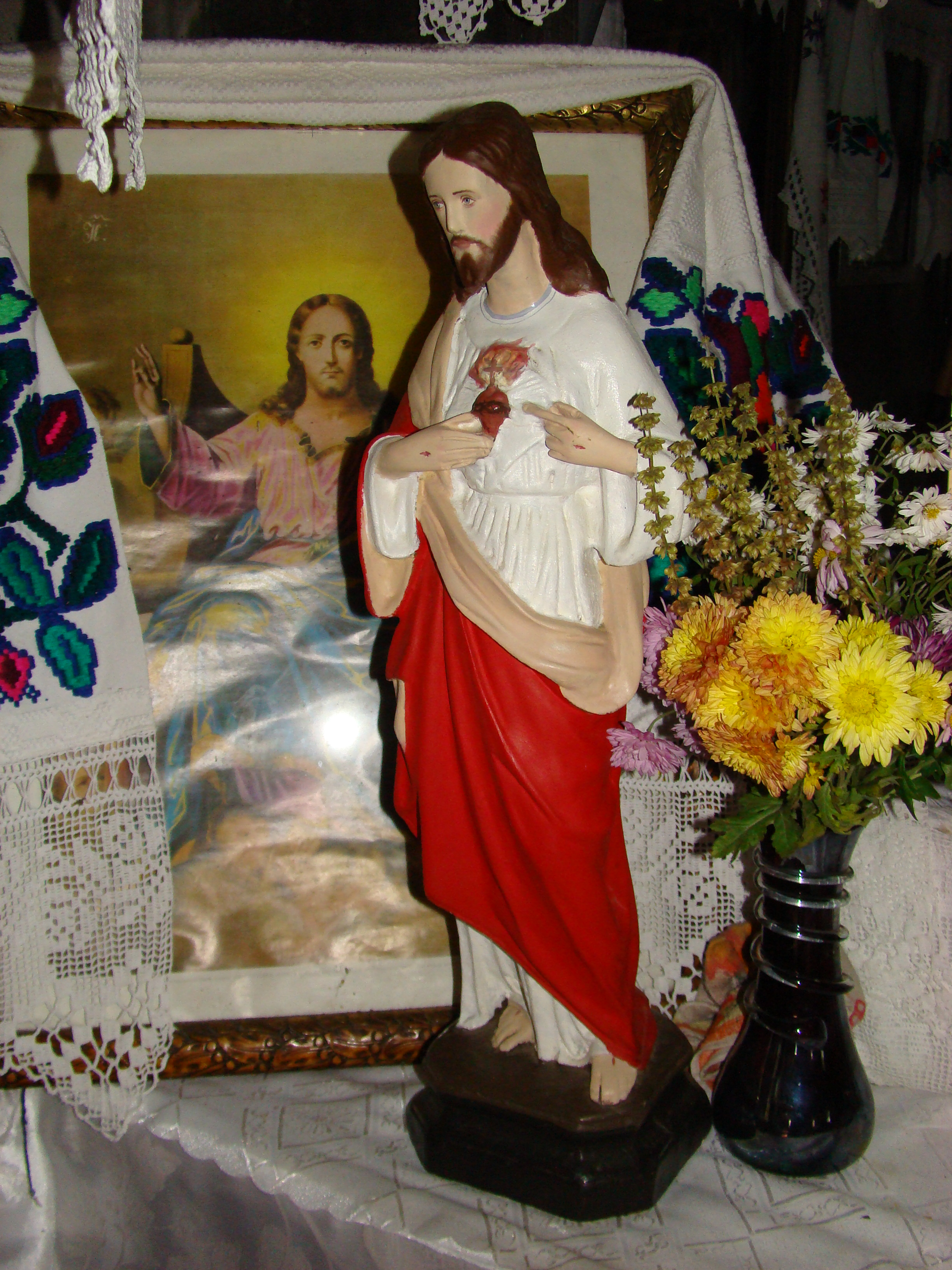
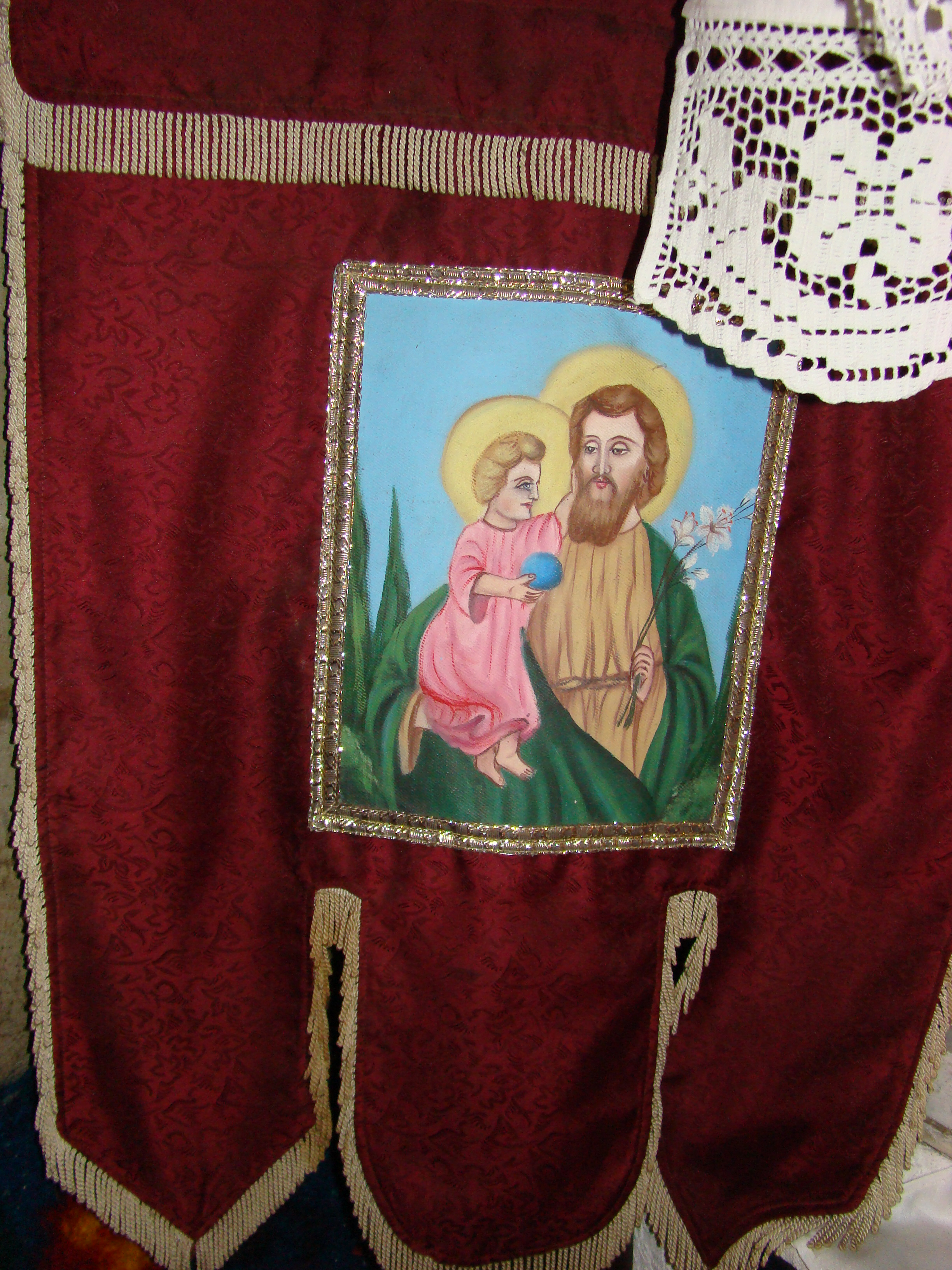
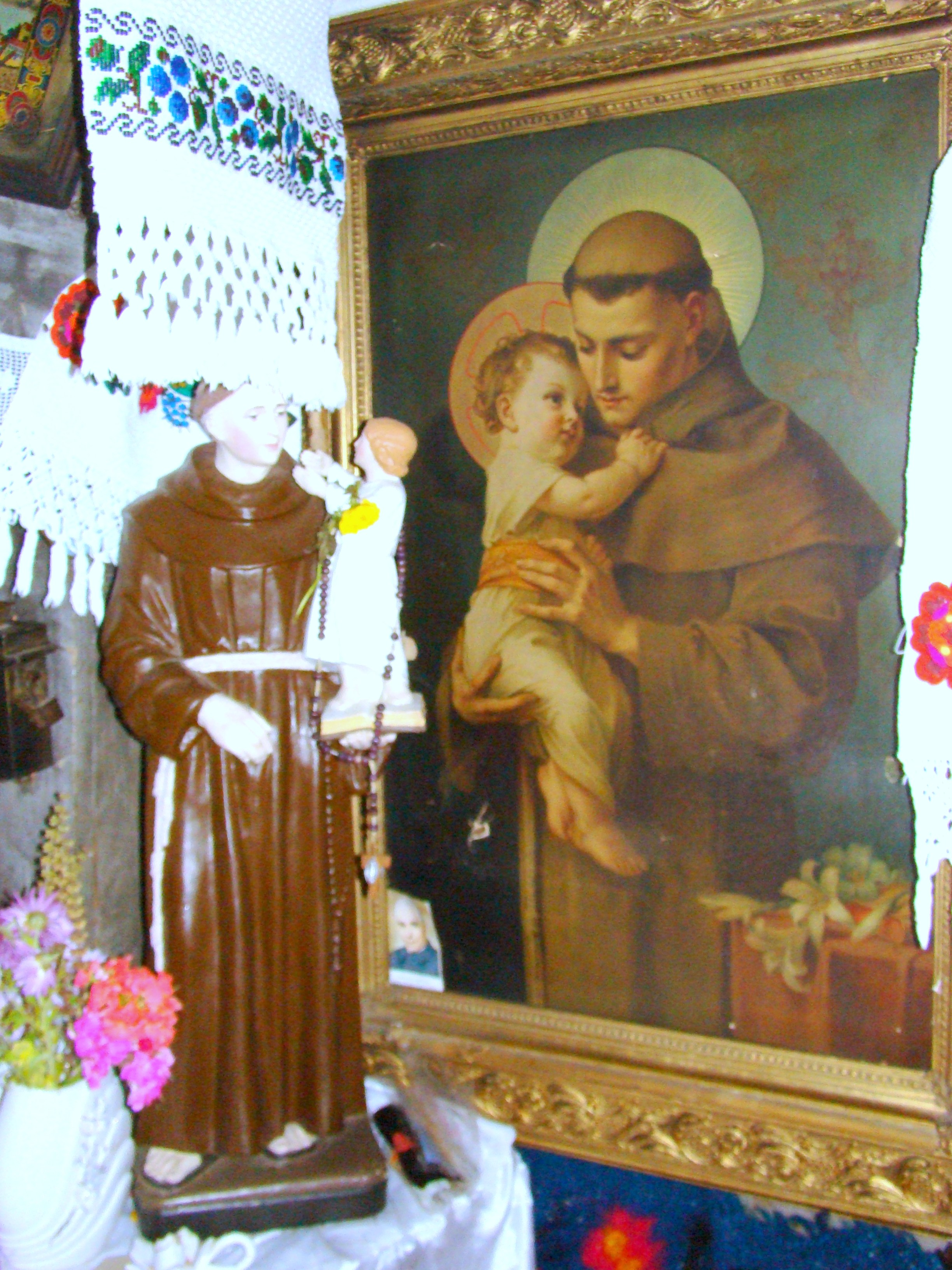
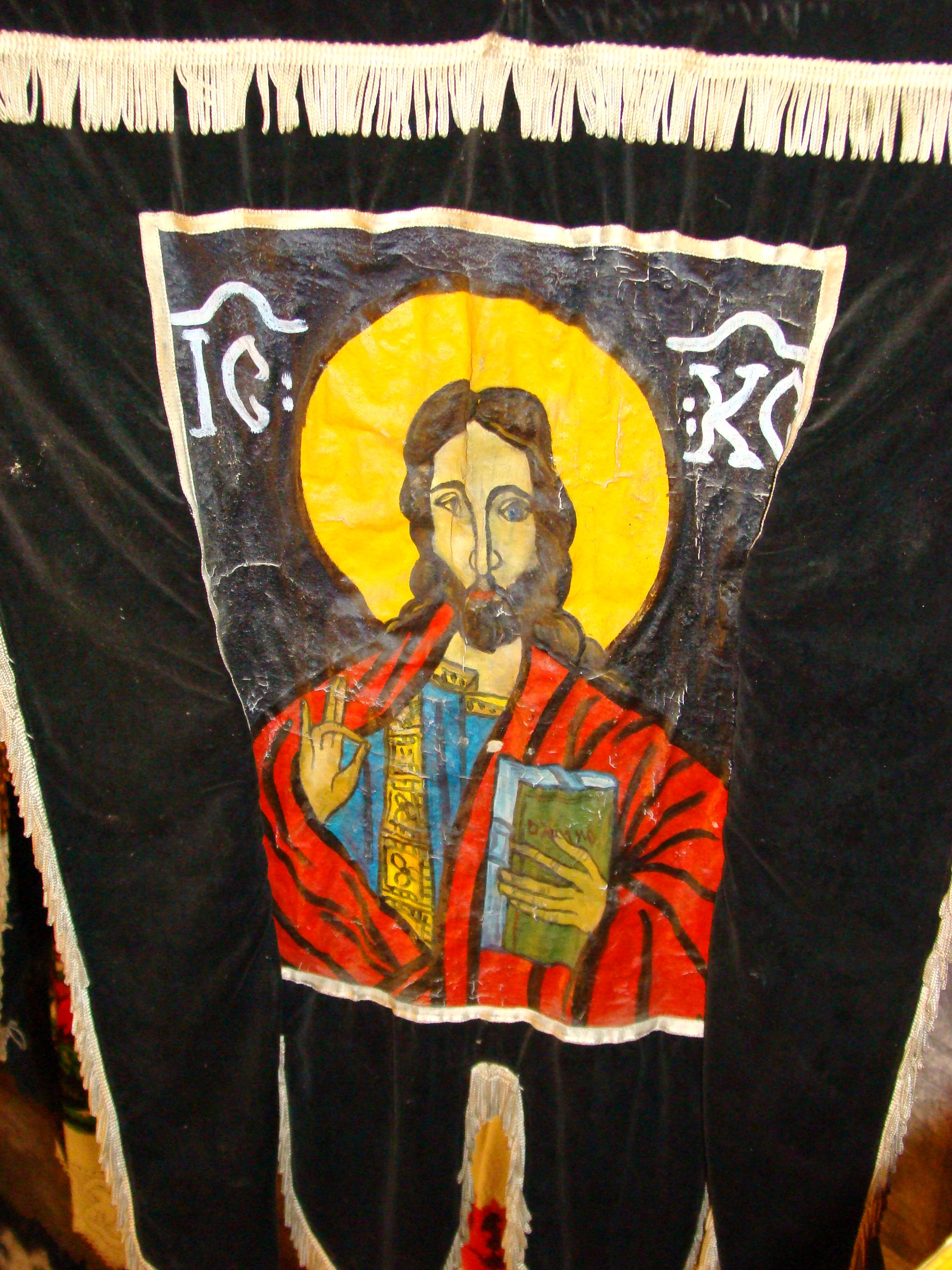
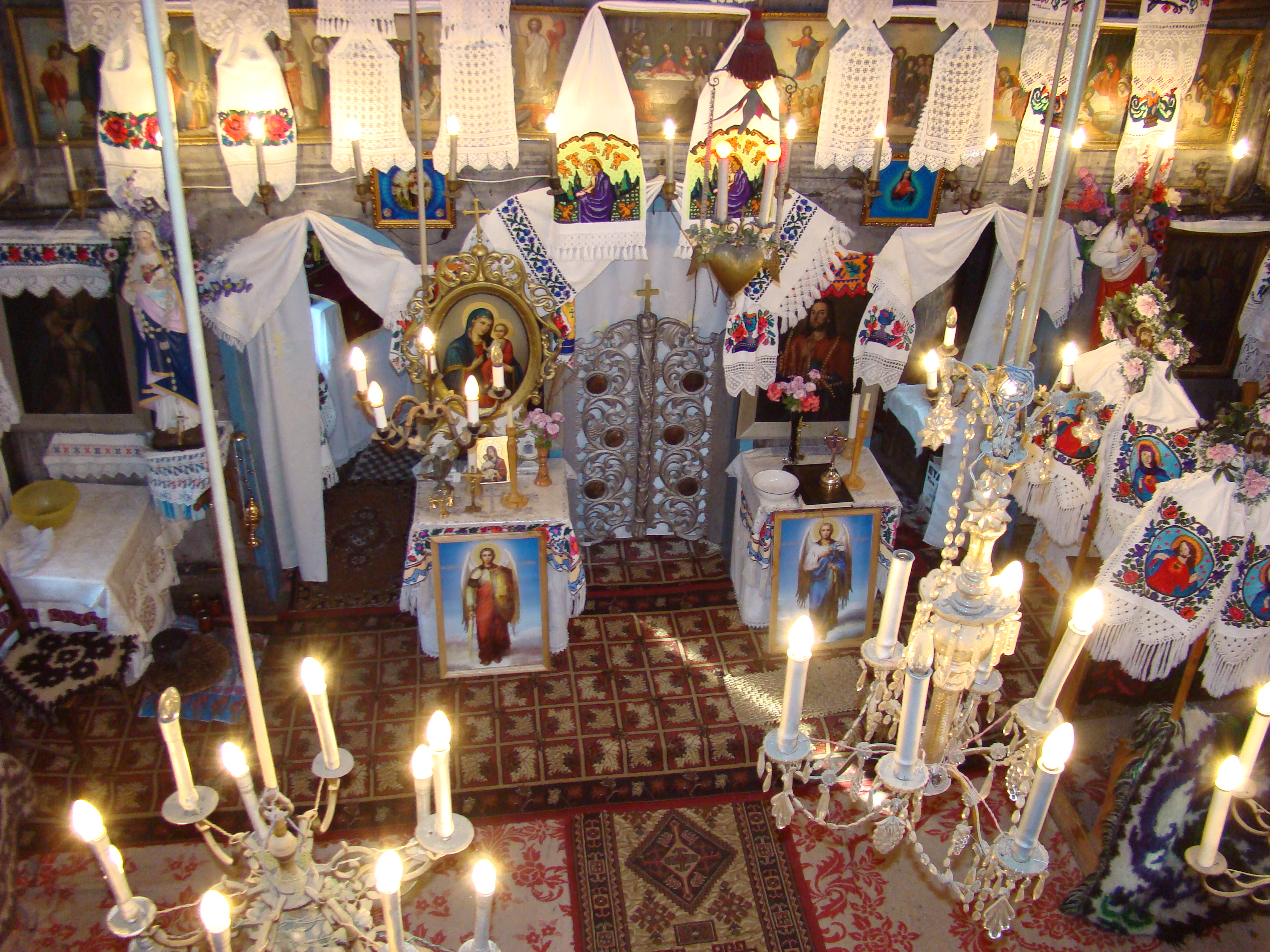
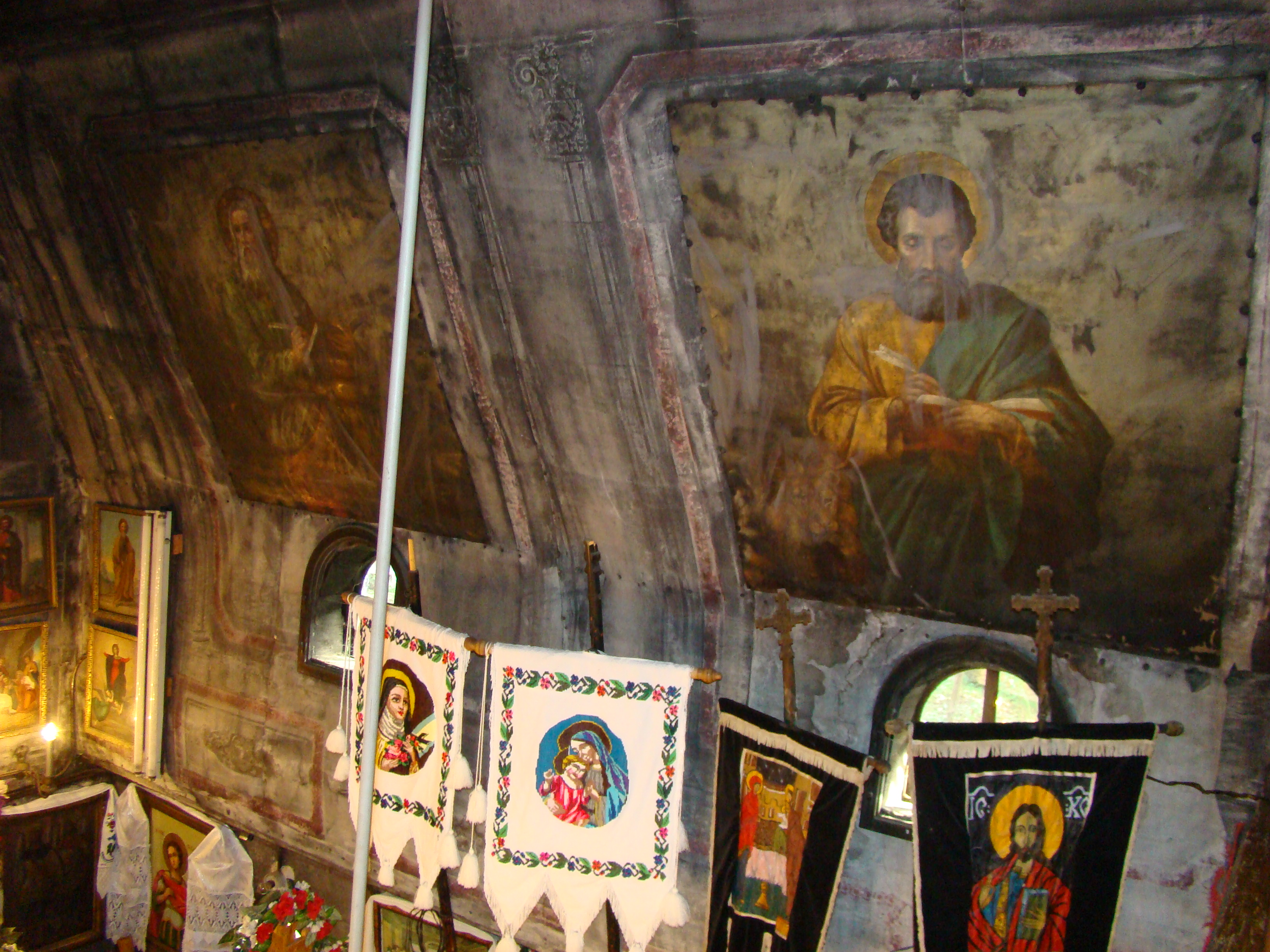
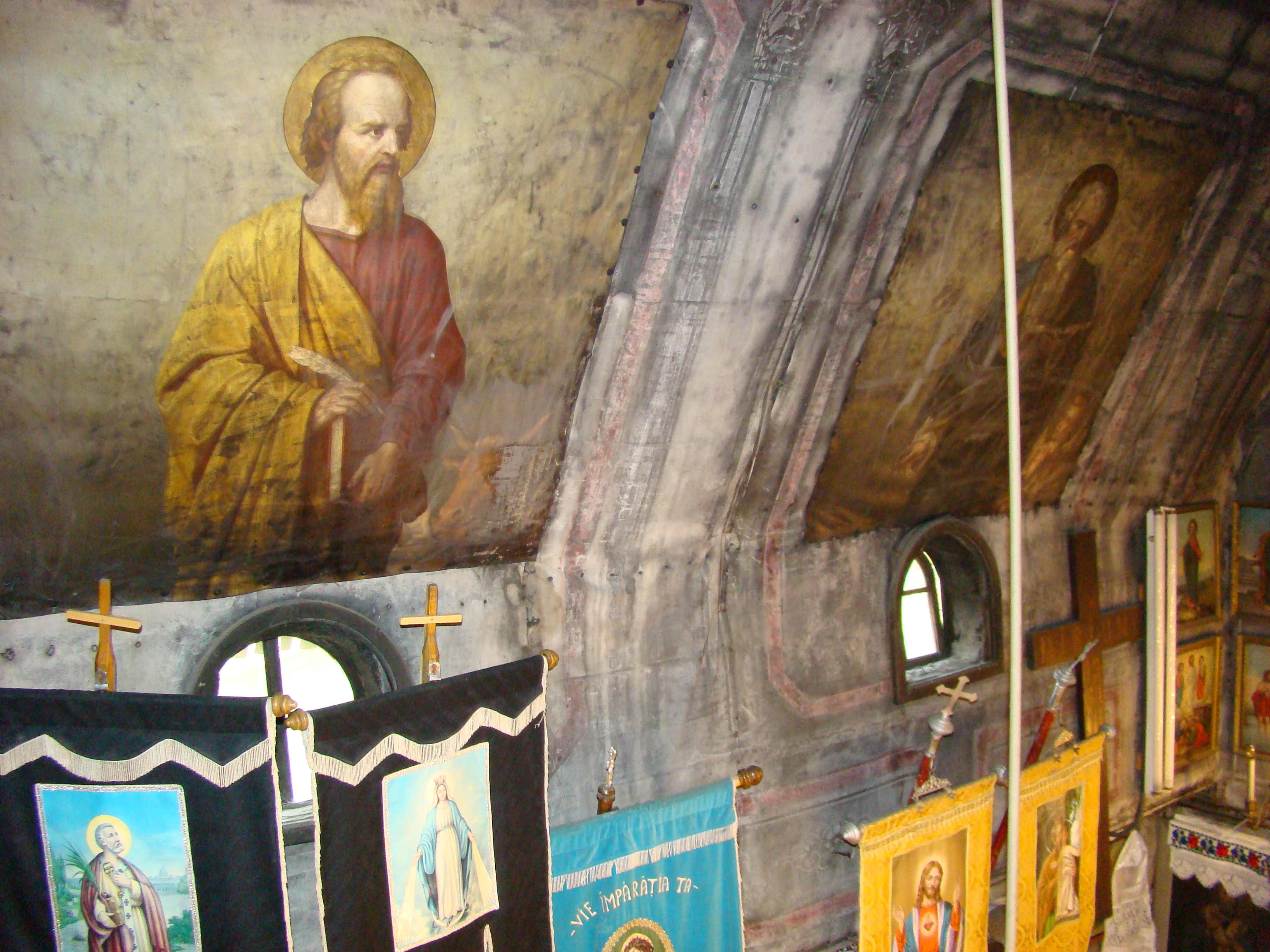
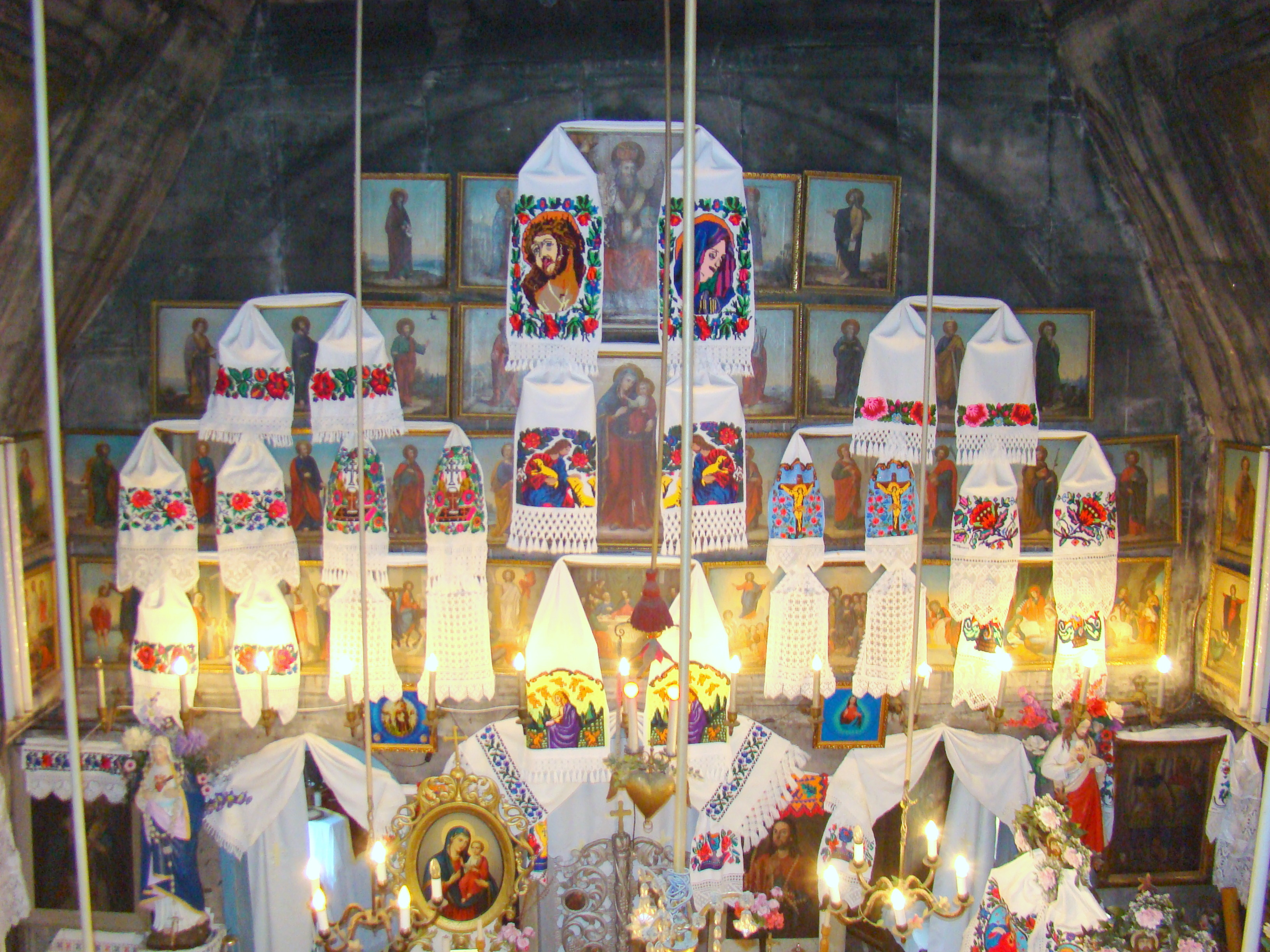
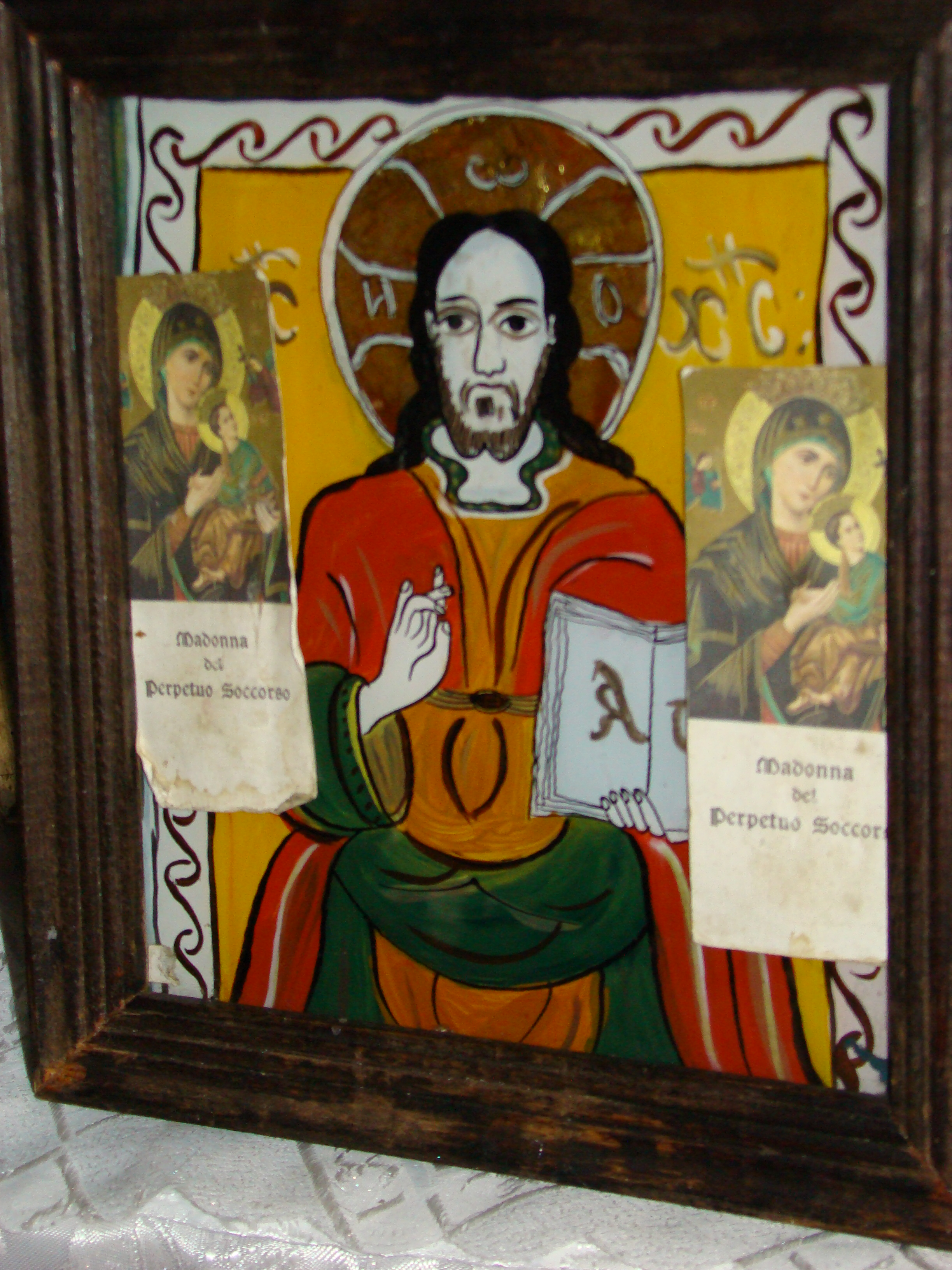
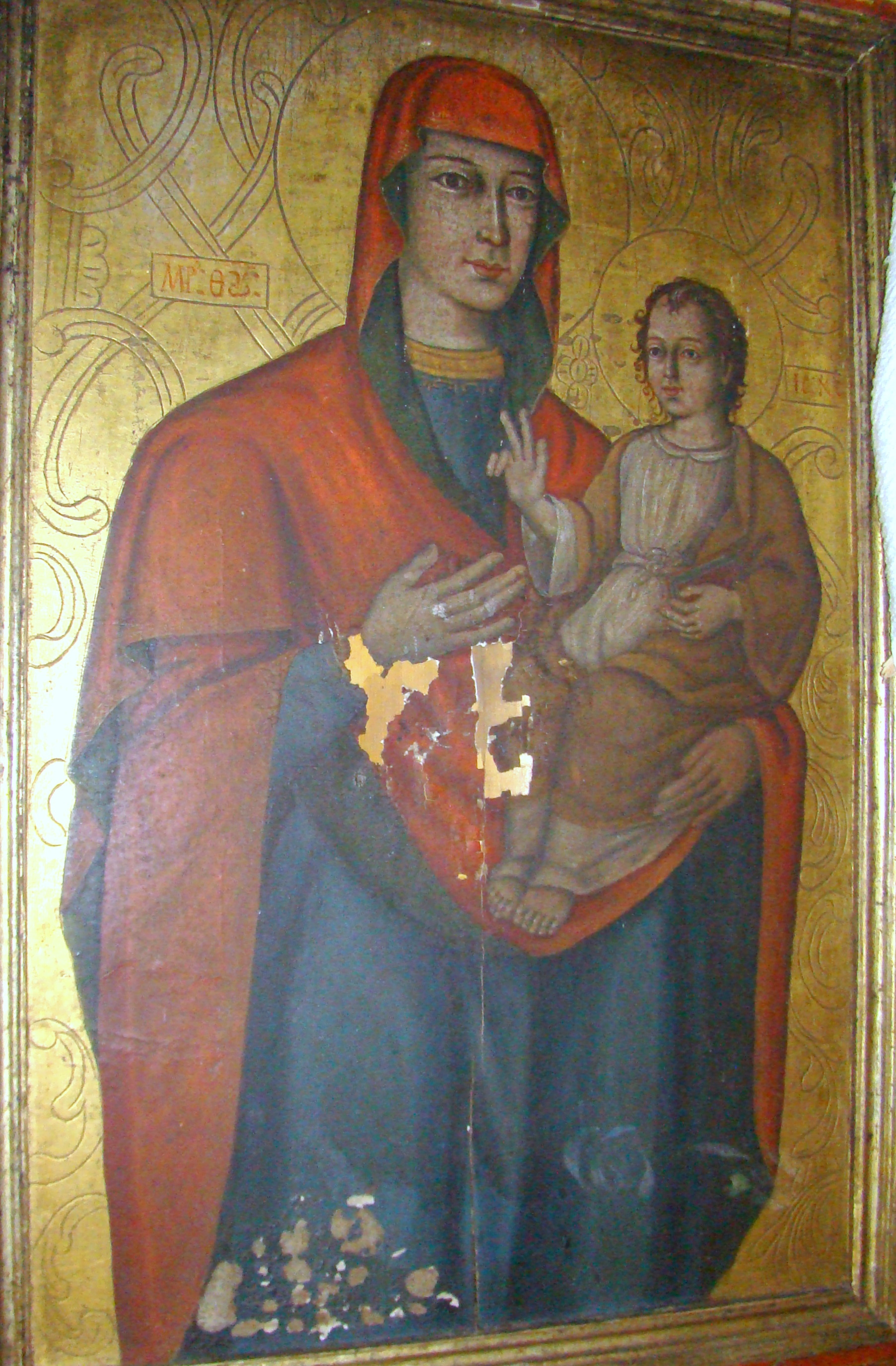
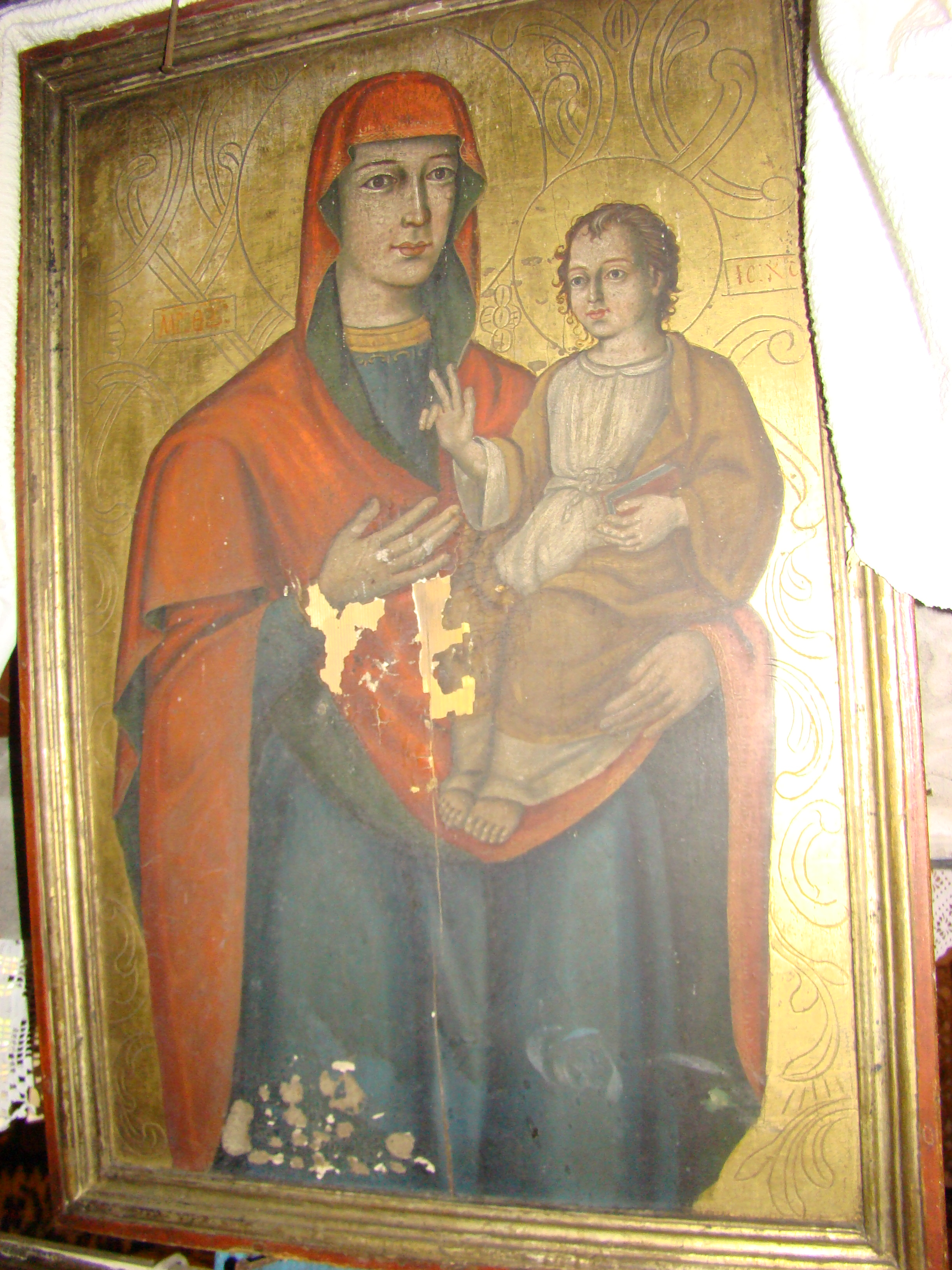
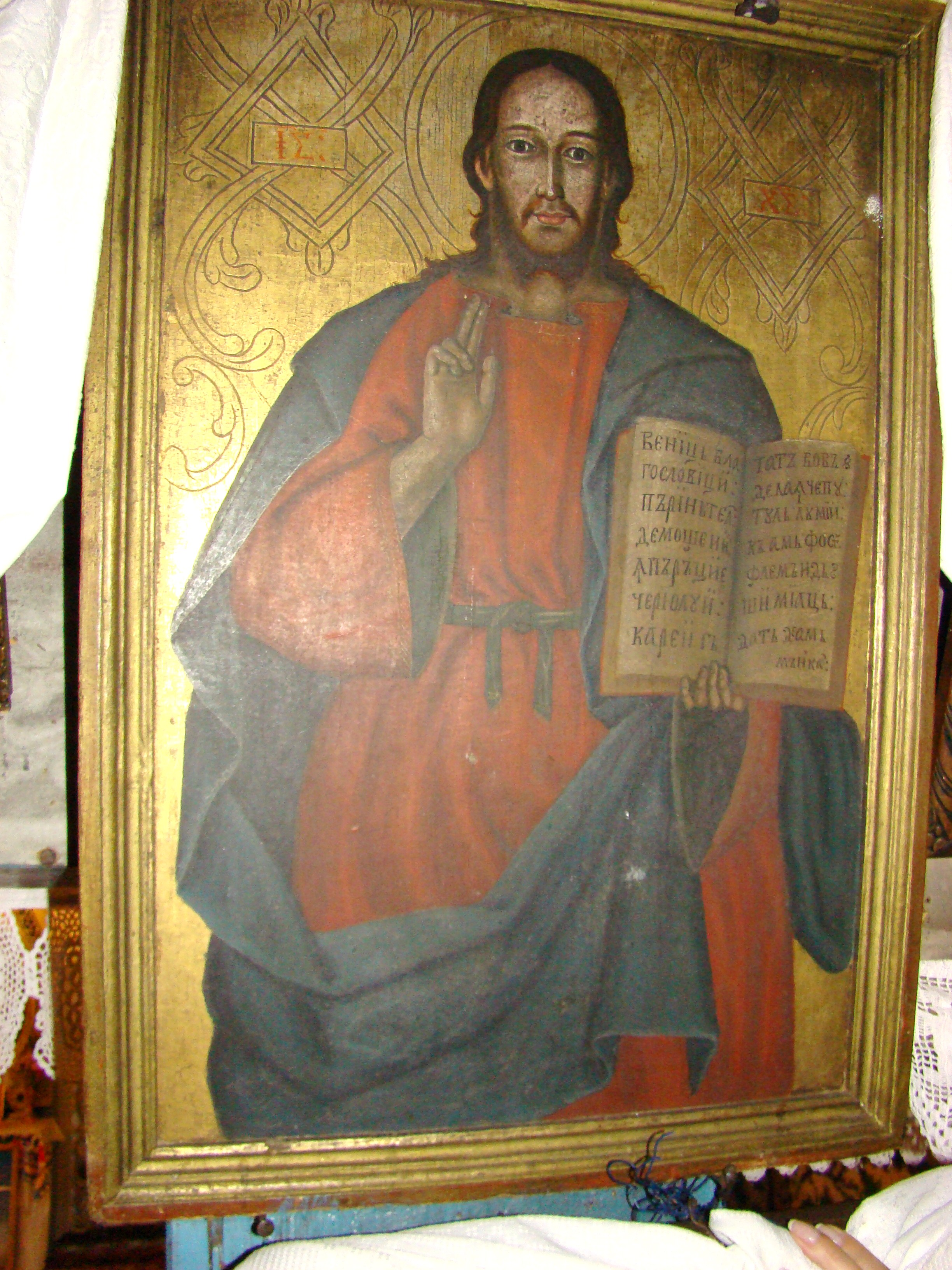
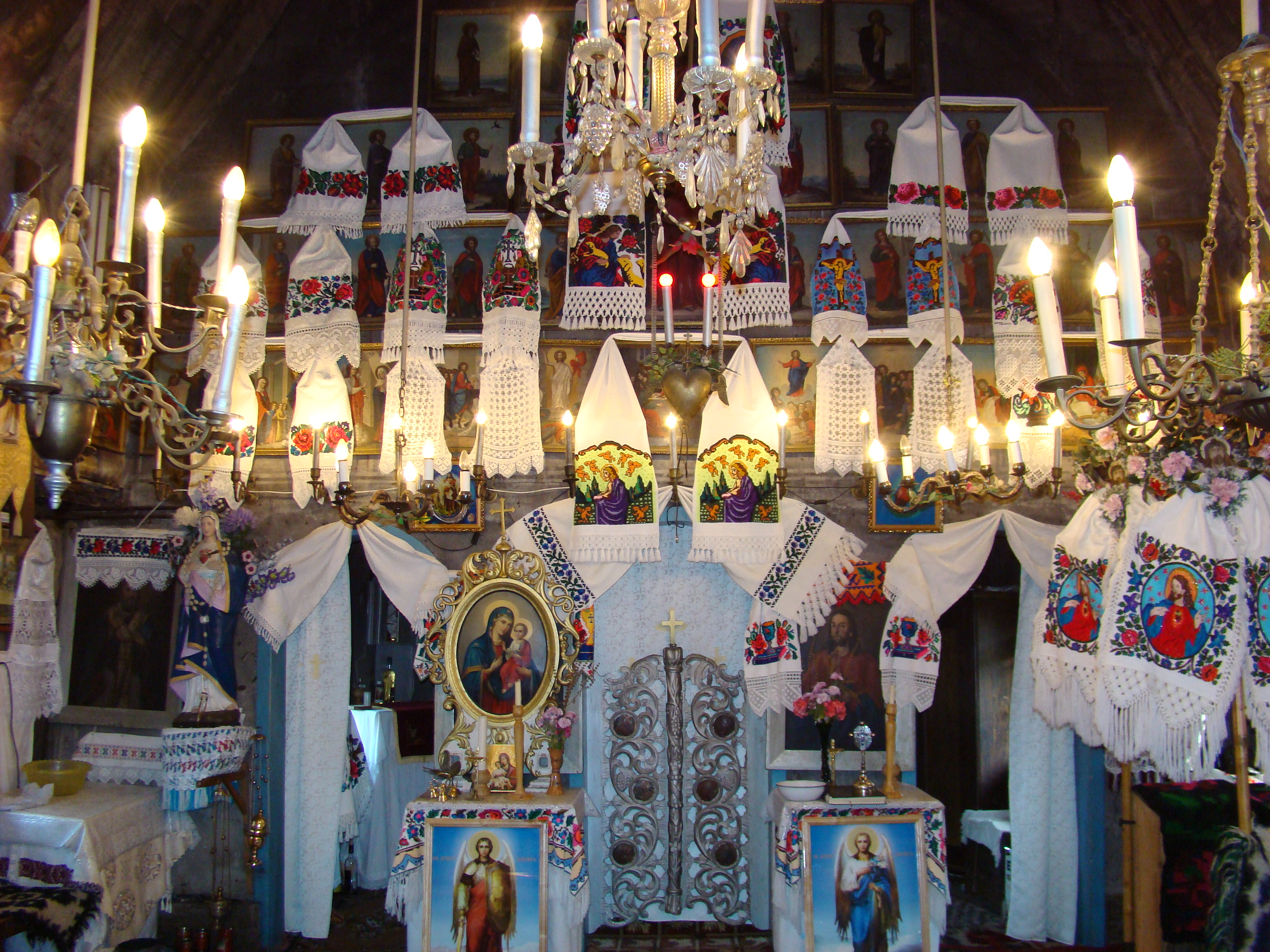
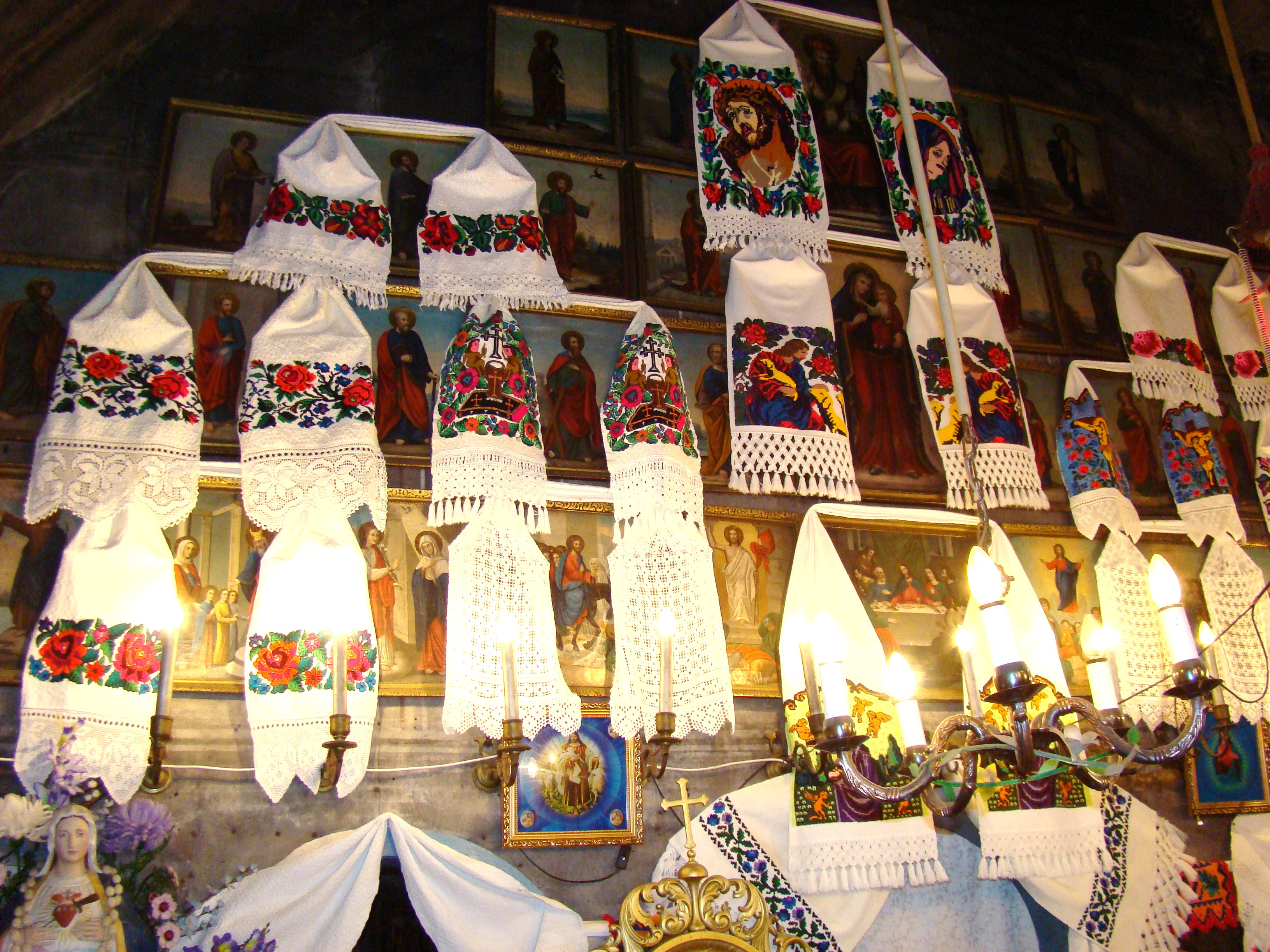
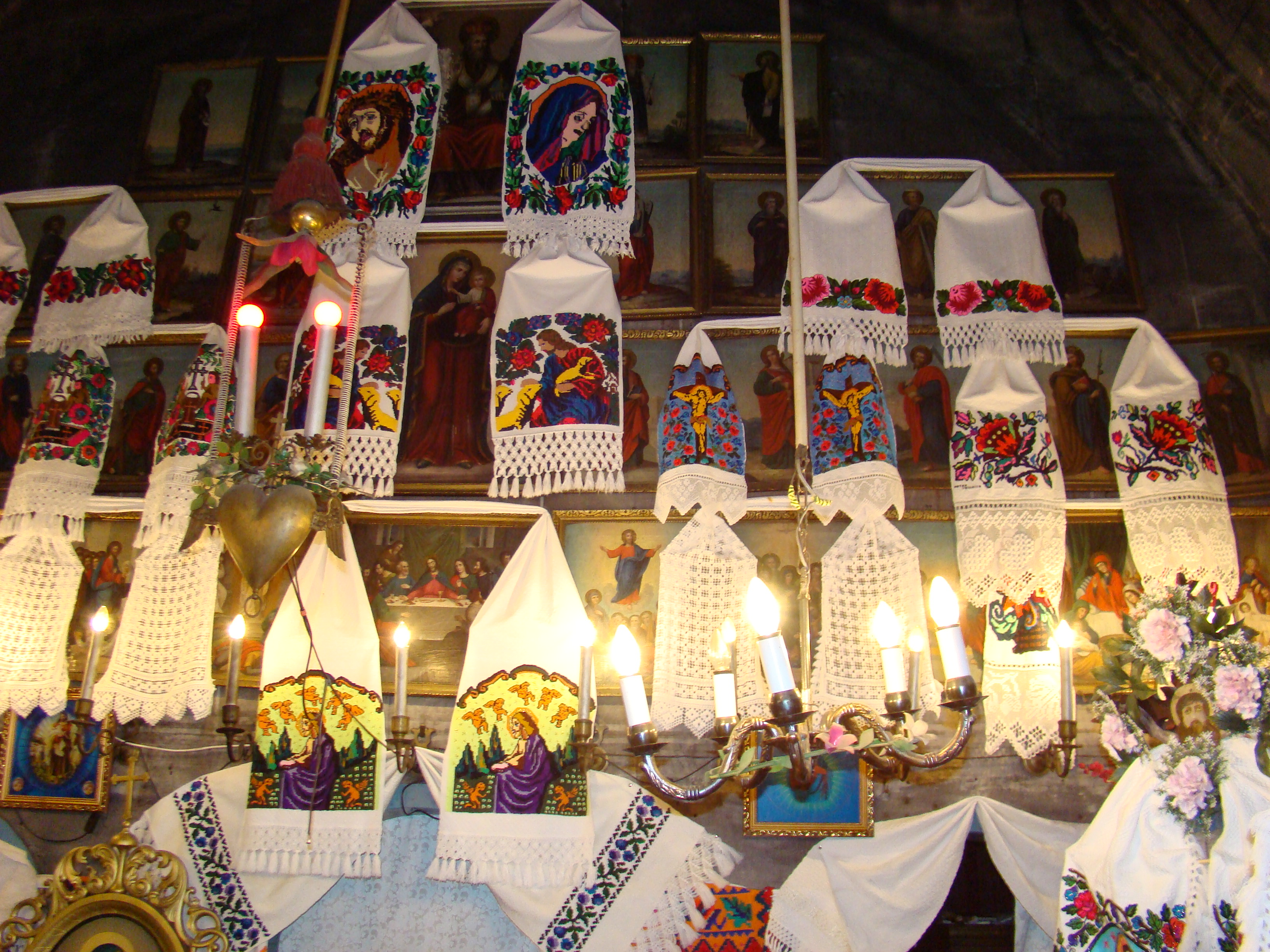
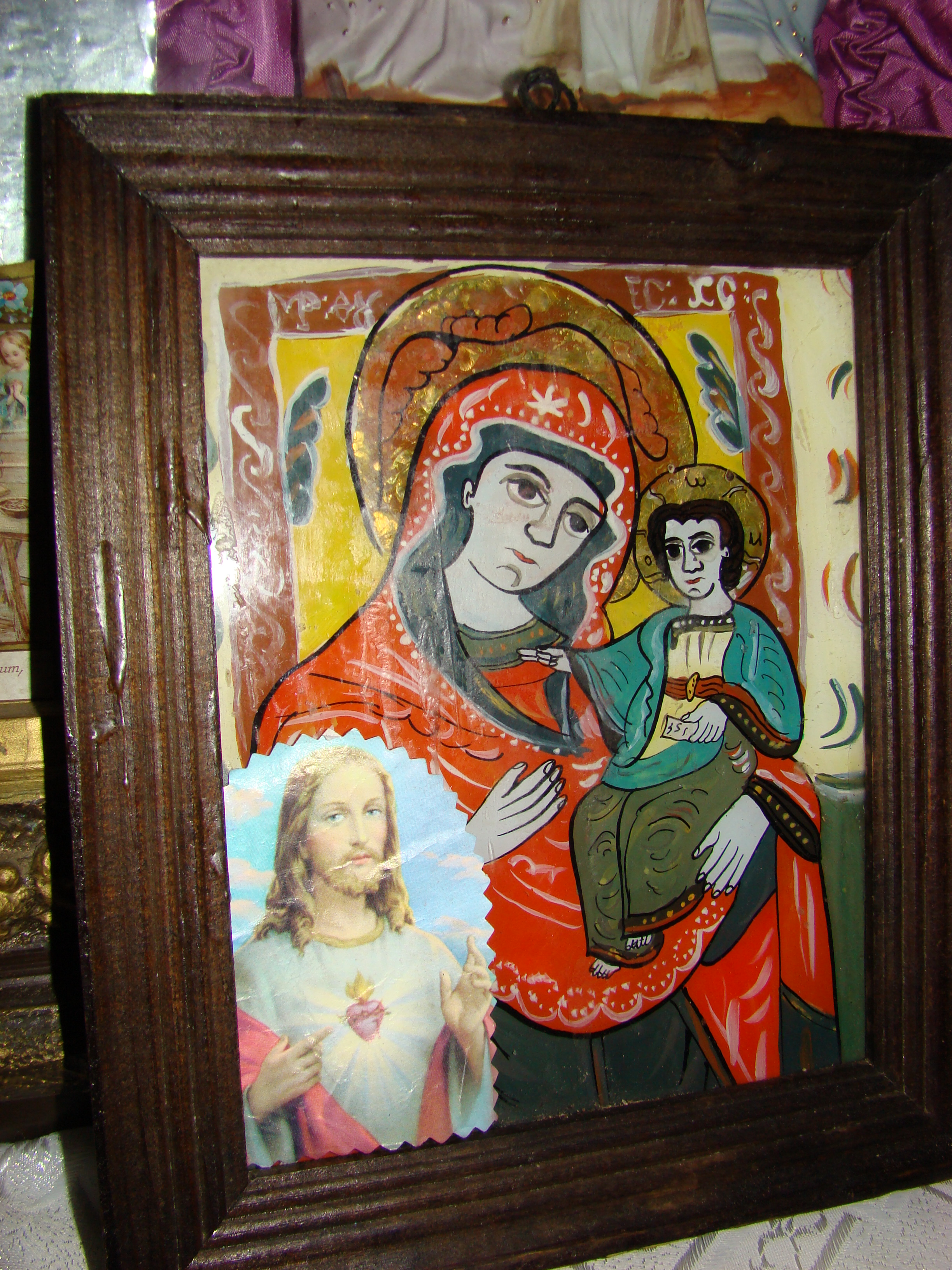
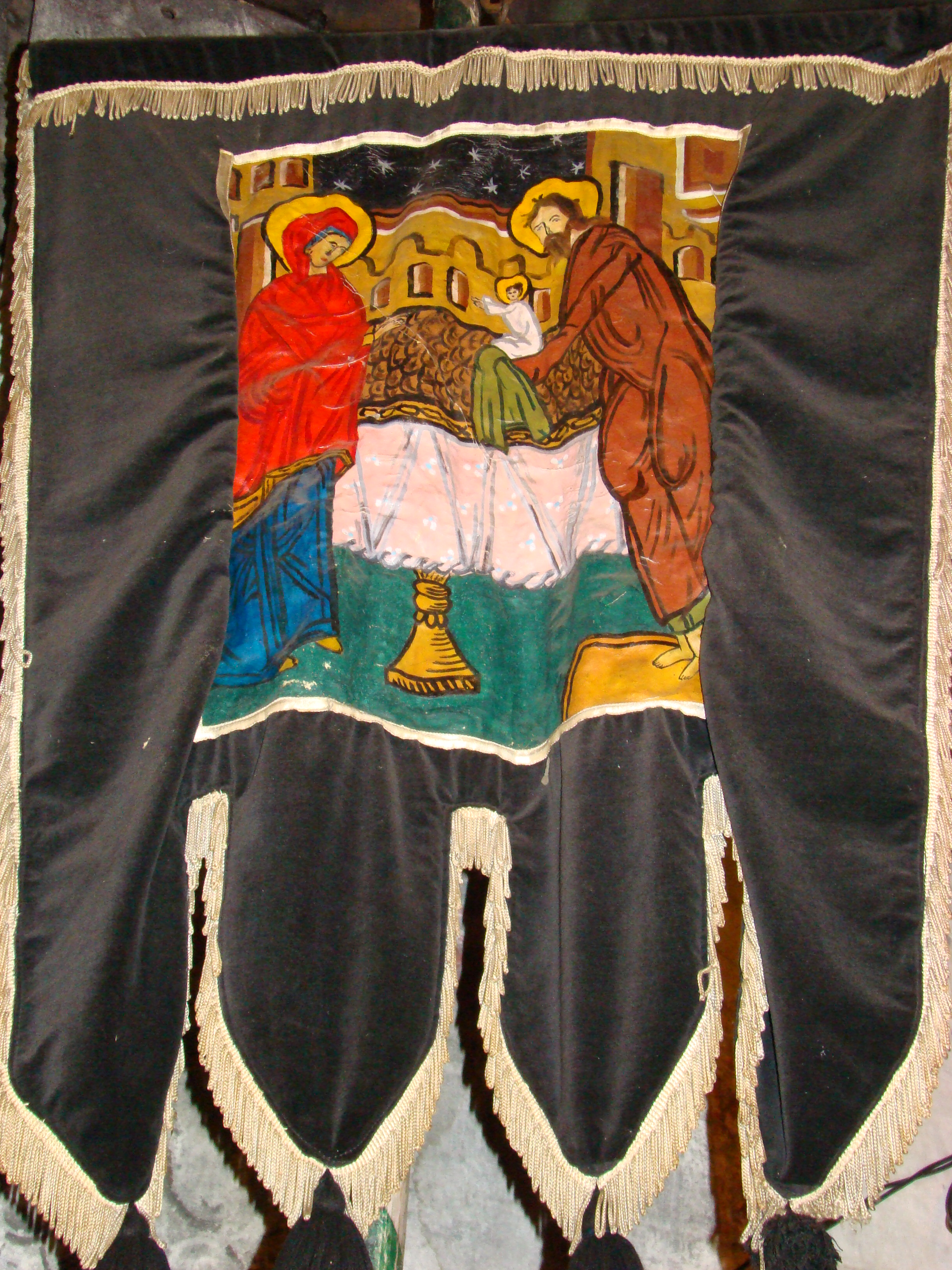
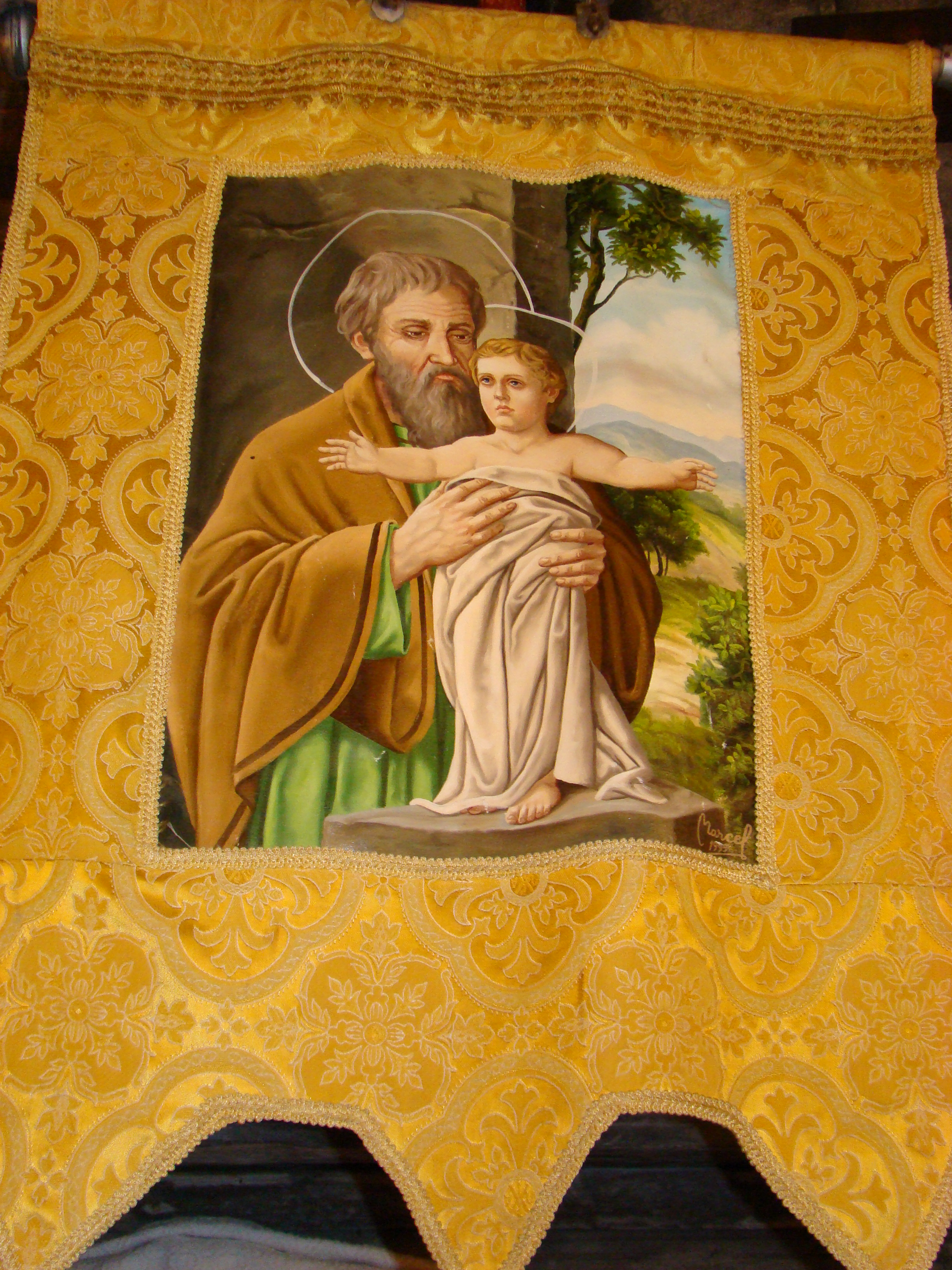
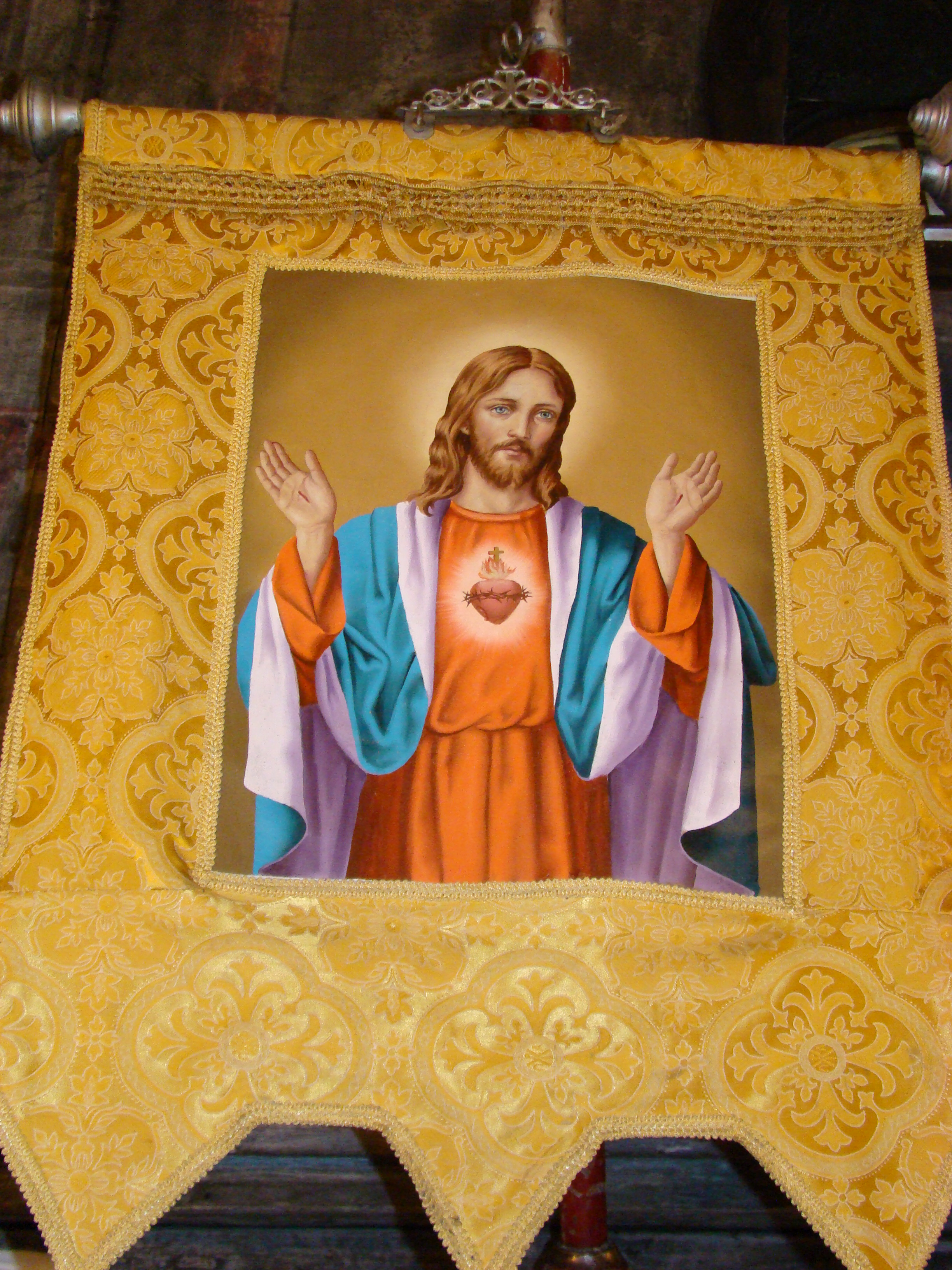
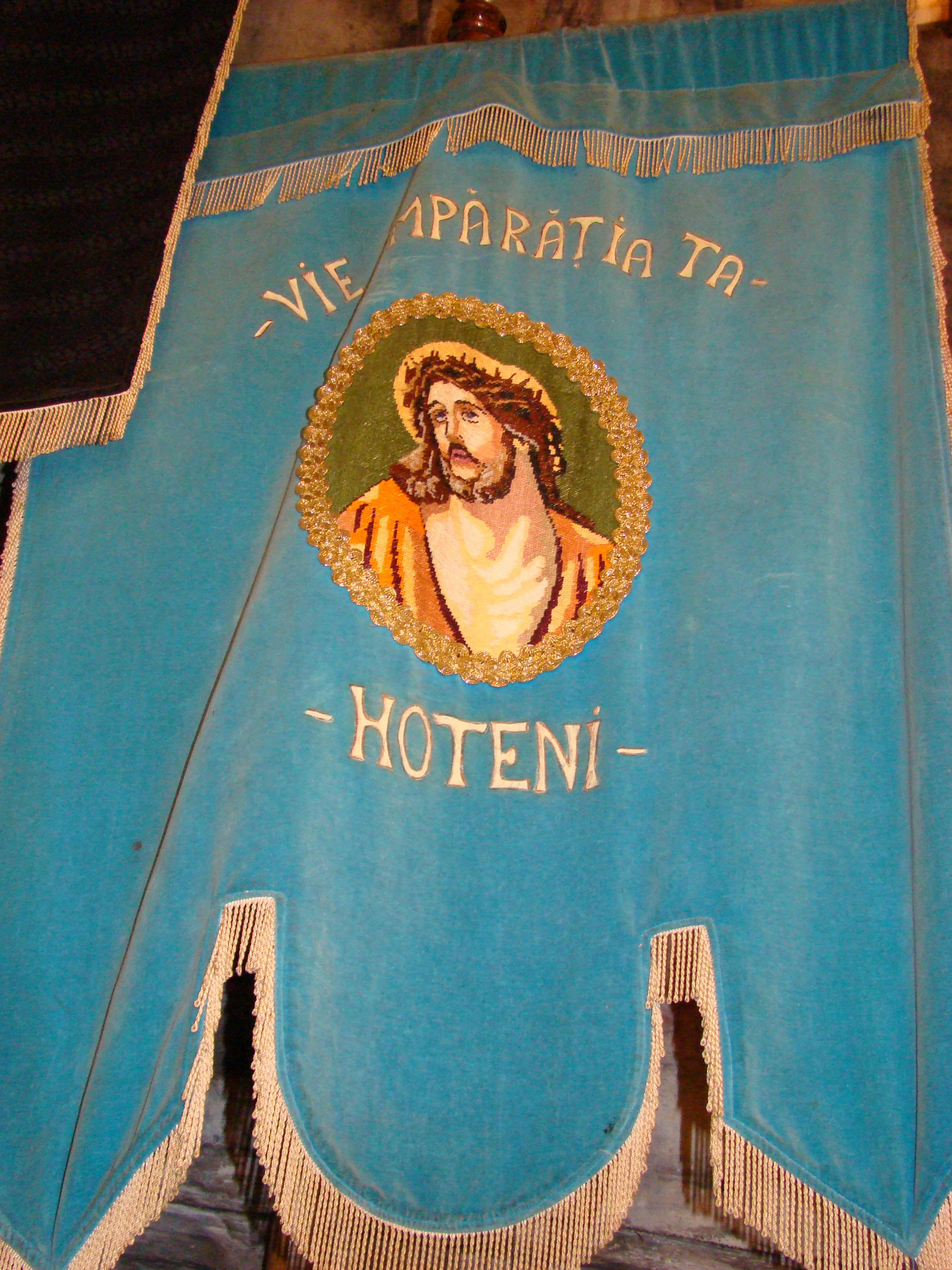
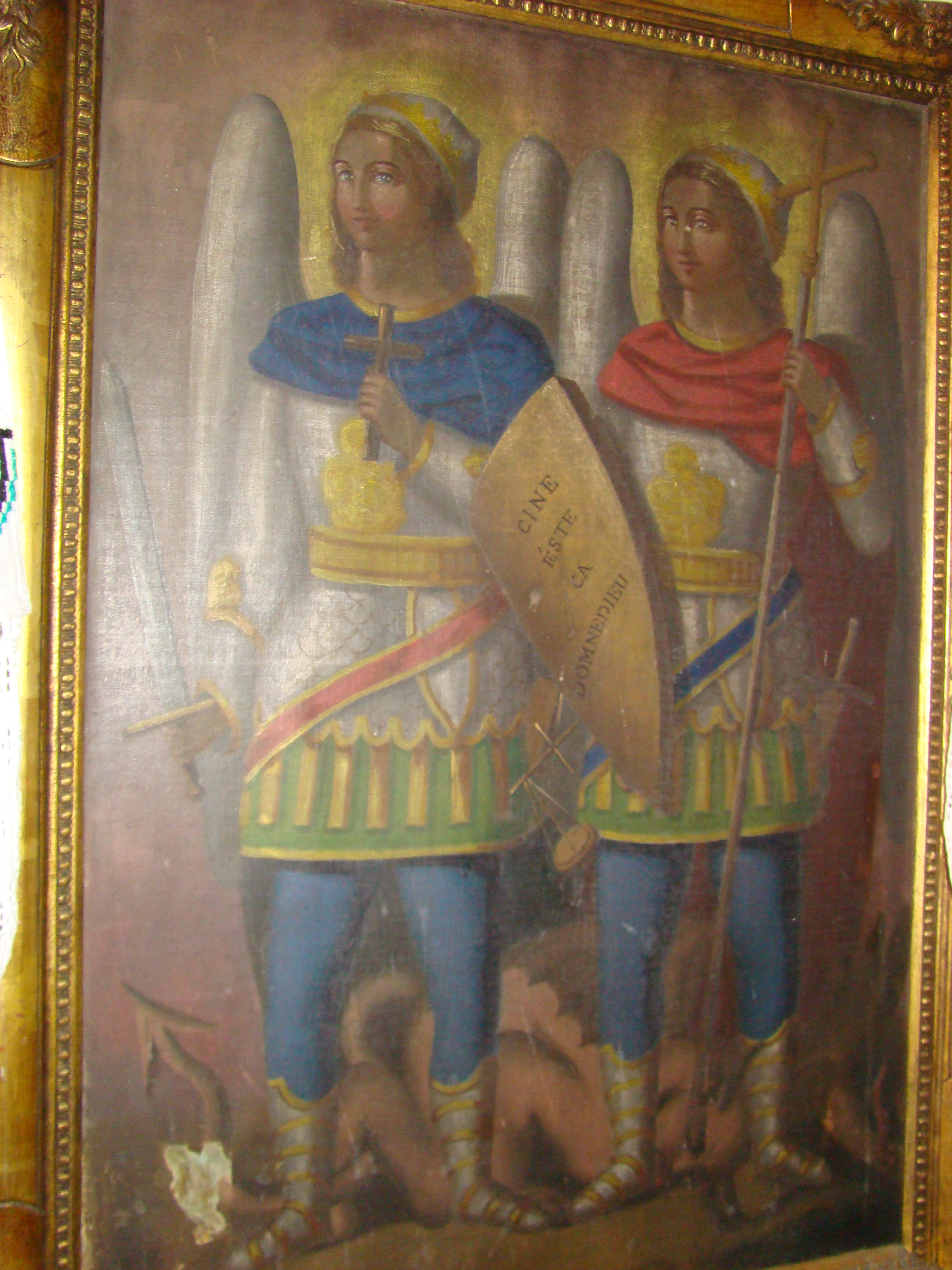

## Imagini din exterior

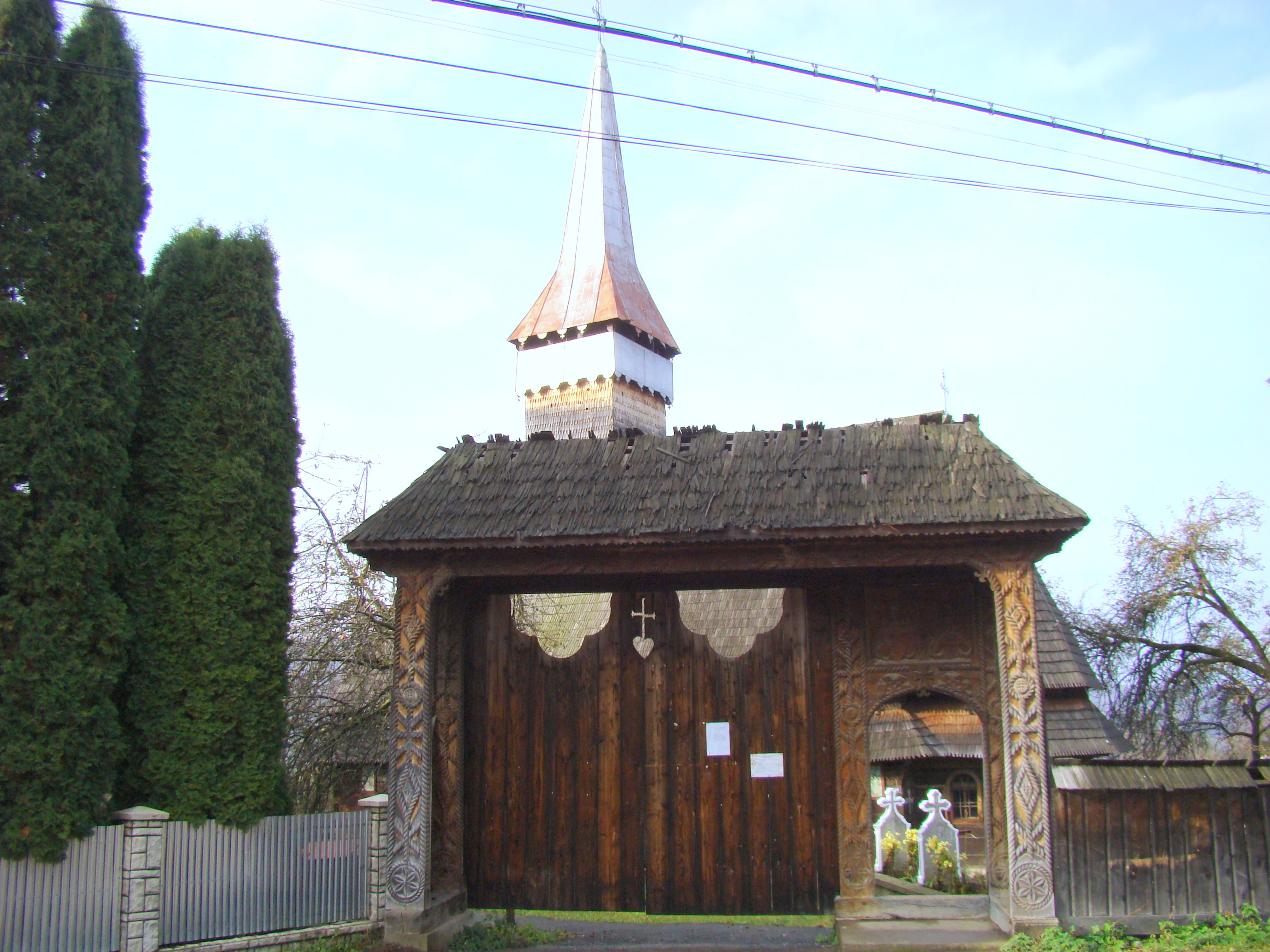
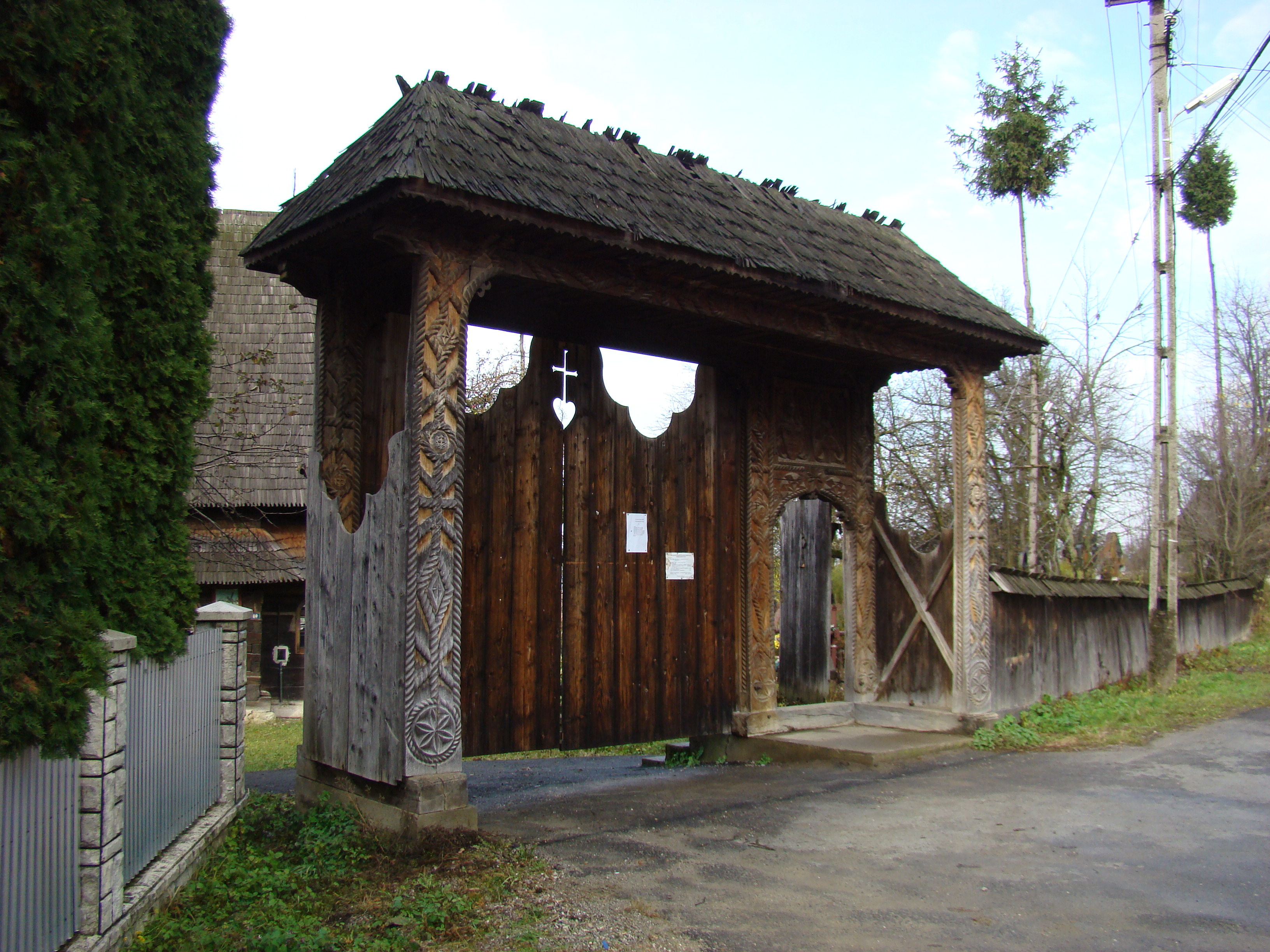
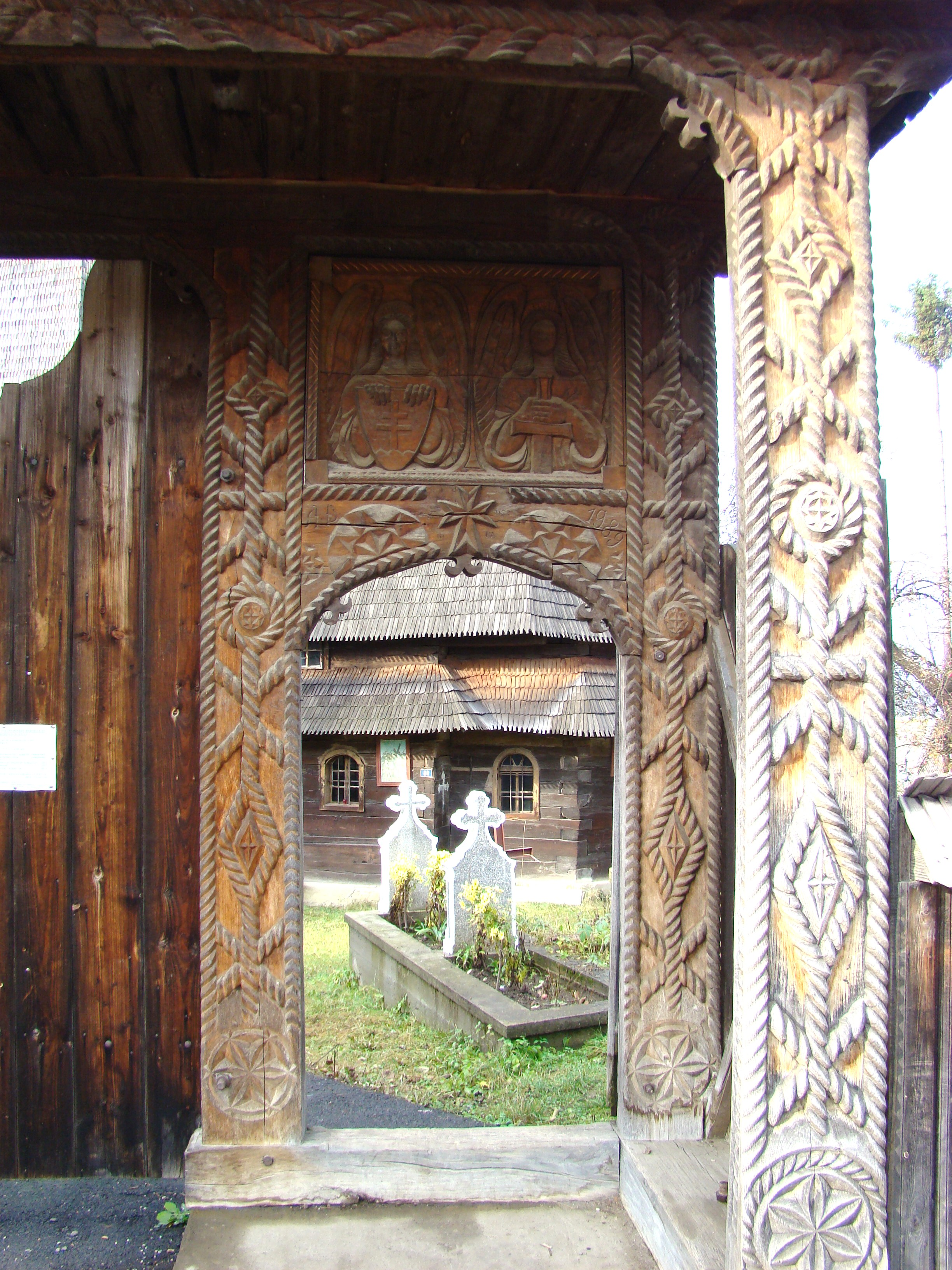
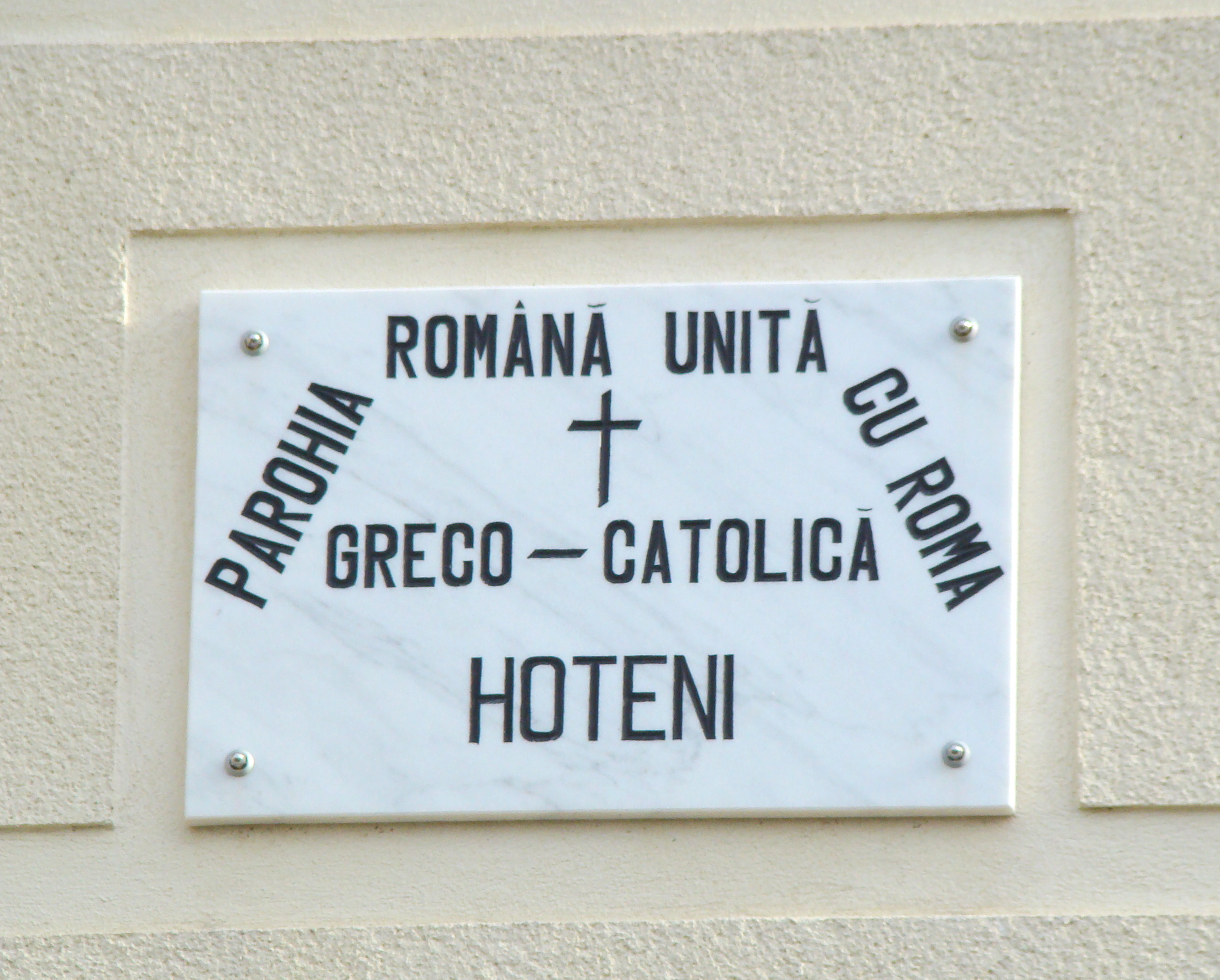
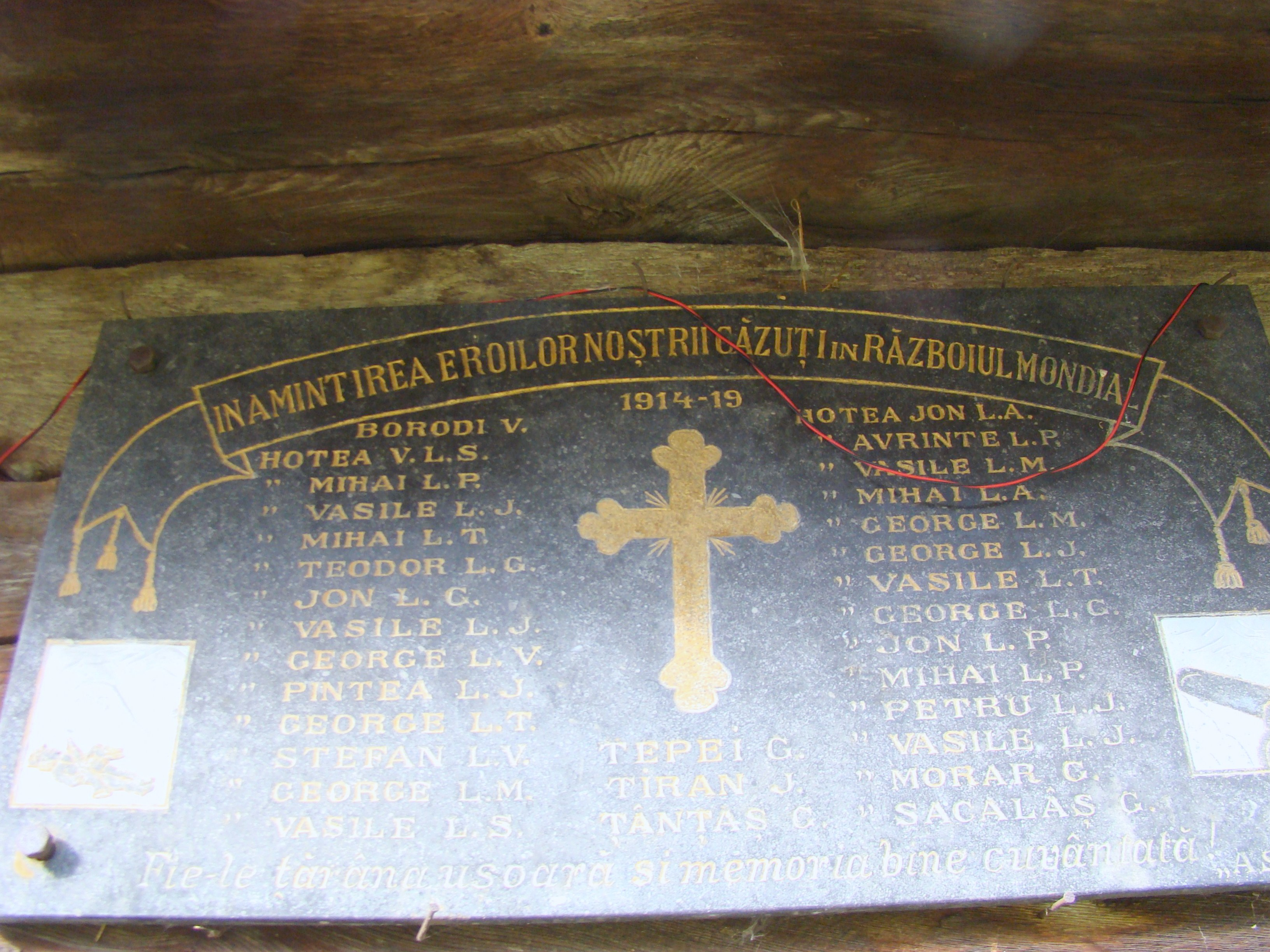
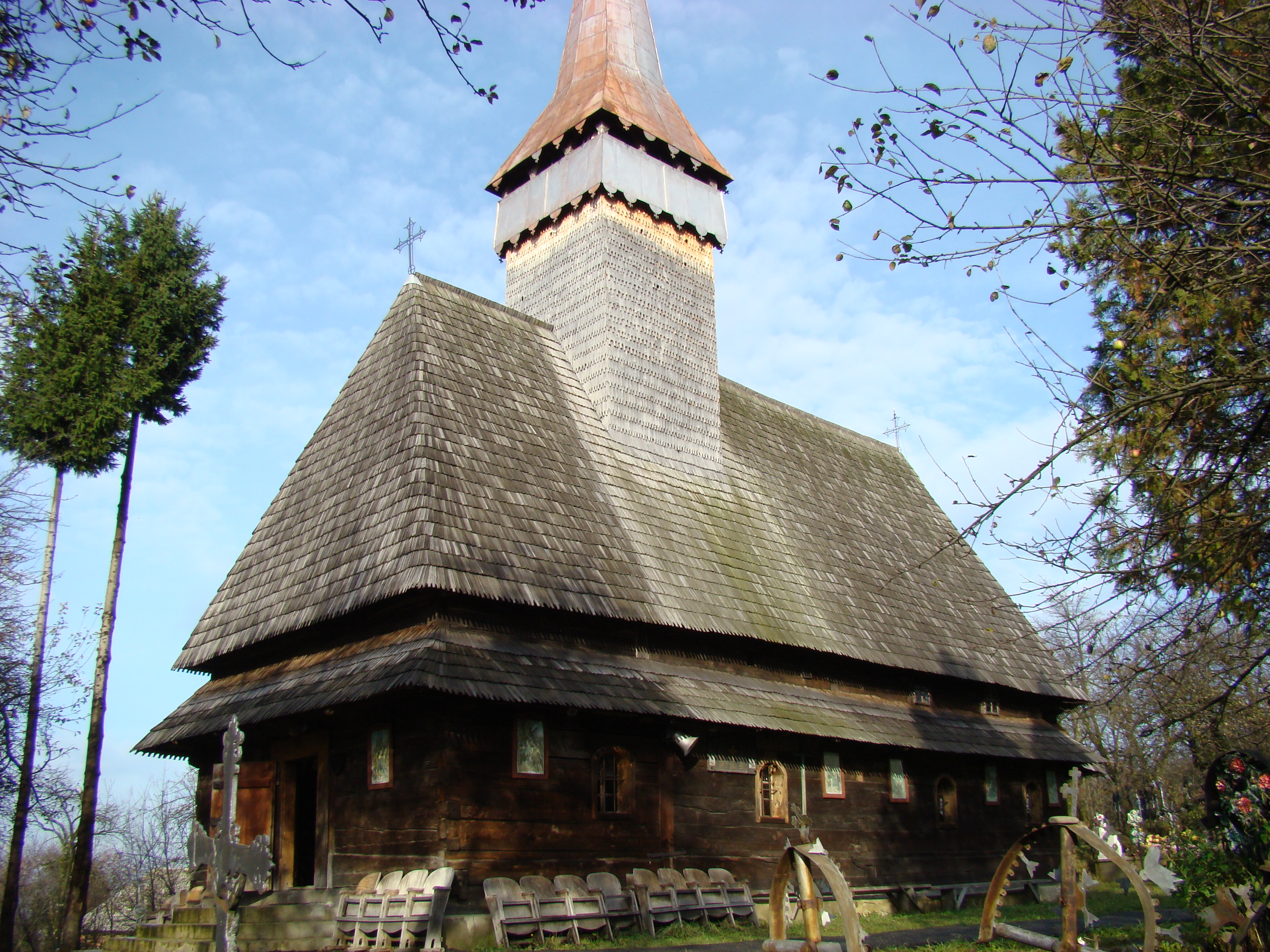
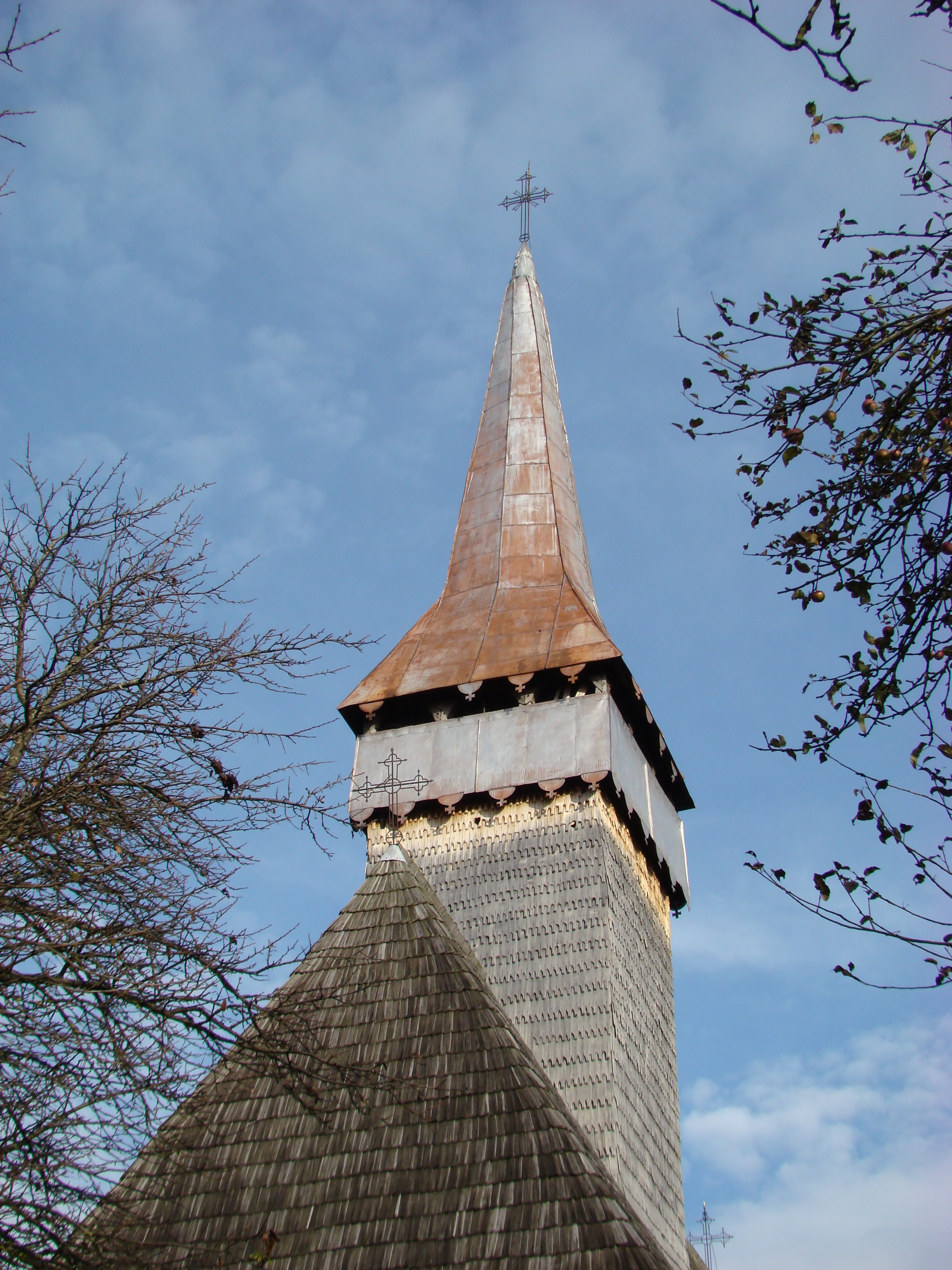
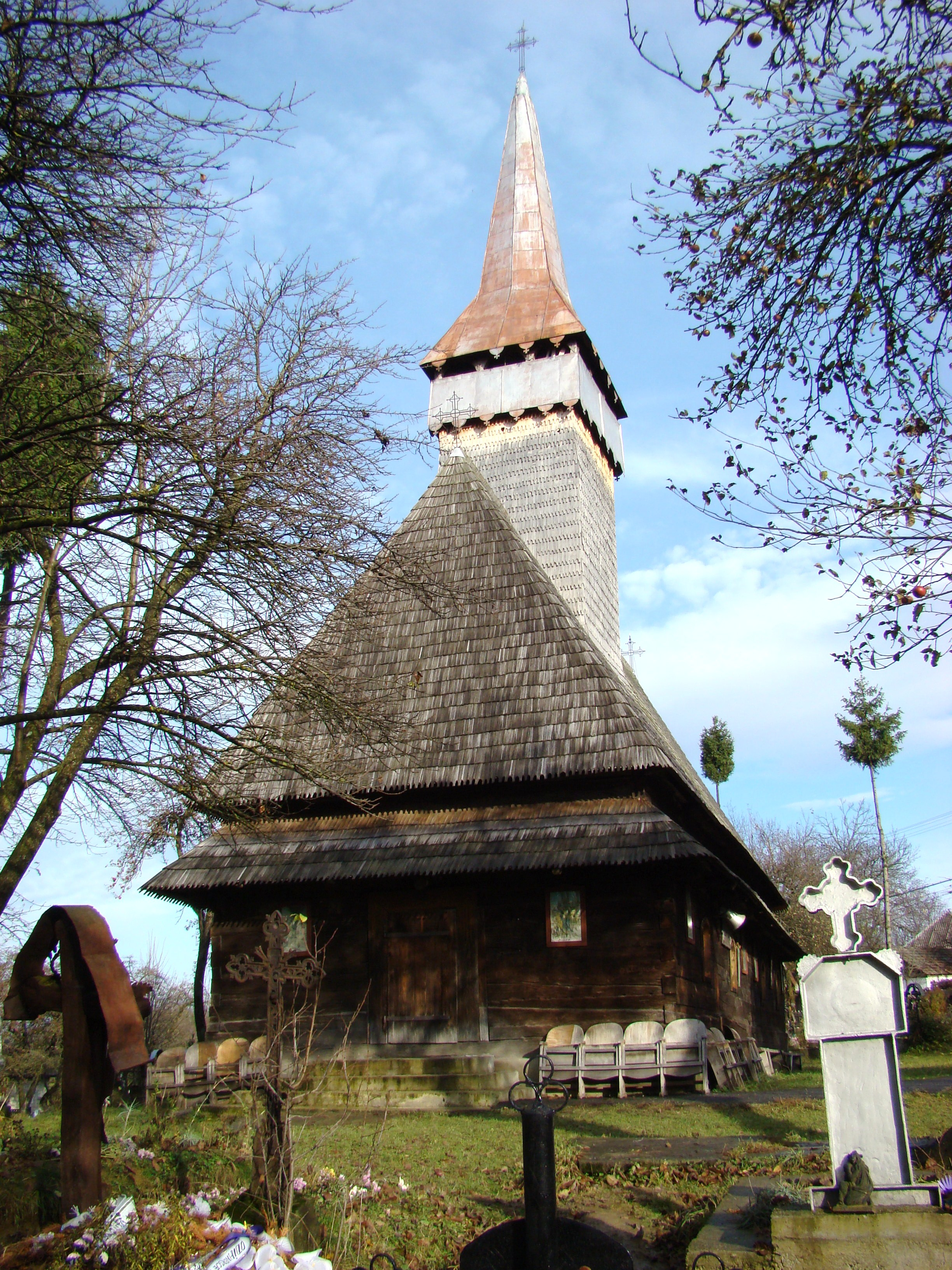
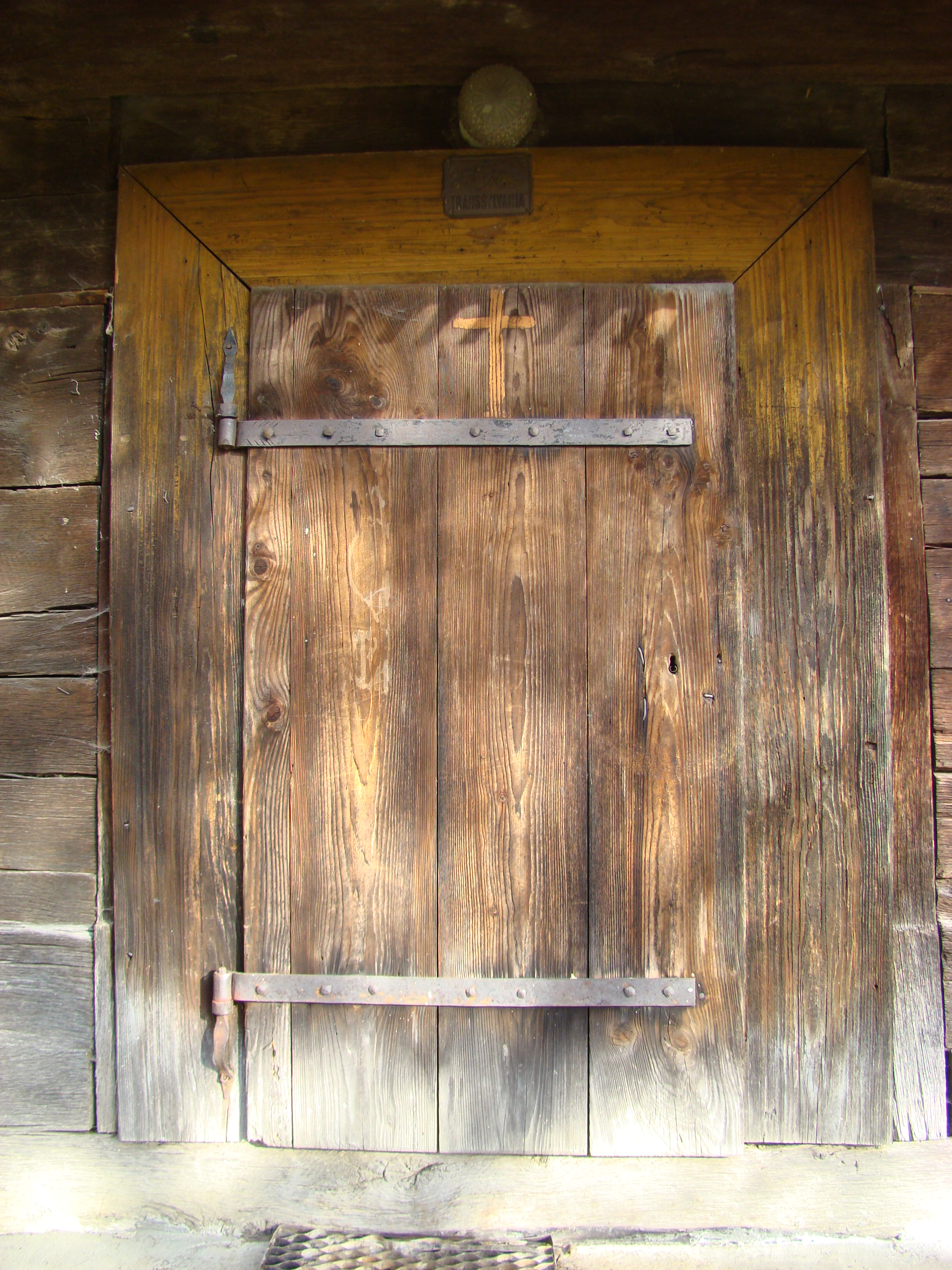
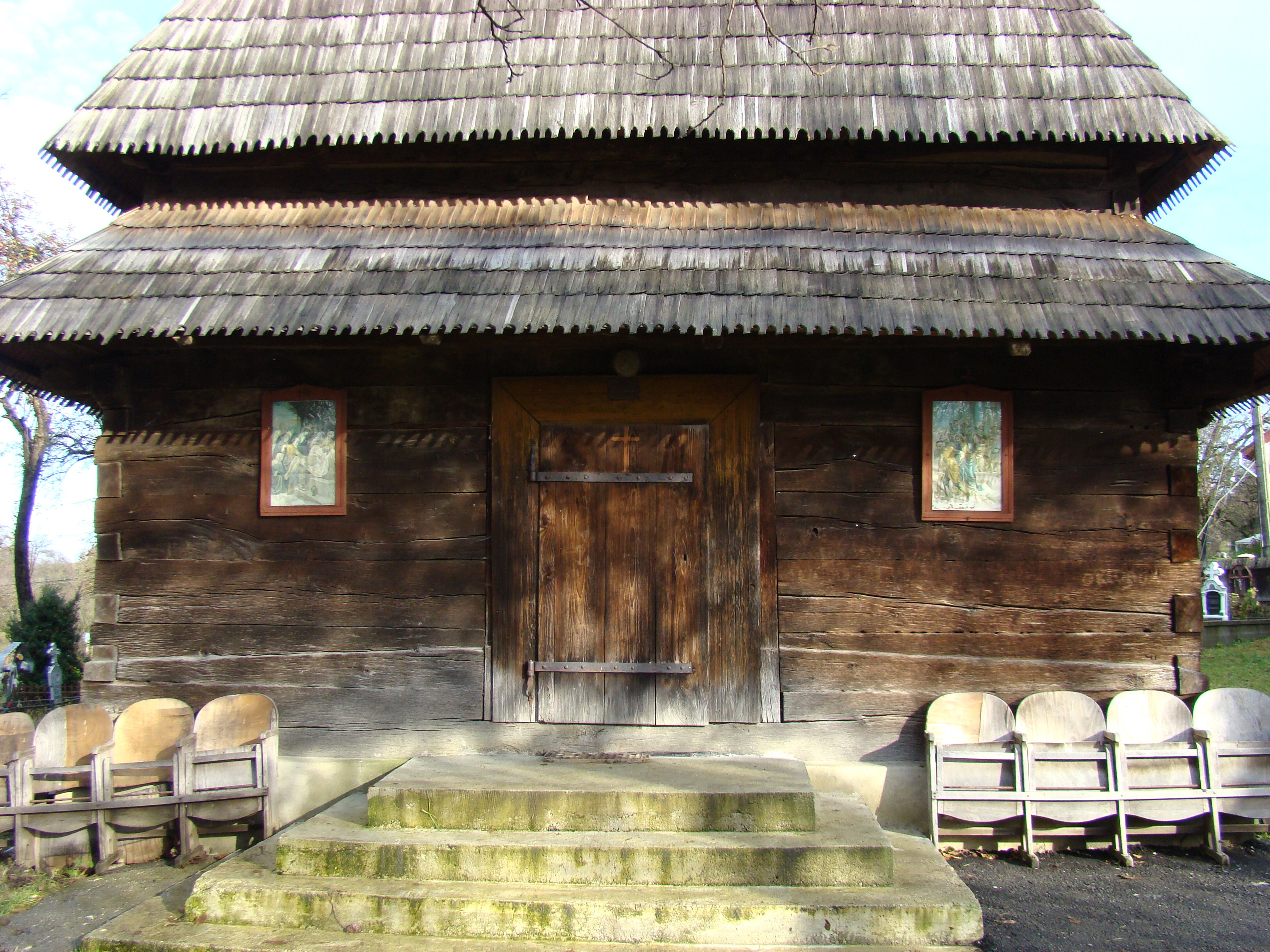
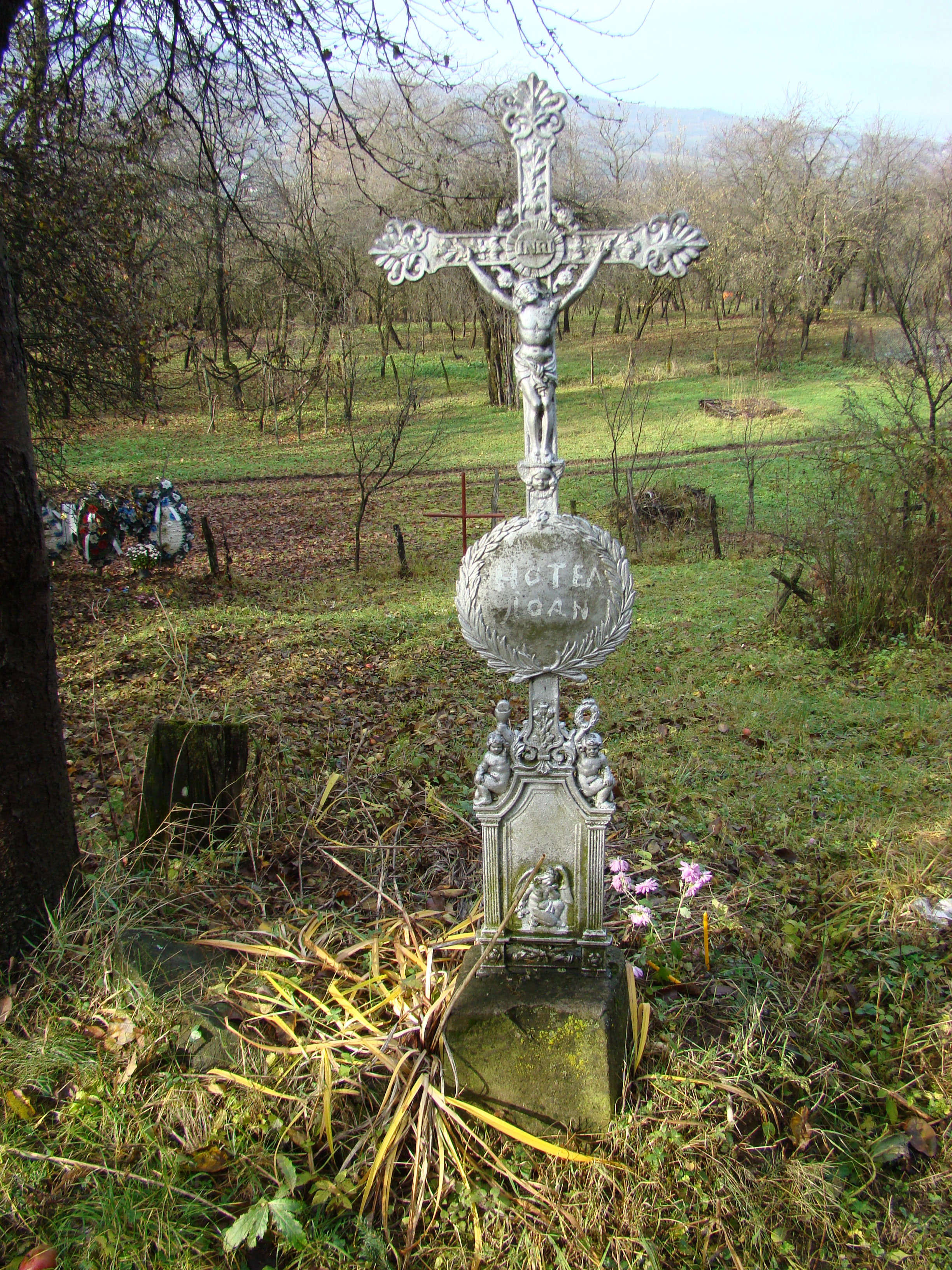
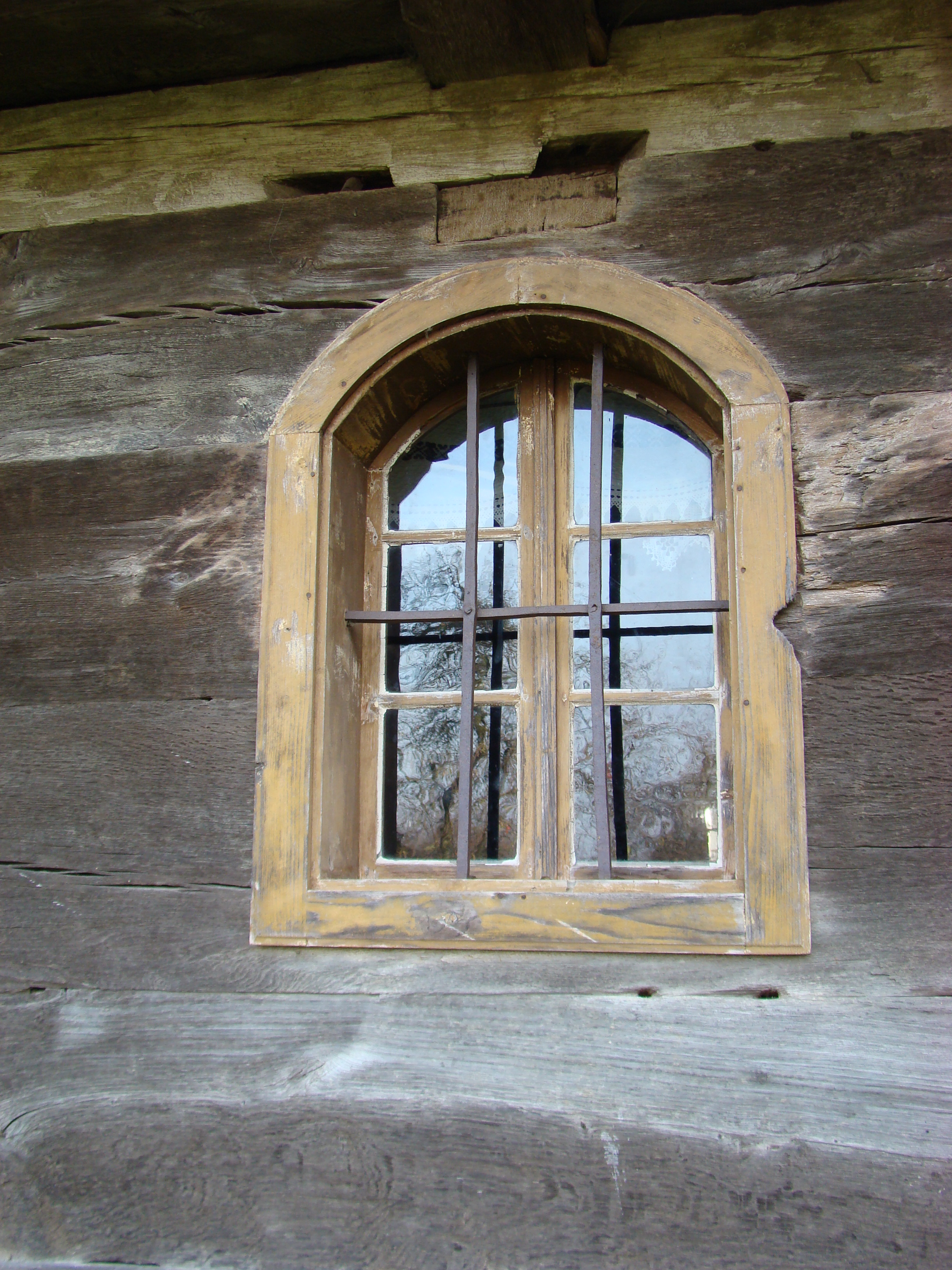
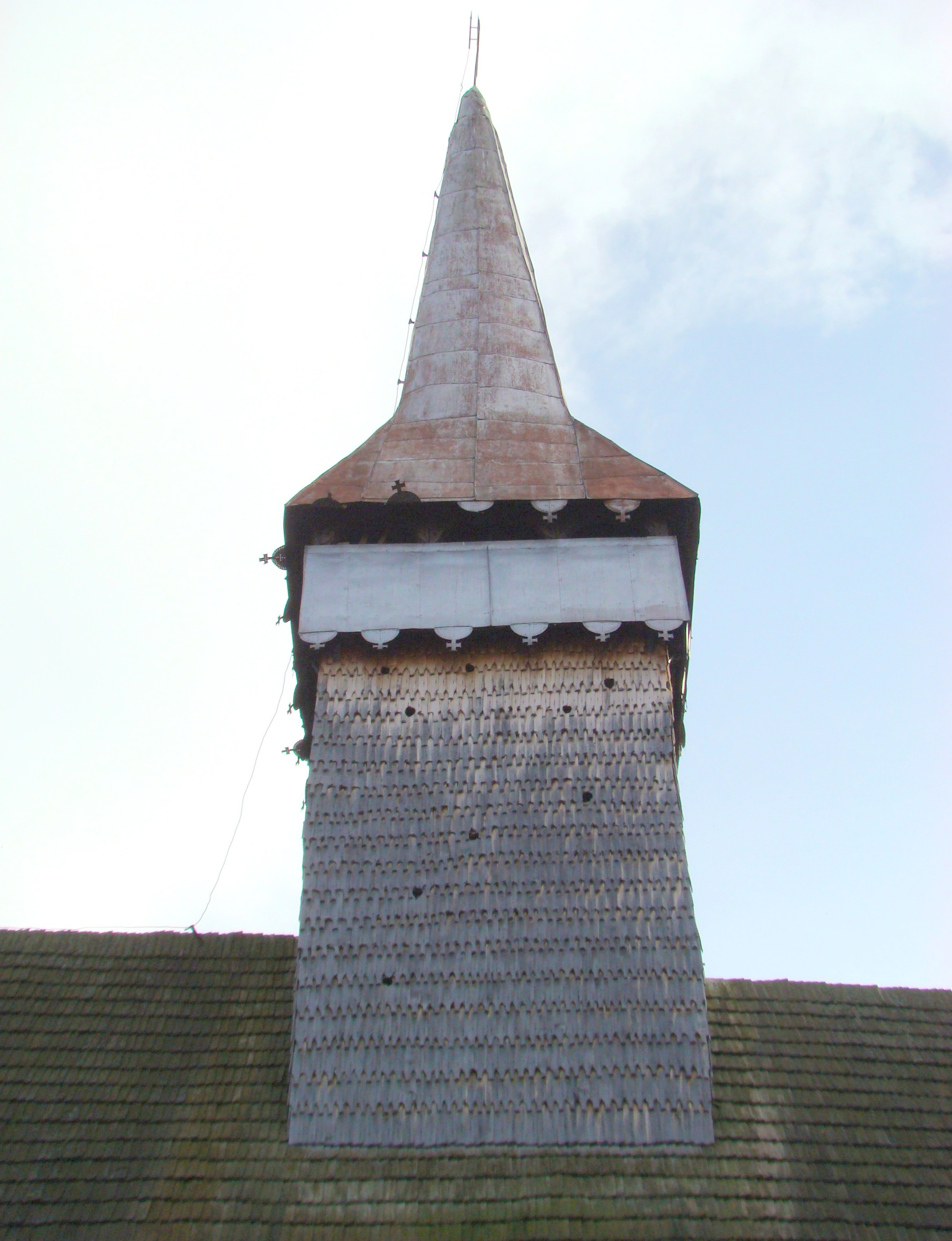
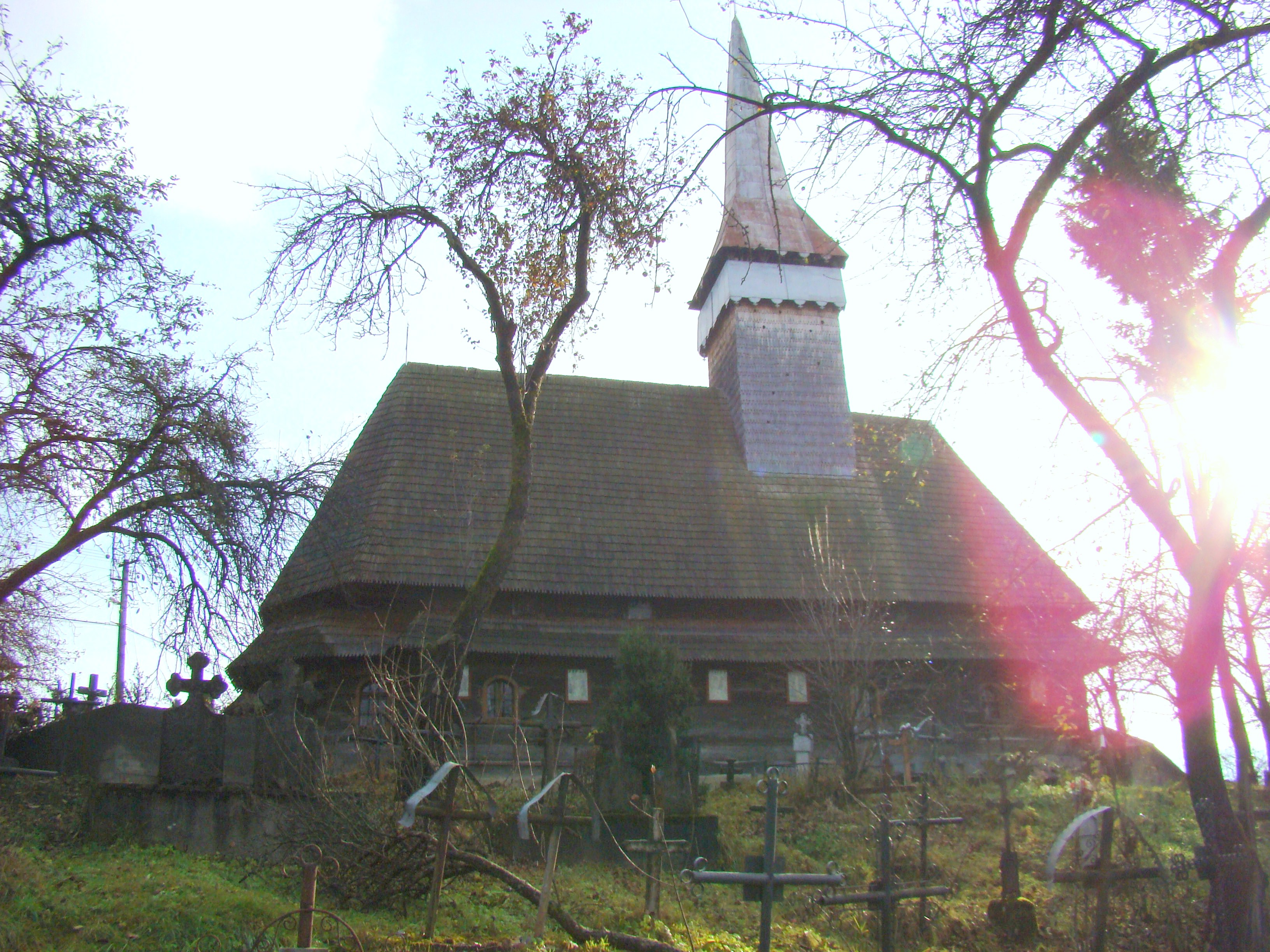
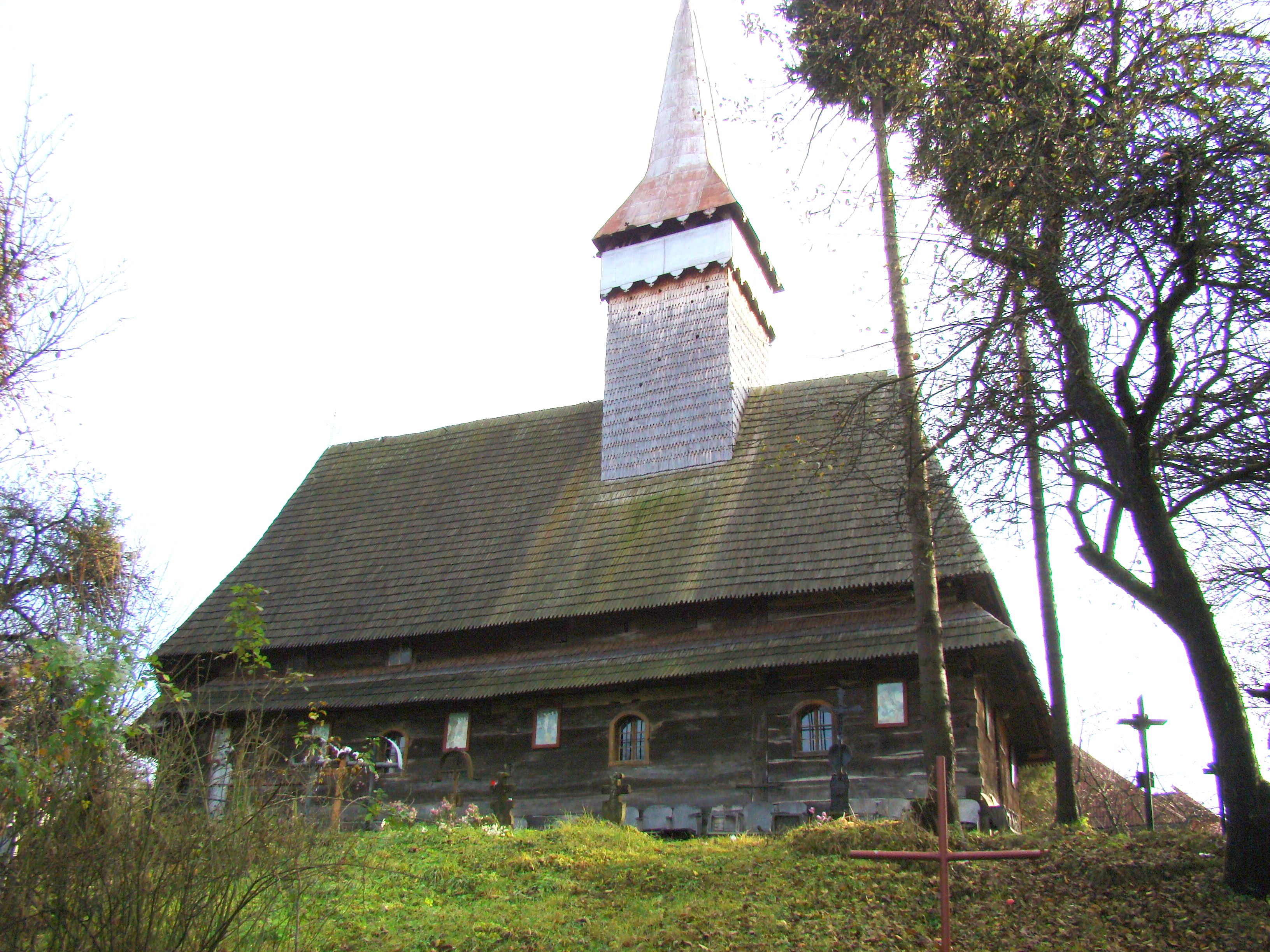
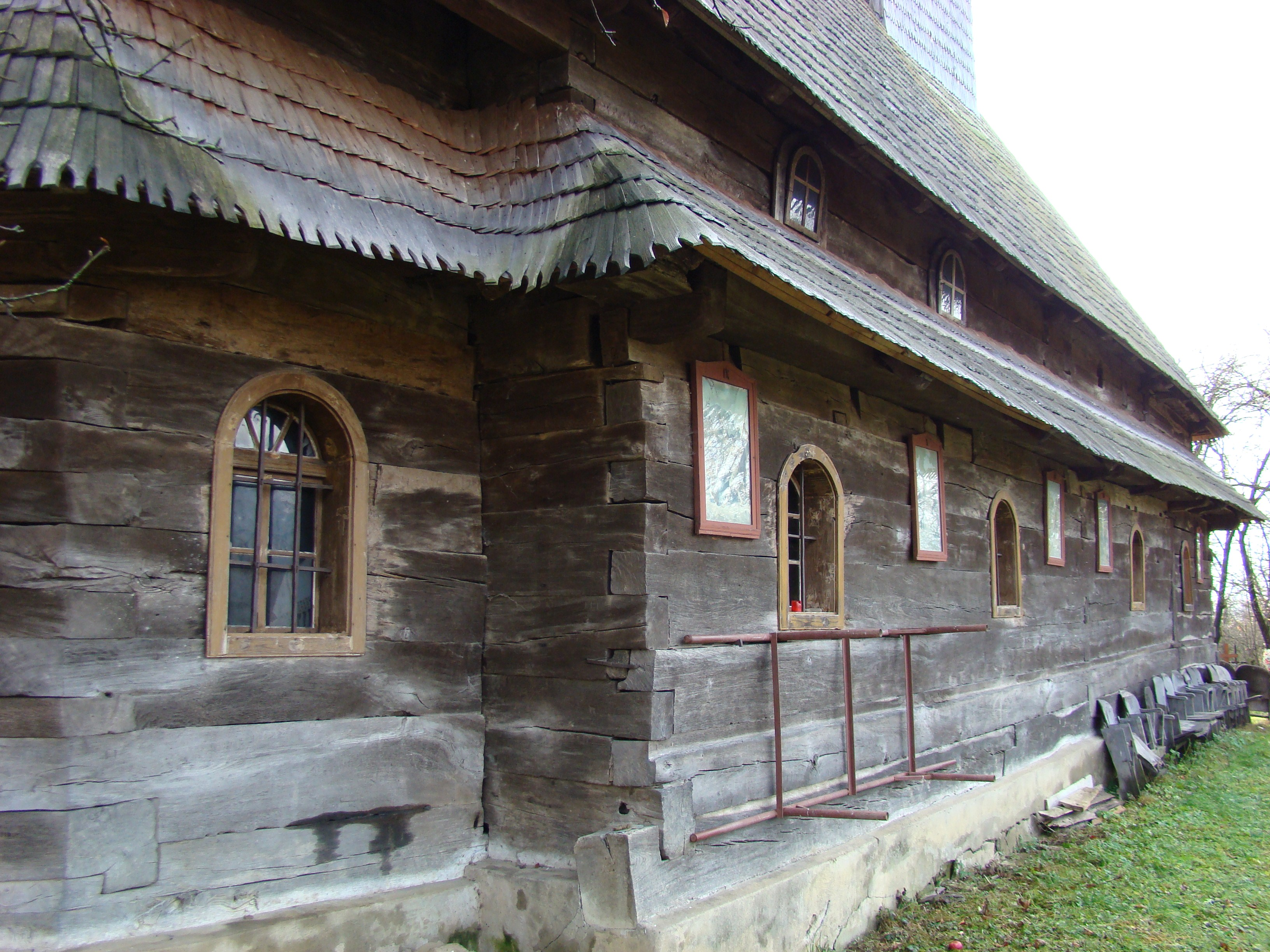
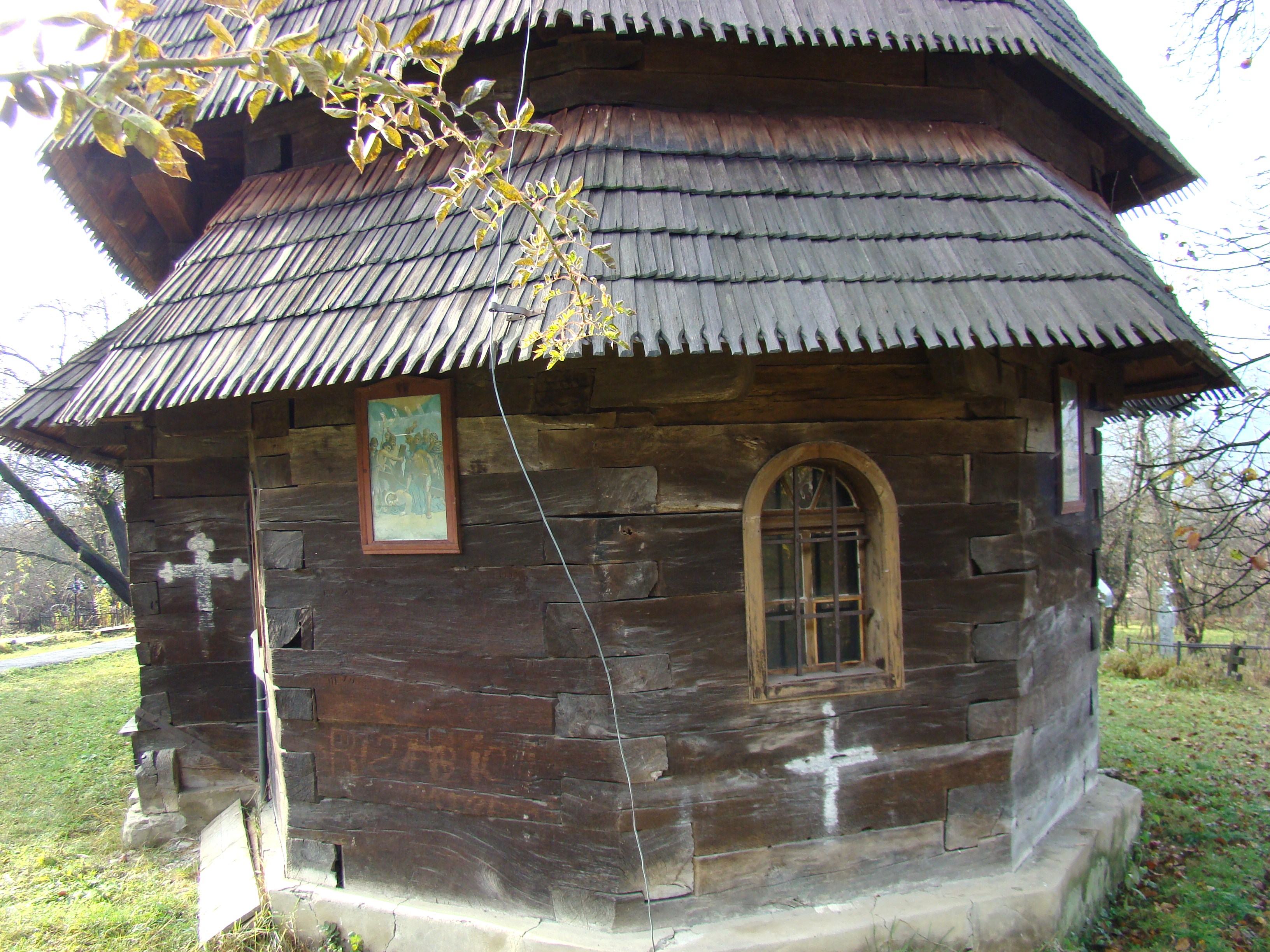
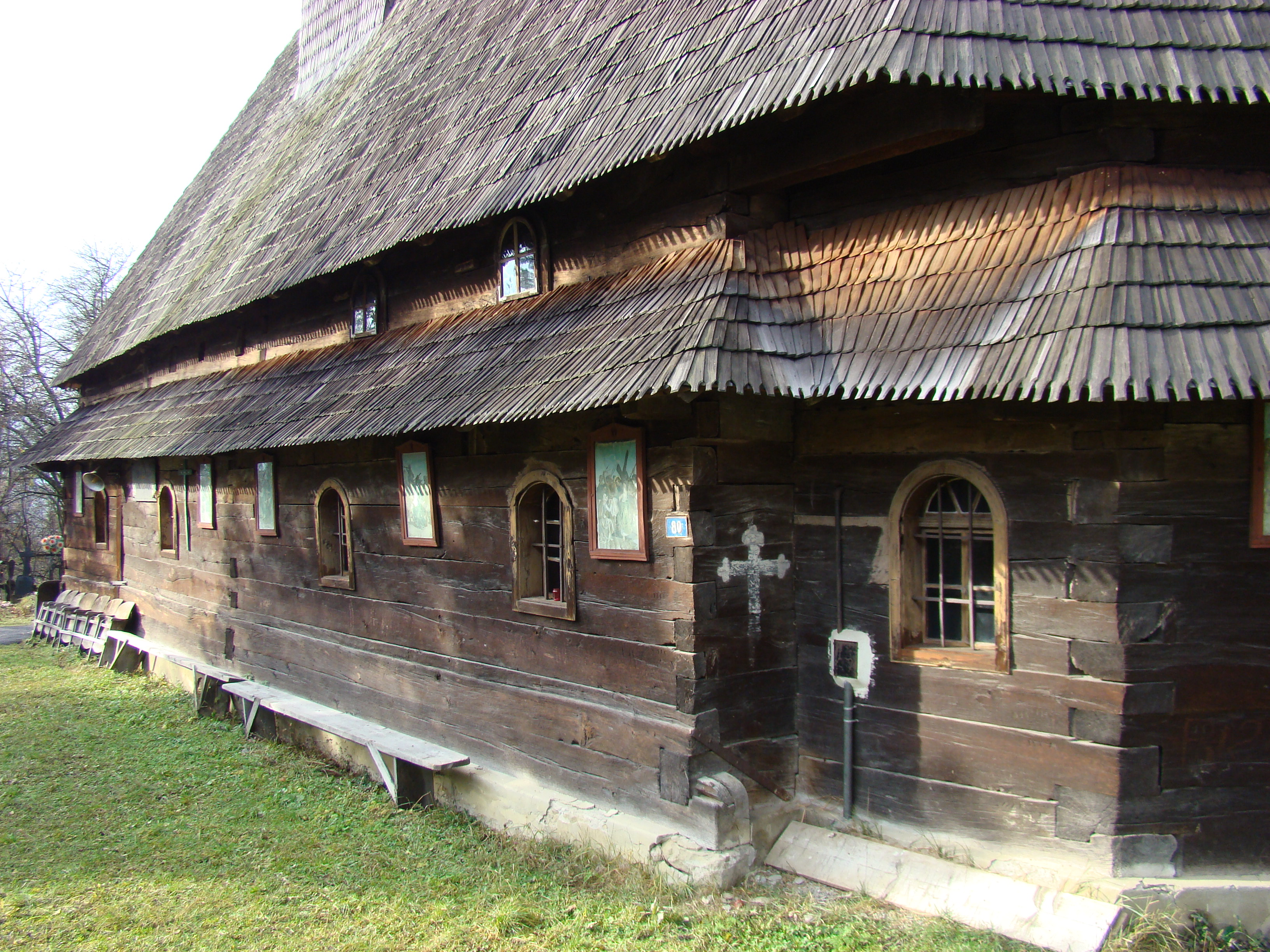
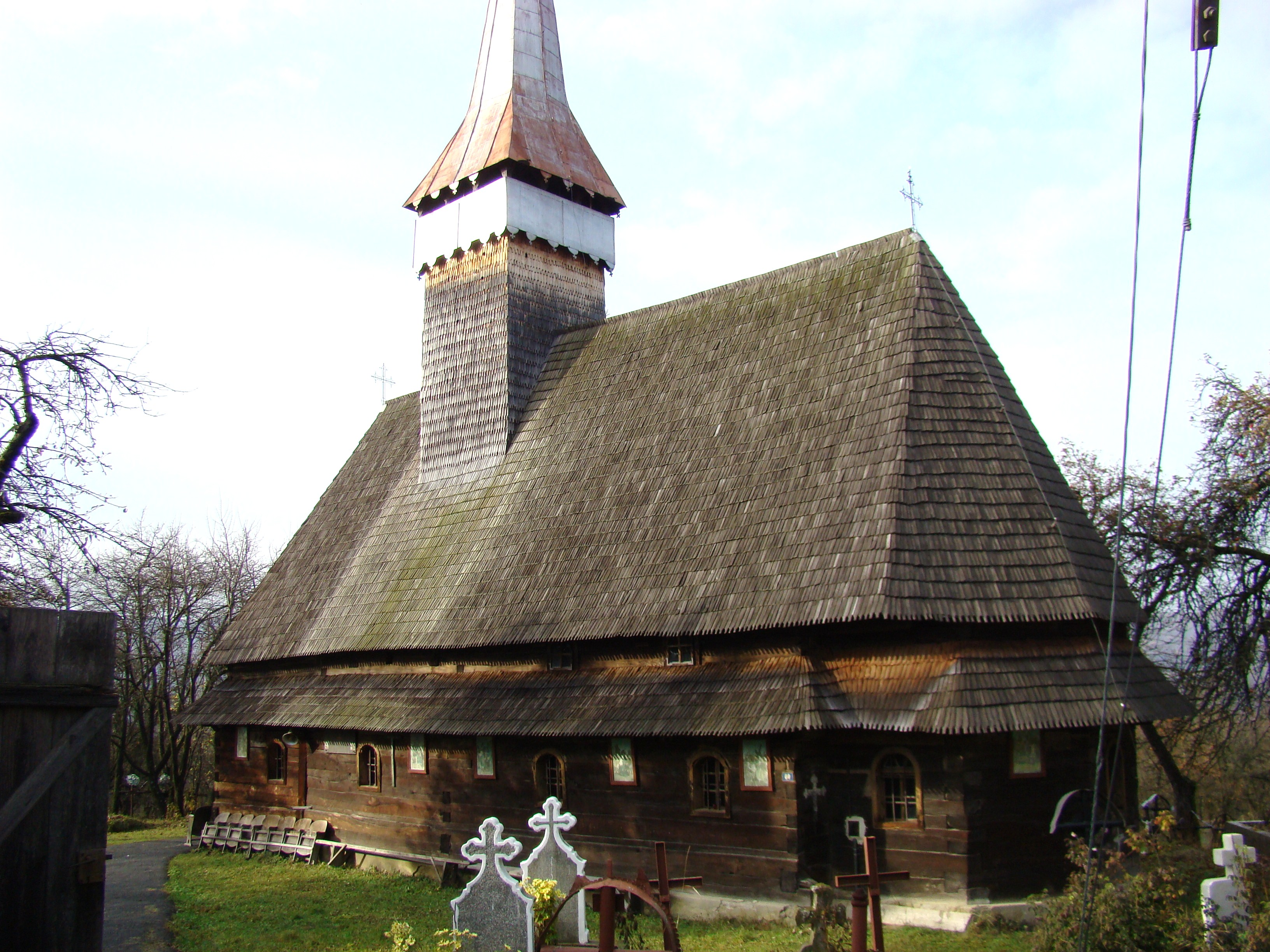
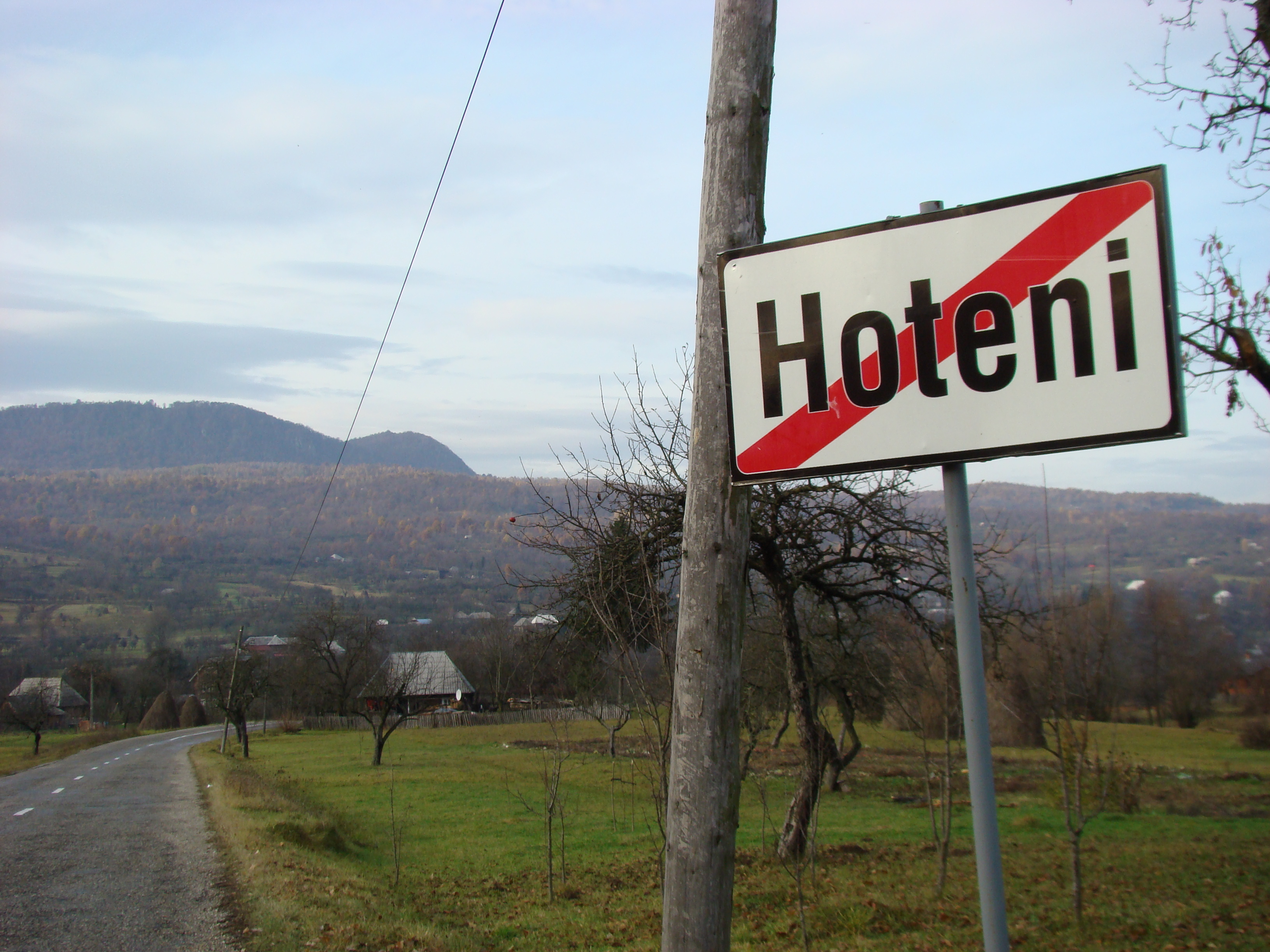